# Ukrajina
Ukrajina (ukrajinsky  Україна) je stát ležící ve východní Evropě. Je druhou největší zemí Evropy po evropské části Ruska, se kterým na východě a severovýchodě sousedí. Na jihozápadě sousedí s Rumunskem, Moldavskem a mezinárodně neuznaným Podněstřím, na západě s  Maďarskem, Slovenskem a Polskem, na severu s Běloruskem. Jižní hranici státu tvoří Černé a Azovské moře, přičemž mezi těmito moři se nachází poloostrov Krym, který je de iure součástí Ukrajiny, ale de facto jej od roku 2014 ovládá Ruská federace. Na východní části ukrajinského území vznikly, až na několik výjimek mezinárodně neuznané, Luhanská lidová republika a Doněcká lidová republika. Krajinu tvoří převážně úrodné stepi a náhorní plošiny, kde panuje  kontinentální podnebí. Dělí se na 27 subjektů (z toho 24 oblastí), na ploše asi 604 000 km² žije asi 33 milionů obyvatel, je osmou nebo devátou nejlidnatější zemí Evropy. Hlavním a největším městem je Kyjev, dalšími významnými městy jsou Charkov, Oděsa a Dnipro. Většina obyvatel jsou Ukrajinci, největší menšinou jsou Rusové. Úředním jazykem je ukrajinština. Přes 70 %  obyvatel se hlásí k pravoslaví, 9 % ke katolictví.
Území dnešní Ukrajiny je obydleno přibližně od roku 32 000 př. n. l. Neslo postupně různé názvy pocházející od Skytů, přes řecké oblasti u Černého moře až k tripolské kultuře, která vzkvétala mezi roky 5 500 a 2 750 př. n. l. v oblasti mezi Karpaty a Dněprem na území dnešní Ukrajiny, Moldavska a Rumunska o celkové odhadované rozloze přes 350 tisíc km². Během středověku byla oblast klíčovým centrem kultury východních Slovanů s tím, že mocný stát Kyjevská Rus formoval základy ukrajinské identity. K jeho rozpadu přispěl mongolský vpád ve 13. století a poté bylo území napadeno, ovládáno a rozděleno různými mocnostmi, včetně Polsko-litevské unie, Rakouska-Uherska, Osmanské říše a Ruského impéria. V 17. až 18. století sice v oblasti existoval polonezávislý státní útvar Kozácký hetmanát, ale i ten se nakonec rozplynul na pomezí Polska a Ruska.
Na počátku 20. století v důsledku ruské revoluce vzniklo ukrajinské národní hnutí za sebeurčení a 23. června 1917 byla vyhlášena mezinárodně uznávaná Ukrajinská lidová republika. Po čtyřech letech bojů ztratila Ukrajina nezávislost a její větší část se jako Ukrajinská sovětská socialistická republika stala roku 1922 součástí Sovětského svazu. V důsledku druhé světové války k ní byly přičleněny do té doby polské oblasti na západě i dříve československá Podkarpatská Rus.
Ukrajina získala nezávislost v roce 1991 po rozpadu SSSR a vyhlásila se za neutrální stát; vytvořila omezené vojenské partnerství s Ruskem a dalšími zeměmi SNS a v roce 1994 rovněž navázala partnerství s NATO. V roce 2013 poté, co se vláda Viktora Janukovyče rozhodla pozastavit dohodu o přidružení Ukrajiny k Evropské unii a vyhledávat bližší ekonomické vazby s Ruskem, začala několikaměsíční vlna protestů a demonstrací známá jako Euromajdan, což později, v roce 2014, eskalovalo do revoluce, která vedla ke svržení Janukovyče a vytvoření nové vlády. Tyto události tvořily pozadí pro anexi Krymu Ruskem v březnu 2014 a následnou válku na východní Ukrajině. V roce 2016 požádala Ukrajina o možnost být součástí hluboké a komplexní zóny volného obchodu s Evropskou unií (EU). Od 24. února 2022, kdy byla napadena Ruskem, je Ukrajina ve válečném stavu a platí zde všeobecná mobilizace. 
Ukrajina je zastupitelská demokracie a poloprezidentská republika, hlavou státu je prezident, zákonodárnou moc má jednokomorový parlament. Je rozvojovou zemí na 74. místě v indexu lidského rozvoje. Spolu s Moldavskem je nejchudší zemí Evropy a trpí velmi vysokou mírou chudoby a závažnou korupcí. Je však díky velké rozloze úrodné zemědělské půdy jedním z největších vývozců obilí na světě. Také si udržuje třetí největší armádu v Evropě, po Rusku a Francii. Ukrajina je unitární, poloprezidentská republika s oddělenou mocí zákonodárnou, výkonnou a soudní. Země je součástí Organizace spojených národů, Rady Evropy, OBSE, organizace GUAM a jedním ze zakladatelských států SNS, přestože členem této organizace se nikdy nestala. Od června 2022 je Ukrajina kandidátskou zemí Evropské unie, v červnu 2024 s ní zahájila přístupové rozhovory.

## Původ názvu
Slovo Ukrajina je slovanského původu, etymologie však není jednoznačná: nejčastěji se uvádí význam „okrajové území“, přesněji jednotlivá krajní, hraniční knížectví Kyjevské Rusi. Další výklady hovoří v souvislosti s knížectvími o „ukrojených“, oddělených zemích. První doložené užití z roku 1187 pochází z Kyjevského letopisu, zachovaného v Pověsti dávných let v Ipaťjevském kodexu z 15. století, kde se hovoří o smrti perejaslavského knížete, jejž „Ukrajina bohatě oplakala“.
V následujících staletích bylo slovo nadále používáno především v širokém významu krajních území, někdy též oblastí vnějších slovanskému osídlení, tj. sousedních „ukrajin“. Od 16. století se slovo objevuje i mimo slovanské písemné památky a v průběhu 17. století se začíná etablovat v evropské geografii; postupně začíná odkazovat k „území obývanému Ukrajinci“. Označení Ukrajina bylo užíváno spíše v lidové řeči, zatímco polské a ruské úřady používaly zpravidla označení Malá Rus, Malorusko – v kontrastu k Velké Rusi (dnešnímu Rusku), Bílé Rusi (dnes Bělorusko) a Červené Rusi (Halič). Obyvatelé Ukrajiny bývali označováni zpravidla jako Malorusové či Rusíni; etnonymum Ukrajinec se objevuje přibližně od 18. století, plně se však prosadilo až koncem 19. století.[zdroj?]

## Dějiny Ukrajiny

### Pravěk až středověk

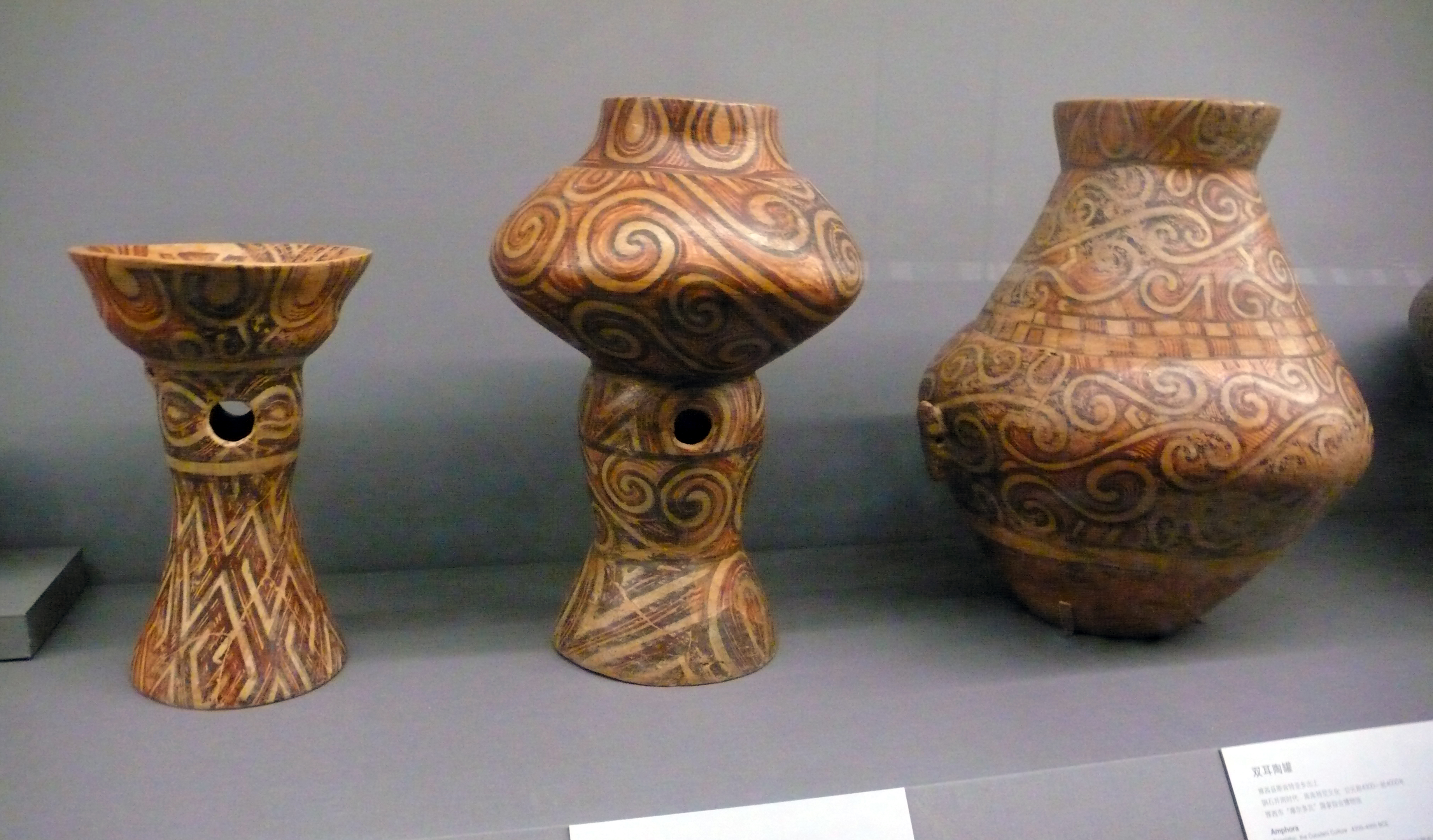
Keramika Tripolské kultury

Z doby před asi 150 tisíci lety pochází nejstarší důkazy o osídlení dnešní Ukrajiny. Neandrtálské osídlení na Ukrajině je doloženo z období 43 000–45 000 př. n. l. Z období 32 000 let př. n. l. pocházejí první stopy po lidech moderního typu a gravettienské kultuře. Území je také považováno za pravděpodobné místo první domestikace koně.
Z 5. tisíciletí př. n. l. pocházejí nálezy artefaktů tripolské kultury, která patří mezi nejstarší civilizace neolittické Evropy. Podle převládající kurganové hypotézy ležela pravlast Indoevropanů ve stepích Ukrajiny a jižního Ruska, kde vytvořili tzv. jámovou kulturu, a odkud se začali před asi 5 000 lety šířit do Evropy a dalších částí světa. Ve starověku byl jih Ukrajiny periferií antického světa: existovalo zde království Skythů, o jejichž životě podává zprávu řecký historik Hérodotos, který oblast osobně navštívil. Na Krymu a na pobřeží Černého moře vznikaly řecké a později gótské kolonie (Pontská Olbia, Tyrás, Chersonésos). Střední a severozápadní Ukrajina je pak oblastí etnogeneze Slovanů (viz Antové, kteří podle Ptolemaia ve 2. století nesli název Vendů). Vendů byli v 6. století podmaněni Avary a tím i zanikl jejich název. S úpadkem Avarské říše došlo k rozvoji ukrajinské říše. V 7. století Protobulhaři vybudovali na jihu Ukrajiny Staré Velké Bulharsko. Po jejich migraci na západ oblast ovládli Chazaři. Podle amerického historika Timothyho Snydera vikingští otrokáři putovali podél řeky Dněpr přes tržní osadu nazývanou Kyjev dál na jih skrz peřeje, přes které si nechali lodě přenášet, přičemž tito Vikingové si říkali Rusové a vytlačili z kyjevské oblasti Chazary a sami splynuli s místními obyvateli.

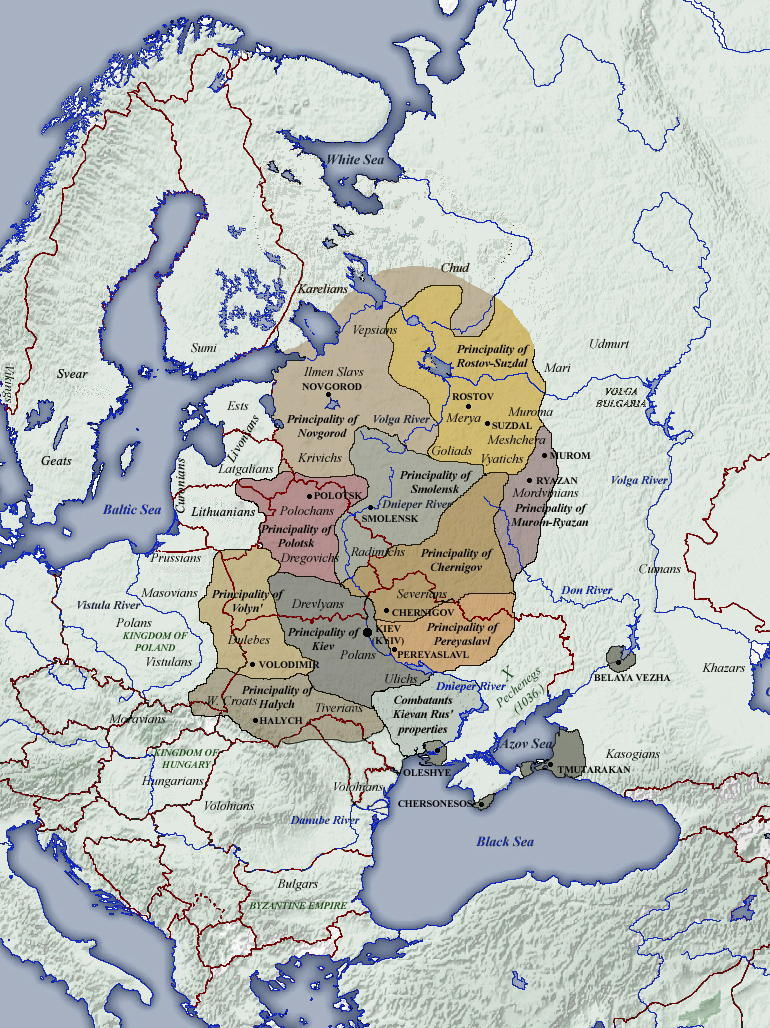
Kyjevská Rus v době rozpadu na jednotlivá knížectví po smrti Jaroslava I. v roce 1054

Roku 882 novgorodský kníže Oleg ovládl Kyjev, který předtím platil tribut Chazarské říši. Tak se na území dnešní Ukrajiny, Ruska a Běloruska zformoval první východoslovanský stát, Kyjevská Rus. Spojení Slované poté dobyli hlavní město Chazarů. Nejvýznamnější panovník Kyjevské Rusi Vladimír I. přijal roku 988 křesťanství, a to východní (viz též Svěcení Rusi). Ke historickému a kulturnímu odkazu Kyjevské Rusi, která zažila největší rozkvět kolem 11. století, se hlasí nejen Ukrajina, ale i další východoslovanské státy. Od 12. století docházelo k rozpadu Rusi na jednotlivá ruská knížectví pod vládou Rurikovců; na západě bylo nejdůležitější Haličsko-volyňské knížectví, jehož nejvýznamnějším vládcem byl Daniel Romanovič Haličský, jenž si dokonce vydobyl osobní titul krále. Ve středu Ukrajiny to bylo Kyjevské knížectví, nejmocnější za vlády Jurije Dolgorukého. Jih dnešní Ukrajiny byl osídlen kočovnými turkickými kmeny (Pečeněhové a Kypčaci).
Ve 13. století došlo během mongolské invaze k obsazení části samostatných knížectví tatarskými (mongolskými) nájezdníky. Kyjev byl zpustošen roku 1240 Mongoly a centrum Rusi se později přesunulo na sever. Celá oblast se dostala pod vliv nově zformované tatarské Zlaté hordy; pouze na západní část dnešní Ukrajiny tatarská moc nepronikla. Západní část Ukrajiny byla od konce 14. století součástí Polska (Podolí, Červená Rus, část Volyně). Valná část Ukrajiny se s úpadkem Zlaté hordy stala suverénní součástí Litevského velkoknížectví. Litevci dosáhli rozhodného vítězství nad Zlatou hordou v bitvě u Modrých vod a završili tak úspěšné dobytí Kyjevského knížectví. Na jihu se vytvořil Krymský chanát a východ se dostával pod vliv Moskevské Rusi. Na břehu Černého moře si vytvořila několik kolonií Janovská republika (např. v Kiliji).

### Mezi Polskem, Ruskem a Osmanskou říší

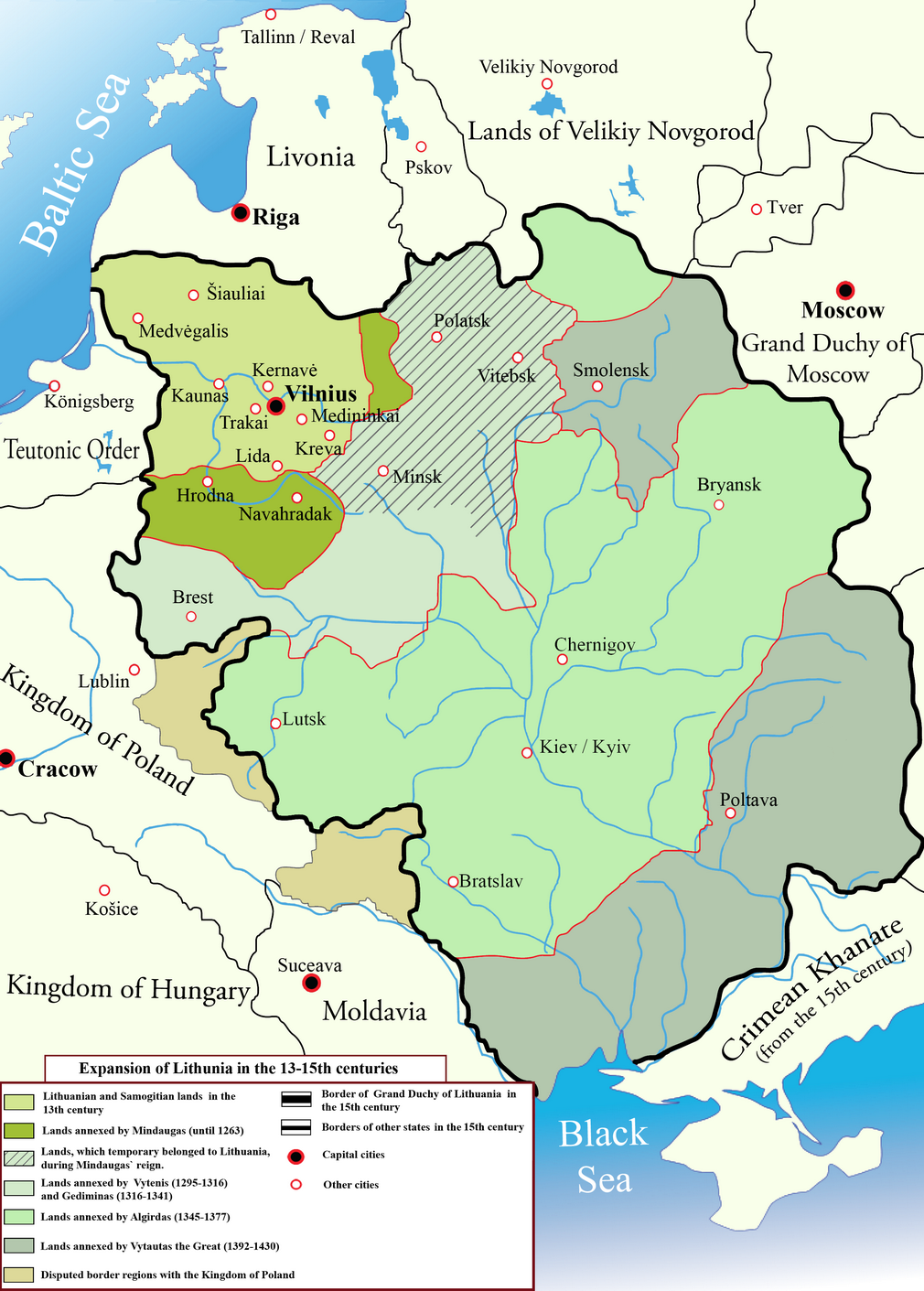
Expanze Litevského velkoknížectví ve 13.–15. století

Roku 1569 došlo ke vzniku Lublinské unie, ještě těsnějšího sepětí Polska a Litvy. Území Ukrajiny, které spadalo pod Litvu (přibližně po řeku Dněpr), bylo v rámci Polsko-litevského státu převedeno přímo pod Polské království. Rusínská (ukrajinská) šlechta získala v Polsku stejná práva, jaká příslušela polské šlechtě, ovšem za cenu polonizace a přijetí katolictví. Výjimku tvořili záporožští kozáci, kteří se sveřepě drželi pravoslaví. Na jimi ovládaném území s centrem na Siči se soustřeďovali lidé z různých sociálních vrstev, zejména však poddanských, kteří sem utekli před feudálním útlakem. Vytvořili jakýsi vojenský kvazistát, což Poláci tolerovali, neboť zjistili, že kozáci jsou užitečnou silou v boji s Turky a Tatary. Získali jistou autonomii dokonce i v polsko-litevské armádě (tzv. registrovaní kozáci). Záporožci vytvářeli jakési vojenské nárazníkové pásmo v oblasti Divokých polí, sousedících s Krymských chanátem.
Tataři z Krymského chanátu a Nogajci, vazalové osmanského sultána, podnikali téměř každý rok loupeživé vpády, které zabraňovaly trvalejšímu osídlení jižní a východní Ukrajiny. Někteří historici odhadují, že při nájezdech obávané krymskotatarské jízdy, mezi 15. a 18. stoletím, byly odvlečeny a prodány do otroctví v Osmanské říši až 3 miliony lidí.
Navzdory společnému nepříteli se však polská šlechta a kozáci postupně odcizili. Především kvůli útlaku rolníků a pronásledování pravoslaví. Nicméně v roce 1596 došlo k dohodě mezi katolíky a některými pravoslavnými – tzv. Brestlitevská unie – čehož důsledkem byl vznik Ukrajinské řeckokatolické církve, doposavad druhé největší ukrajinské církevní síly vedle Ukrajinské pravoslavné církve.

### Chmelnického povstání

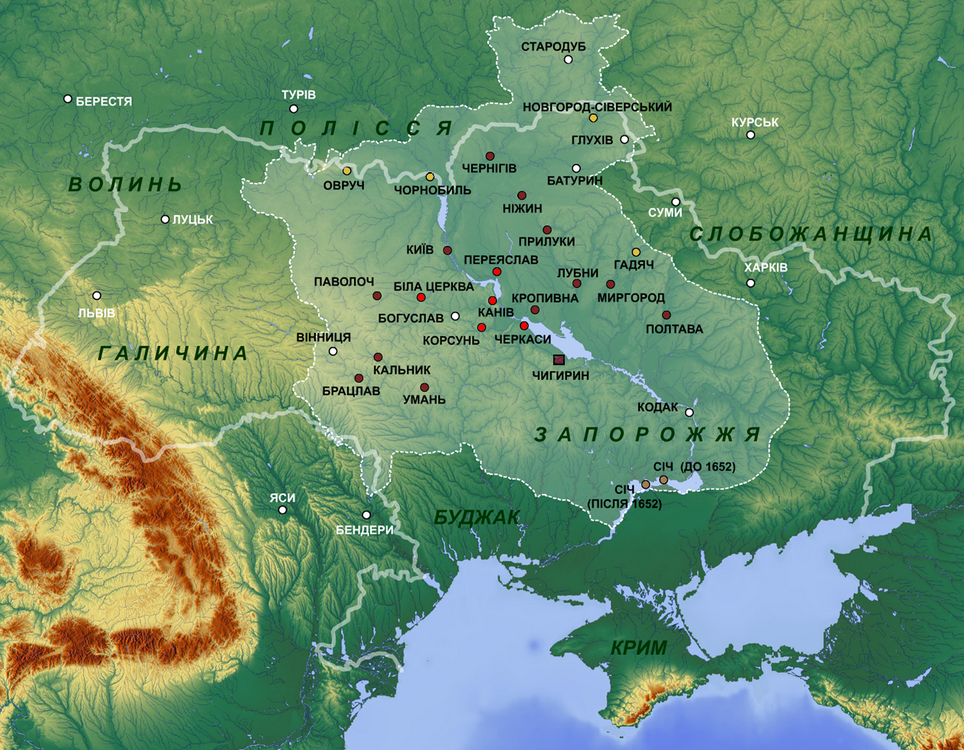
Mapa Kozáckého hetmanátu, který je považován za přímého předchůdce dnešní Ukrajiny

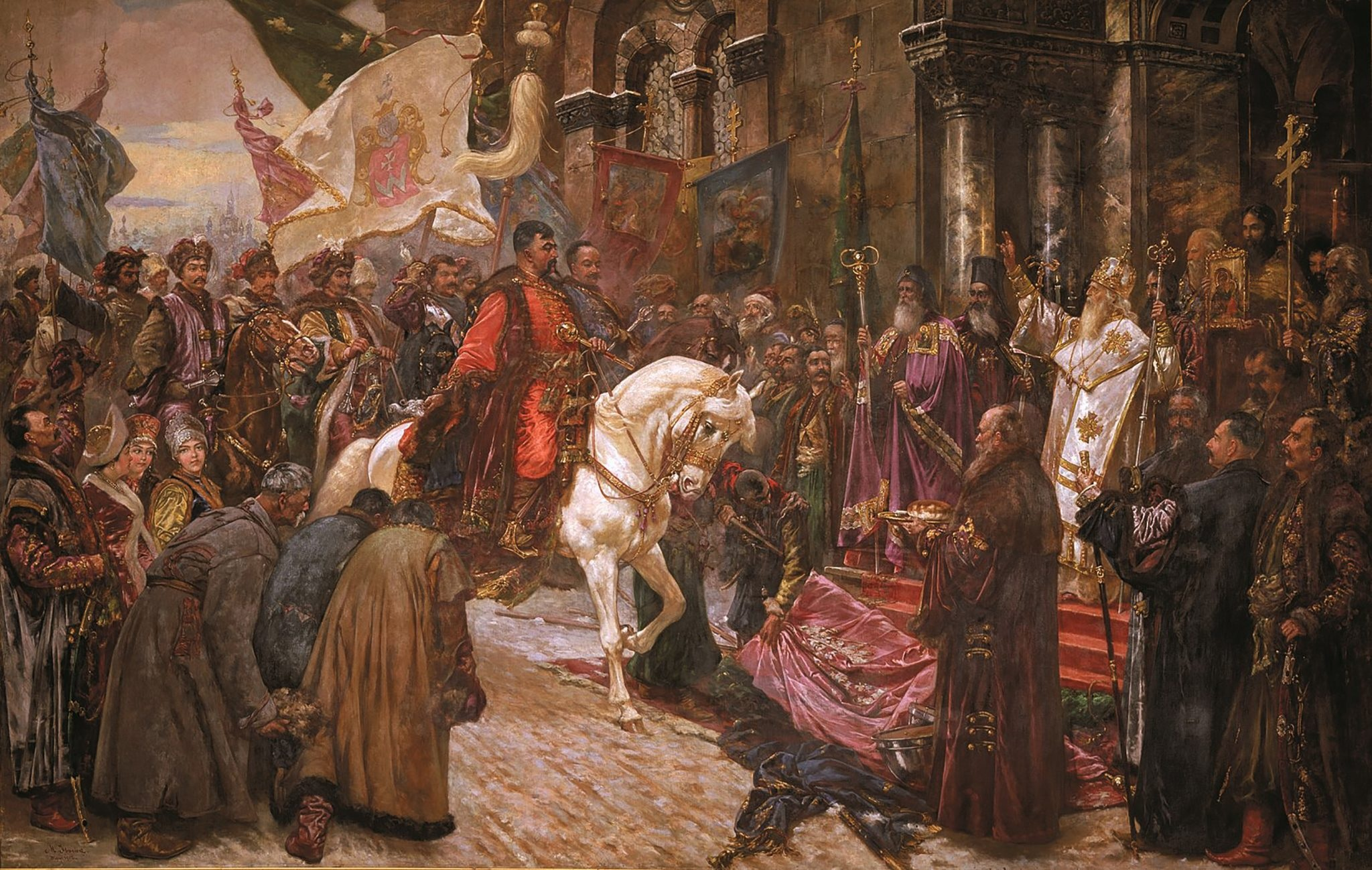
Příjezd Bohdana Chmelnického do Kyjeva, obraz Mykoly Ivasjuka

V roce 1648 došlo po několika menších bouřích na Ukrajině k velkému kozáckému povstání, které vzešlo ze Záporožské Siče a které vedl Bohdan Chmelnický. Tomu se podařilo ve spojenectví s krymskými Tatary v několika bitvách porazit polská vojska, což vedlo ke vzniku Kozáckého hetmanátu, který je obvykle vnímán jako předchůdce Ukrajiny. Poražen byl ovšem už v roce 1651 v bitvě u Berestečka.
Roku 1654 se pak obrátil o pomoc k ruskému caru Alexejovi I. Pomoc byla zaplacena Perejaslavskou dohodou, jež znamenala ztrátu Levobřežní Ukrajiny, která byla připojena k Rusku. Boje proti Polsku pak s podporou moskevské Rusi pokračovaly dál a skončily až v roce 1667 mírem v Andrusově.
Chmelnického povstání bylo provázeno obrovskými protižidovskými pogromy. Obětí masového vyvražďování se stalo téměř 100 tisíc Židů v Polsku, Litvě i v Bělorusku, rozzuření kozáci však vraždili také Poláky, zejména šlechtice. Oběti byly často upalovány nebo naráženy na kůly. Za masakry nese zodpovědnost sám Chmelnický i jeho velitelé, např. neblaze proslulý Maxim Krivonos. Pronásledování Židů vyvolalo silnou migrační vlnu, mnoho Židů z Ukrajiny našlo útočiště mimo jiné i v Českých zemích. Zatímco západní historiografie hodnotí roli Chmelnického povstání kriticky a zdůrazňuje hlavně jeho brutalitu, v ukrajinském národním vědomí stále žije a je vnímáno jako osvobozenecká národní válka, jež vedla ke vzniku nezávislého ukrajinského státu. Naproti tomu Poláci a pochopitelně rovněž Židé je dosud vnímají silně negativně.
Po ochabnutí důvěry v Moskvu se Chmelnický pokusil vytvořit protipolskou koalici s Transylvánií a Švédskem, ovšem neúspěšně. Roku 1657 Chmelnický zemřel. Na jeho místo nastoupil Ivan Vyhovský. Ten se rozešel s Moskvou a raději se chtěl dohodnout s Poláky. Chtěl přeměnit Ukrajinu ve třetí subjekt polsko-litevské unie.

### Haďačská unie

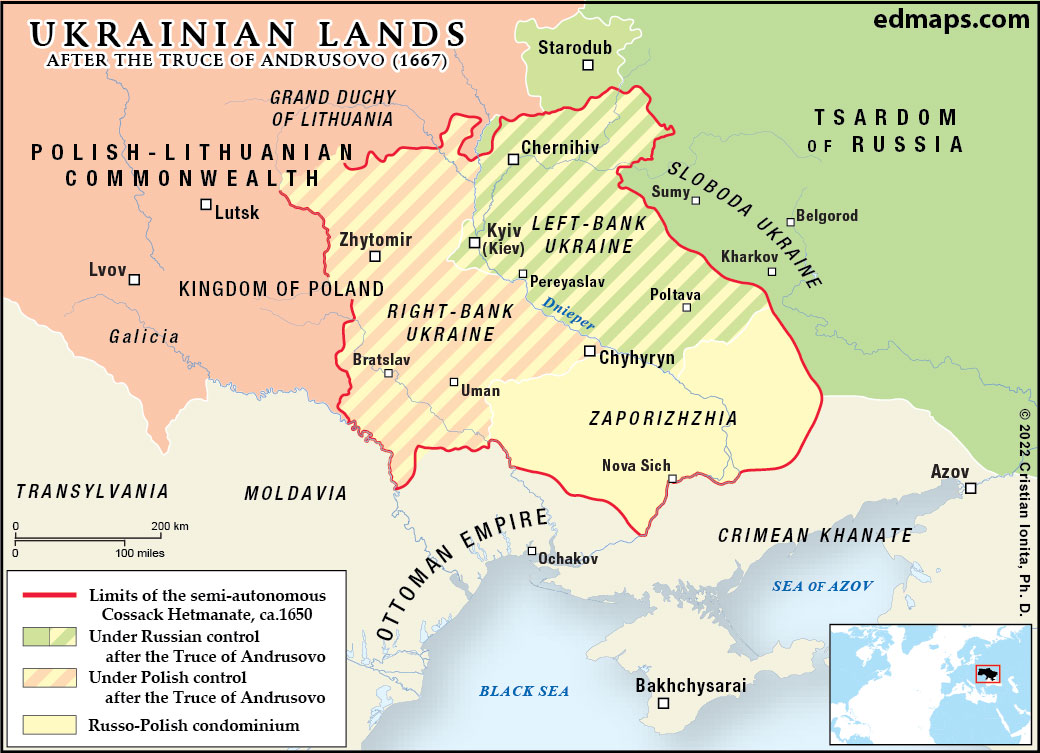
Rozdělení kozáckého hetmanátu mezi Polsko a Rusko na základě Andrusovského příměří v roce 1667

Polsko-litevská unie skutečně se záporožskými kozáky kompromis uzavřela, tzv. Dohodu z Haďače, podepsanou 16. září 1658 a schválenou polsko-litevským sněmem 12. května 1659. Ta ustavila novou Unii jako trojčlennou (Polské království, Litevské velkoknížectví a Hetmanská Rus) a zaručila záporožským kozákům rovné postavení vůči Polskému království a Litevskému velkoknížectví, s vlastními úřady – maršálkem (premiérem), vojskem a nejvyšším soudem. Tato dohoda také zaváděla rovnoprávnost náboženskou pro pravoslaví. Kvůli pozdějším válečným událostem v Polsku (švédská „potopa“) a také kvůli nespokojenosti většiny kozáků s haďačskou dohodou a následné vzpouře proti Vyhovskému, však nebyla dohoda ve skutečnosti nikdy naplněna a trilaterální unie fakticky nevznikla.
Místo toho přišlo zhruba v letech 1657–1686 období zvané „ruina“, éra chaosu, rozvratu a devastující války mezi Ruskem, Polskem, Krymským chanátem, Osmanskou říší a kozáky o kontrolu nad Ukrajinou. Války intenzivně eskalovaly se stovkami tisíc úmrtí. Po letech nepřetržitého válčení v roce 1667 mírová smlouva z Andrusova rozdělila kozácké území mezi Polsko-litevskou unii (Pravobřežní Ukrajina) a Carské Rusko (Levobřežní Ukrajina). Hranici tvořila řeka Dněpr, Kyjev připadl Moskevskému knížectví. Konečná porážka kozáků přišla v roce 1686. „Smlouva o věčném míru“ mezi Ruskem a Polskem z toho roku rozdělení Ukrajiny definitivně stvrdila.

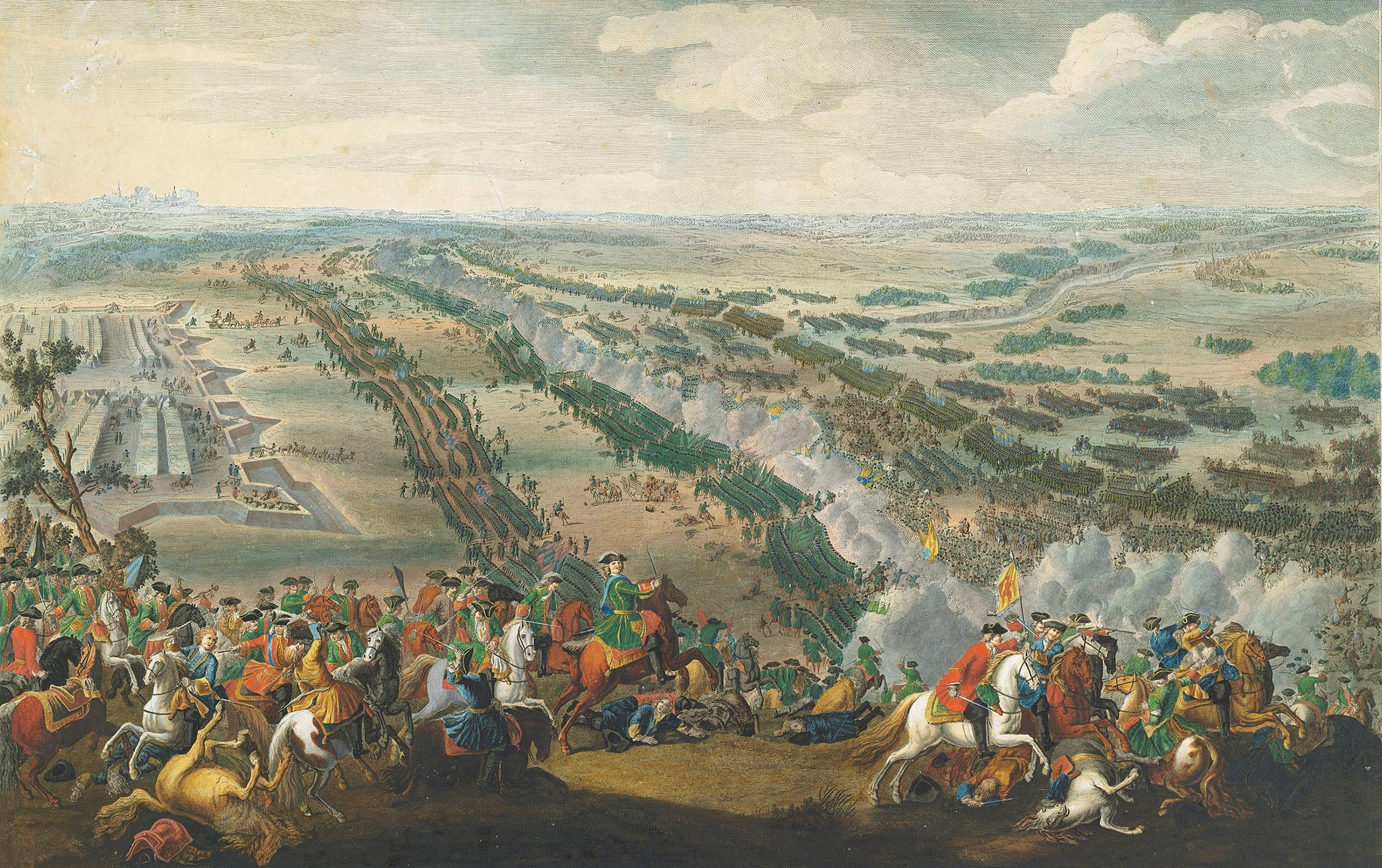
Bitva u Poltavy v roce 1709

V Rusy ovládané části se správy ujal hejtman Ivan Mazepa, který zpočátku věřil, že ruský car Petr I. ponechá Ukrajincům autonomii. Když pochopil, že to tak nebude, přidal se na stranu Švédů v Severní válce. Roku 1708 byl však poražen u Baturynu Alexandrem Menšikovem a zbaven vlády. Švédská porážka v bitvě u Poltavy o rok později značila konec snů o aspoň částečné ukrajinské nezávislosti. Mazepovci zůstali v exilu, svědectvím jejich politického zrání je Ústava Filipa Orlika.
Kyjevští církevní hodnostáři svým novým vládcům (Carské Rusko, resp. Moskevské knížectví) říkali, že Ukrajina a Rusko mají společnou historii, a tak se Moskevské knížectví se roku 1721 přejmenovalo na „Ruskou říši“ podle odkazu na středověkou Rus, která v té době již půl tisíciletí neexistovala.

### Dělení Polska a připojení k Ruskému impériu

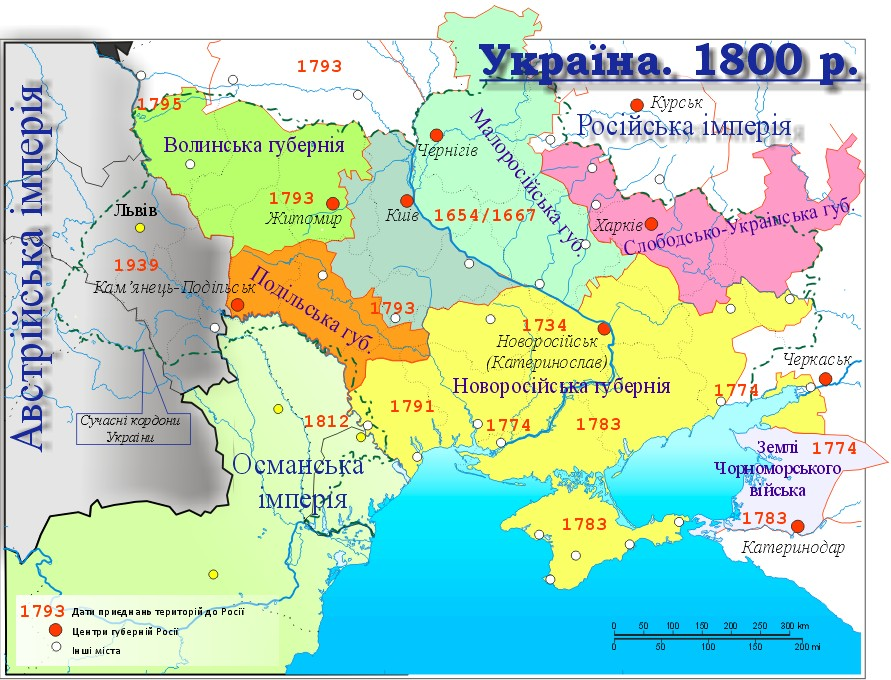
Gubernie na území dnešní Ukrajiny v roce 1800 a data jejich připojení k Ruskému impériu

V Polsku docházelo k vnitřním rozbrojům a svoji úlohu sehrálo i vzepětí porobených národů, zejména na území současné Ukrajiny (největší ukrajinské povstání proti polské nadvládě na pravobřežní Ukrajině proběhlo pod vedením Ivana Honty roku 1768). Při dělení Polska v letech 1772–1795 byla k Ruskému impériu připojena i většina pravobřežní (střední a západní) Ukrajiny kromě Haliče a Bukoviny, jež získala habsburská monarchie (1772). Kozácký hetmanát ztratil i jen náznak jakékoliv autonomie, zejména po zániku Záporožské Siče roku 1775.
Koncem 18. století byla také zlikvidována tatarská a turecká moc na jihu a carevna Kateřina II. Veliká a její rádce kníže Potěmkin založili v nově dobyté tzv. Nové Rusi několik významných měst: Oděsu, Jekatěrinoslav, Sevastopol a mnoho dalších. Kateřina II. rovněž pozvala na ukrajinská území, zejména na Krym, řadu migrantů z Německa, ale i Bulharů, Srbů a Řeků.
Někteří Ukrajinci udělali u carského dvora kariéru, jako například Ivan Fjodorovič Paskevič nebo Kirill Razumovský. Jinak ovšem bylo 19. století dobou tvrdého národnostního útlaku ze strany Ruského impéria.[zdroj?] A zároveň dobou ukrajinského národního obrození, zprvu kulturního („ukrajinofilství“), později také politického. Klíčovou organizací probouzejícího se politického a národního života byla Cyrilometodějská společnost založená roku 1846, jejímž členem se stal i Taras Ševčenko.
Nová vlna, reprezentovaná například Mychajlo Drahomanovem, přišla v 70. letech, avšak tu již carské orgány vyhodnotily jako velké nebezpečí. Výsledkem bylo, že v roce 1876 vydal ruský car Alexandr II. nechvalně známý Emžský dekret, zakazující veřejné užívání ukrajinského jazyka.
Ukrajinské národní snahy se pak soustředily především do habsburské části země, kde byl mnohem liberálnější režim (roku 1890 zde vznikla Ukrajinská radikální strana). První ukrajinskou politickou organizací hlásající jednoznačně osvobození Ukrajiny z ruské nadvlády bylo na konci 19. století Bratrstvo Tarasovců. V roce 1900 vznikla v Charkově první ukrajinská politická strana v Rusku – Revoluční ukrajinská strana. Po prvních volbách do Státní dumy roku 1905 se k ukrajinské identitě přihlásilo 45 poslanců a nalezli shodu na programu autonomie Ukrajiny v rámci Ruského impéria.
Současně se – byť pomalu – rozvíjelo také hospodářství, začalo se s výstavbou železniční sítě a masivní těžbou uhlí; rychle rostla města, zejména Kyjev a Charkov. Osvobození nevolníků v roce 1861 mělo na Ukrajinu hluboký dopad, protože 42 % její populace tvořili nevolníci.

### První světová válka a snaha o nezávislost

Státní znak UNR

Znak ZUNR

Ke konci první světové války a v průběhu ruské občanské války bylo na části ukrajinského území sestaveno několik ukrajinských vlád. První ukrajinská republika – Ukrajinská lidová republika (UNR) – existovala v letech 1917–1919, ve východní části dnešní Ukrajiny. Byla však prakticky pouze válčící stranou v rámci ruské občanské války a zanikla pod náporem ruských bolševiků. Západoukrajinská lidová republika (ZUNR) existovala v letech 1918–1919 a po celou dobu své krátké existence vedla boj proti polským jednotkám a zanikla pod náporem polských a rumunských vojáků. Obě části se nakrátko spojily 22. ledna 1919 (Akt Zluky). Z praktického hlediska se jednalo pouze o symbolický akt. V poválečném chaosu vznikly i další státní útvary jako Ukrajinský stát či Huculská republika. Prvním ukrajinským prezidentem byl historik, literát a filosof Mychajlo Hruševskyj. Klíčovou politickou osobností východního státu byl Symon Petljura, západního Jevhen Petruševyč. Hlavou Ukrajinského státu byl Pavlo Skoropadsky, huculskou vládu vedl Štefan Kločurak.
Již v únoru 1919 bolševici dobyli Kyjev a Ukrajina tak upadla do chaosu. Nakonec obě části státu bojovaly nezávisle na sobě své vlastní války. Západní část se musela potýkat s invazí Poláků, zatímco zbytek Ukrajiny bojoval na východě s ruskými bolševiky. Vedle bolševiků a bělogvardějců se do konfliktu zapletli také anarchisté (Nestor Machno) a řada dalších skupin. V boji o národní samostatnost ale byli Ukrajinci nakonec poraženi: po polsko-ukrajinské válce se západní Ukrajina stala součástí 2. polské republiky a v roce 1922 vznikla Ukrajinská SSR jakožto řadová republika Sovětského svazu s hlavním městem ve východoukrajinském Charkově, které bylo roku 1934 přeneseno do Kyjeva. V letech 1926–1940 existovala v rámci Ukrajinské SSR autonomní republika Moldavanů. Bukovina byla anektována Rumunskem, Zakarpatská Ukrajina byla v roce 1919 připojena k Československu.
Roku 1929 se ve Vídni uskutečnila konference Ukrajinců, kteří emigrovali z vlasti. Tito založili Organizaci ukrajinských nacionalistů (OUN), jež usilovala o samostatný ukrajinský stát (často násilnou formou) a významně zasahovala do dalšího osudu Ukrajiny.

### Sovětská éra

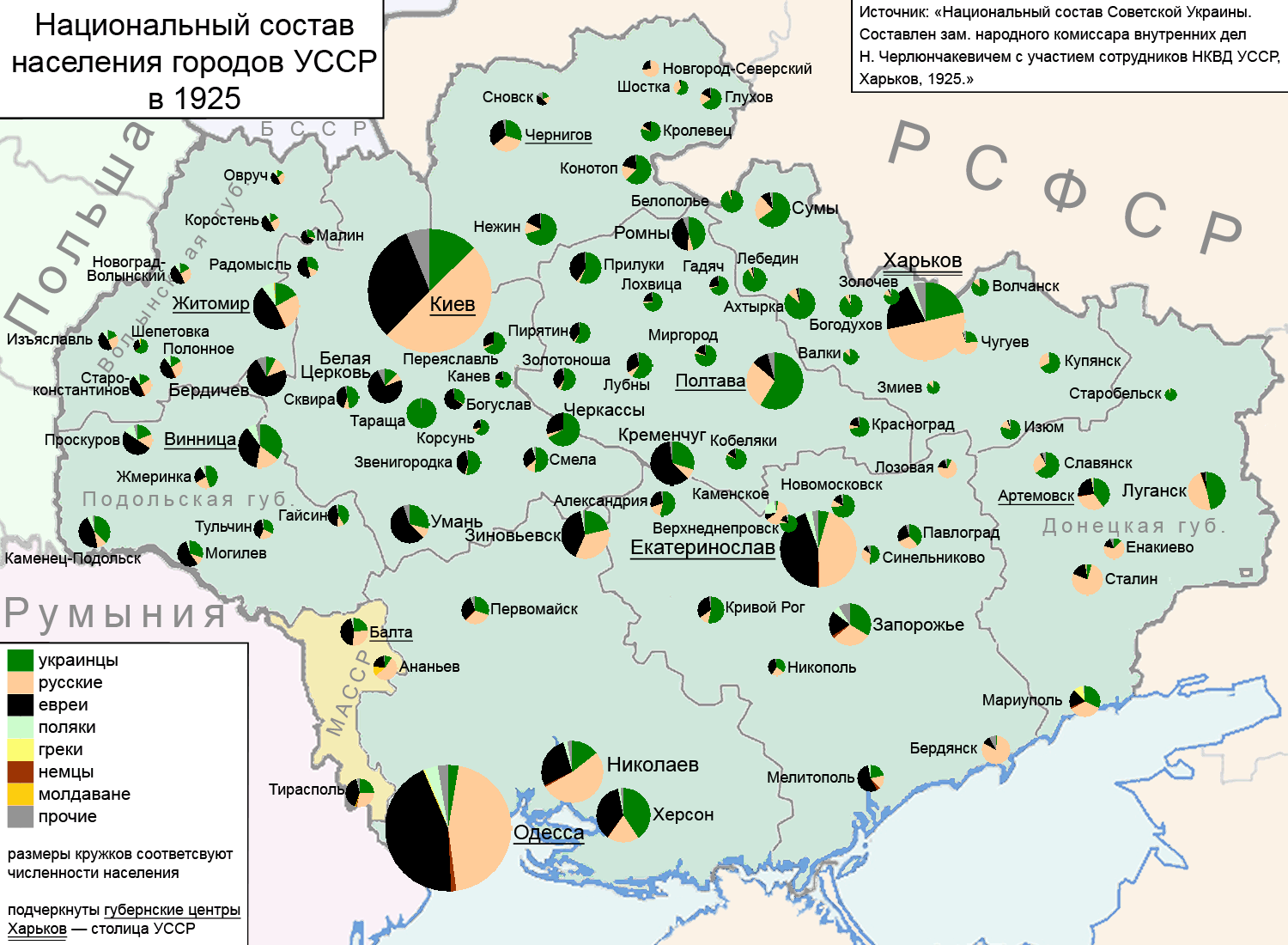
Populace ve městech Ukrajinské SSR v roce 1925 (zeleně Ukrajinci, béžově Rusové, černě Židé)

Oběti hladomoru na ulicích Charkova

Národnostní požadavky byly v prvním období Sovětského svazu plněny poměrně dobře. V rámci programu zvaného korenizacija (někdy překládáno jako indigenizace) byly podporovány národní jazyky a kultury. Program ukrajinizace řídil zejména Mikola Skripnik. Avšak národně orientovaní politici byli ve 30. letech zhusta zlikvidováni ve Stalinových čistkách jako „buržoazní nacionalisté“. Skripnik raději spáchal sebevraždu, aby se zinscenovanému procesu vyhnul. Jeho kolega a vůdce ukrajinských komunistů Stanislav Kosior však popravě neunikl. Na konci 30. let již byla korenizacija jednoznačně nahrazena rusifikací. V roce 1938 se ruština například stala povinným předmětem studia na všech neruských školách. Etnické napětí tak vzrostlo. Česká menšina, která žila na Ukrajině a která byla podporována československou vládou a evangelickou církví, byla pronásledována.

Ukrajina byla v sovětské éře vystavena ovšem i tvrdším zkouškám. Nejtěžší z nich byl hladomor (ukrajinsky Holodomor) v letech 1932–1933, který byl vyvolán násilnou kolektivizací zemědělství. Tato katastrofa, jež byla zřejmě alespoň zčásti úmyslně vyvolána Stalinovou politikou, je dodnes obestřena nejasnostmi a dohady, neboť stalinský režim o ní přikázal mlčet. Odhady počtu obětí se velmi různí; historici hovoří nejčastěji o 2,5 až 5 milionech mrtvých hladem. Nejhůře byly zasaženy Ukrajinská SSR, severní Kazachstán a Kubáň v nynějším jižním Rusku. Menší hladomory postihly Ukrajinu také v letech 1921–1923 a 1946–1947, tedy v poválečných obdobích. Průmyslová produkce Ukrajiny se nicméně během 30. let zčtyřnásobila.

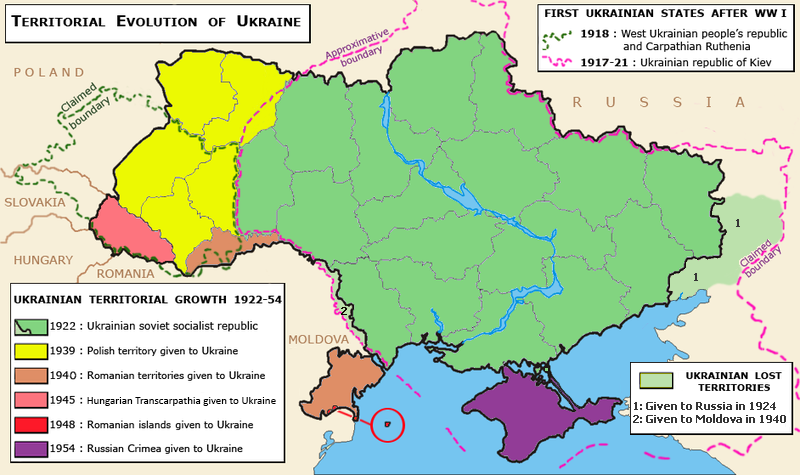
Územní vývoj Ukrajiny, 1918–1991

V letech 1941–1944 byla Ukrajina okupována Německou říší. Někteří západní Ukrajinci, kteří se k Sovětskému svazu připojili teprve v roce 1939, vítali Němce jako osvoboditele. Nadšení však dlouho nevydrželo. Němci se jen málo snažili využít nespokojenosti se stalinistickou politikou. K překvapení Ukrajinců zachovali systém kolektivních farem. Deportovali také dva miliony Ukrajinců za prací do Německa jako ostarbeitery a zahájili program vylidnění Ukrajiny v rámci Generalplanu Ost, aby připravili území na německou kolonizaci. Na Západní Ukrajině vznikla i Ukrajinská povstalecká armáda (UPA). Bylo to vlastně ozbrojené křídlo Organizace ukrajinských nacionalistů, či spíše jedné její frakce, vedené Stepanem Banderou (odtud označení banderovci). Organizace se vyvinula v meziválečném Polsku. Jejím cílem byl samostatný ukrajinský stát na území s ukrajinskou etnickou většinou. Od roku 1943 až do konce války prováděla UPA masakry etnických Poláků v oblasti Volyně a východní Haliče. Zabila kolem 100 000 polských civilistů. Po válce pokračovala UPA v boji proti Sovětskému svazu, a to až do 50. let 20. století. Banderovci ani OUN s nacisty vyloženě nespolupracovali, s výjimkou křídla Andrije Melnika. Jiné nacionalistické hnutí, Ukrajinská osvobozenecká armáda, bojovalo přímo po boku nacistů. 

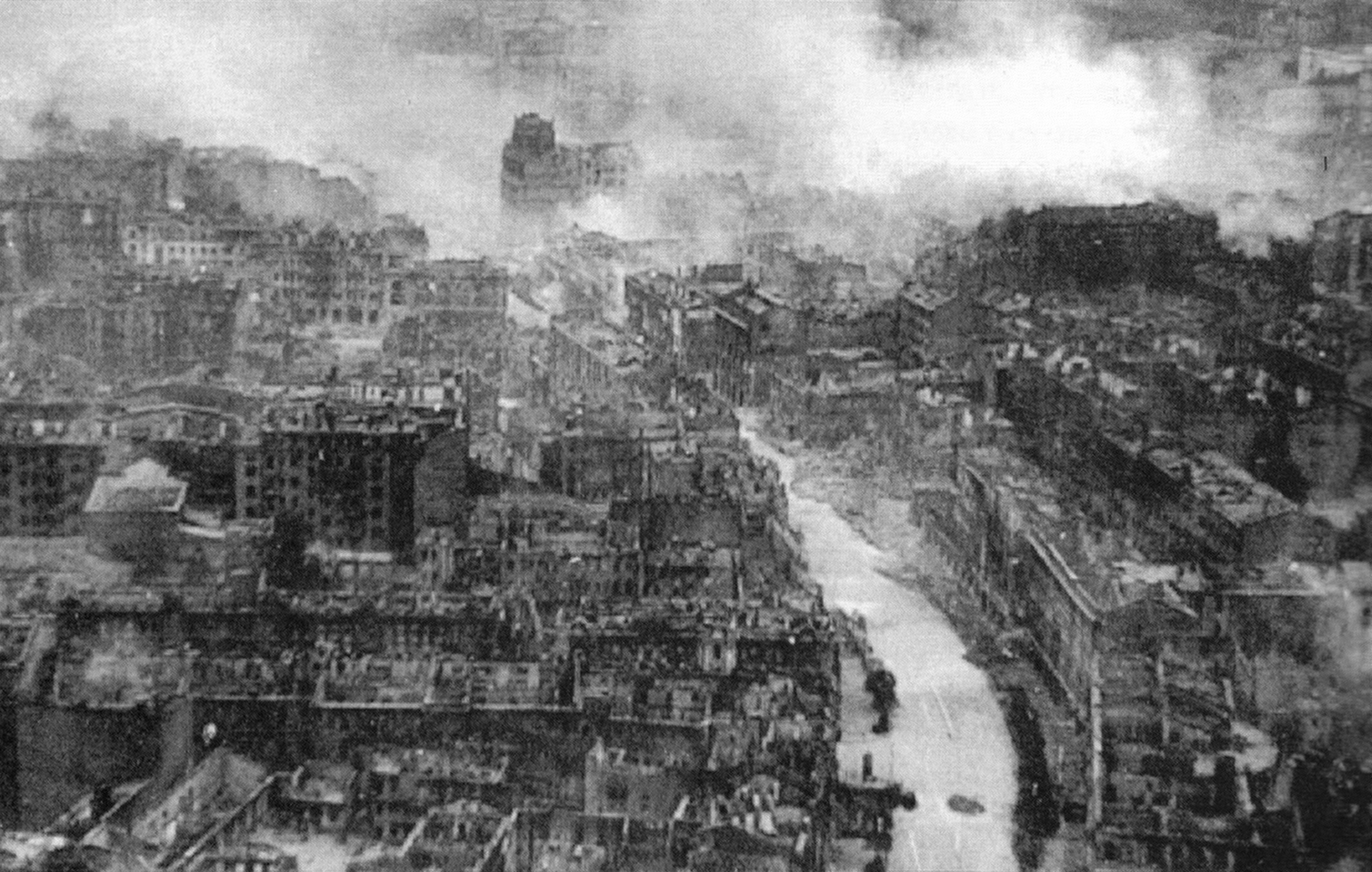
Kyjev v troskách během druhé světové války

Většina Ukrajinců ovšem bojovala v Rudé armádě a v sovětském odboji. V řadách sovětské armády bylo asi 4,5 milionů Ukrajinců. Prosovětský partyzánský odboj na Ukrajině měl na počátku 47 800 členů, na vrcholu v roce 1944 pak již 500 000 příslušníků, přičemž asi 50 % tvořili etničtí Ukrajinci. V obkličovací bitvě o Kyjevský kotel bylo město pro svůj zuřivý odpor prohlášeno za „Město hrdinu“. Bylo tam zabito nebo zajato více než 600 000 sovětských vojáků. Podle oficiálních údajů k 1. lednu 1945 sloužilo v armádách 1., 2. a 4. ukrajinského frontu, které měly hlavní podíl na porážce německých vojsk na území Československa, celkem 1 049 229 Rusů a 610 668 Ukrajinců.
Němci na Ukrajině prováděli genocidní politiku proti Židům. Asi 1,5 milionu jich zabily německé jednotky Einsatzgruppen, někdy s pomocí místních kolaborantů. Celkové ztráty způsobené ukrajinskému obyvatelstvu během války se odhadují na 6,8 milionů (včetně Židů). Z odhadovaných 8,6 milionu ztrát sovětských vojáků připadá na 1,4 milionu na etnické Ukrajince. Ztráty ukrajinského lidu ve válce činily 40-44 % celkových ztrát SSSR. Bylo zničeno více než 700 ukrajinských měst a 28 000 vesnic. Země vyšla z války zcela zdevastována. V němekých táborech na území Ukrajiny zemřelo hlady a následkem brutálního zacházení v letech 1941 a 1942 velké množství sovětských válečných zajatců.

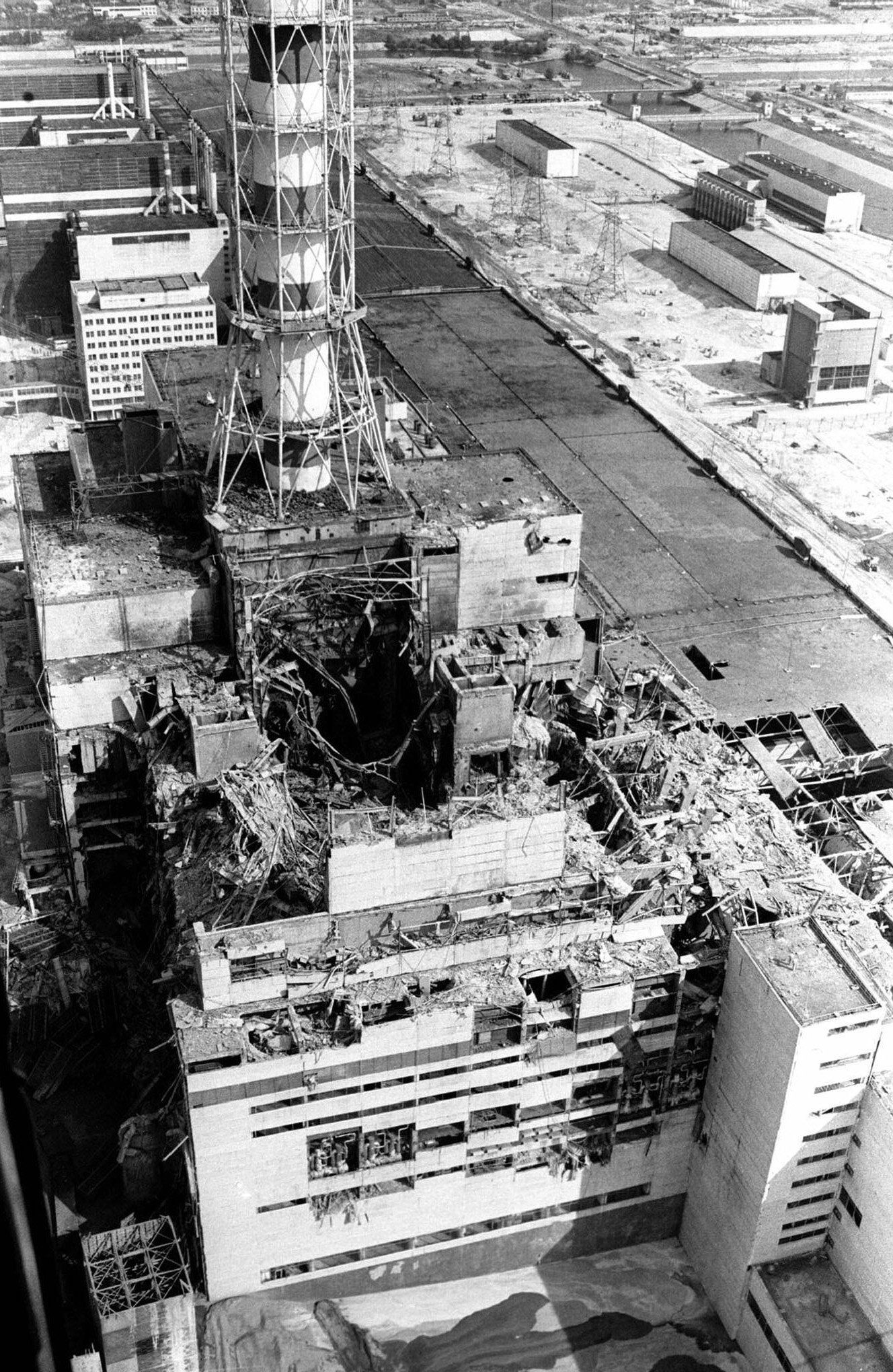
Havárie v Černobylské elektrárně (1986)

Poválečný stalinský režim sáhl k nuceným přesunům obyvatelstva, a z velké části právě na Ukrajině. K 1. lednu 1953 tvořili etničtí Ukrajinci 20 procent ze všech deportovaných v Sovětském svazu. Kromě toho bylo obětí nucených deportací přes 450 000 etnických Němců z Ukrajiny a více než 200 000 krymských Tatarů.
Poválečná doba přinesla ale i územní zisky: K Ukrajině byla připojena její nynější západní část (tj. západní Volyň a východní Halič), která před válkou patřila Polsku. Tato území byla krátkodobě obsazena sovětskými vojsky již v září 1939, v zimě 1939/1940 pak proběhla zfalšovaná referenda o připojení těchto území k SSSR. Podobným způsobem, tedy zfalšovaným referendem, byla po obsazení Rudou armádou k Ukrajině připojena také Podkarpatská Rus, která byla předválečnou součástí První Československé republiky. V roce 1954 se stal součástí Ukrajinské SSR i poloostrov Krym, jenž byl do té doby součástí Ruské SFSR. Šlo o dar v rámci oslav 300 let perejaslavské smlouvy. Jedná se o etnicky převážně ukrajinské, avšak politicky ruské území, připojené k Ruské říši v letech 1782–1784, po rusko-turecké válce.
Sovětská Ukrajina se brzy stala lídrem v průmyslové výrobě a významným centrem sovětského zbrojního průmyslu. Tak důležitá role měla za následek velký vliv místní elity. Mnoho členů sovětského vedení proto pocházelo z Ukrajiny, jako Nikita Chruščev a jeho nástupce Leonid Brežněv, velitel vojsk Varšavské smlouvy Andrej Grečko nebo sovětští maršálové Semjon Timošenko, Andrej Jeremenko a Rodion Malinovskij. 
V 60. letech pokračovala masivní industrializace a urbanizace především východní části země. Byla zbudována kaskáda přehrad na Dněpru. Rozvoj průmyslu a moderních technologií bez ohledu na životní prostředí si však vedle znečištění ovzduší vyžádal krutou daň: 26. dubna 1986 došlo na severu země k černobylské katastrofě, nejhorší havárii jaderné elektrárny ve světových dějinách. Ukrajinsko-běloruské pomezí je dodnes zamořeno radioaktivním spadem, území v okruhu několika desítek kilometrů muselo být vysídleno.

### Nezávislá Ukrajina

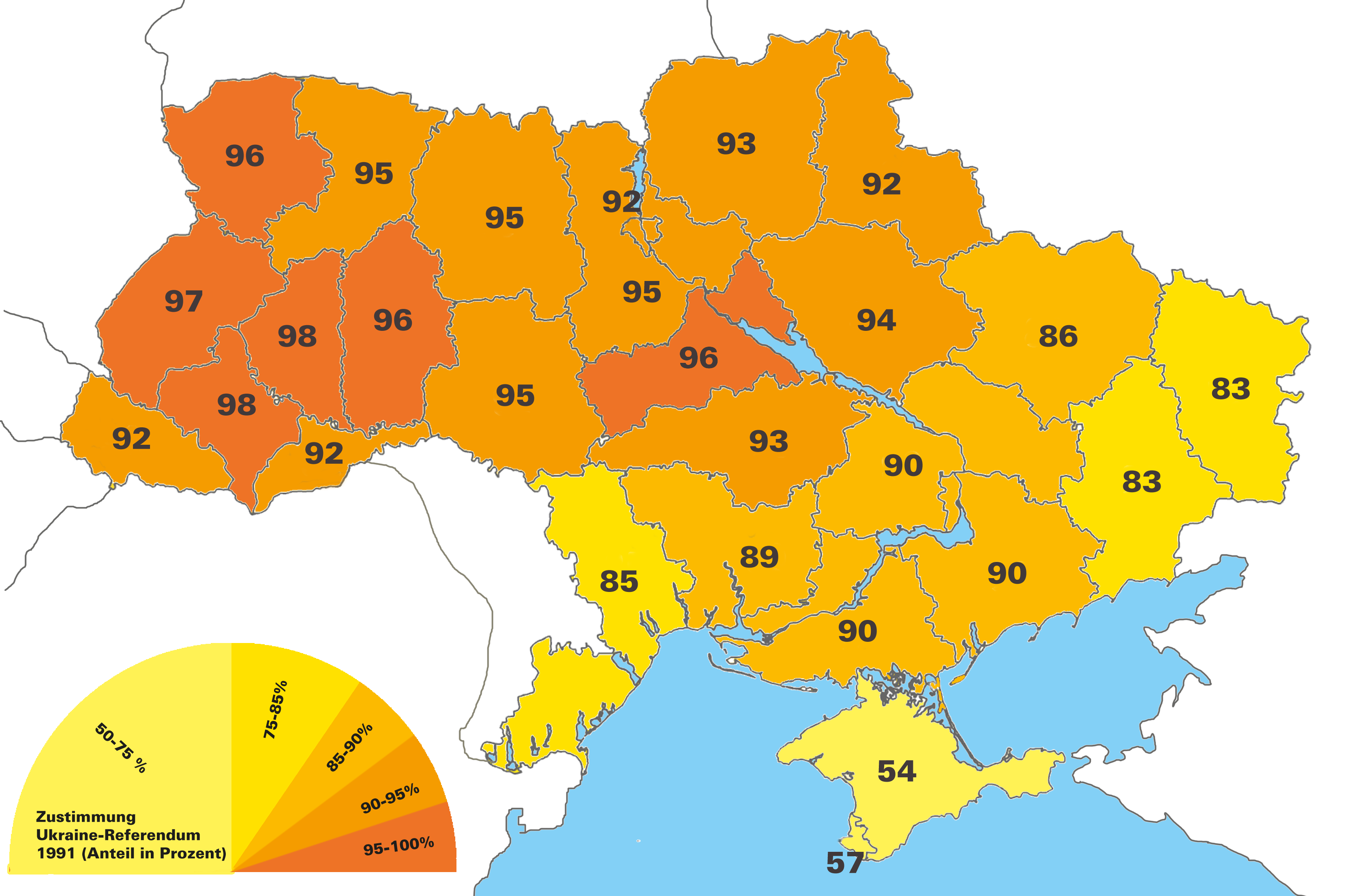
Výsledky referenda o nezávislosti Ukrajiny z roku 1991 dle regionů

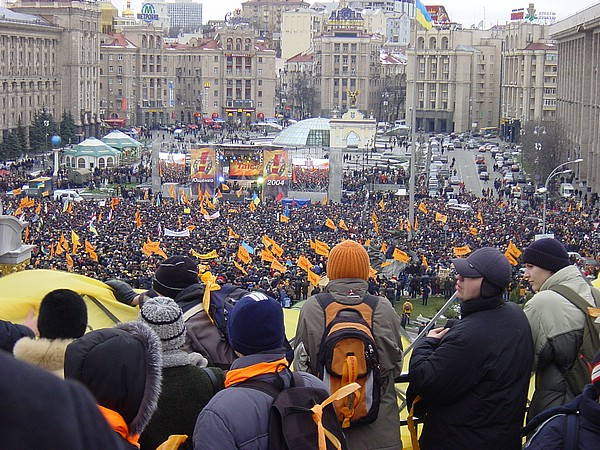
Demonstrace na Náměstí Nezávislosti v Kyjevě během Oranžové revoluce v listopadu 2004.

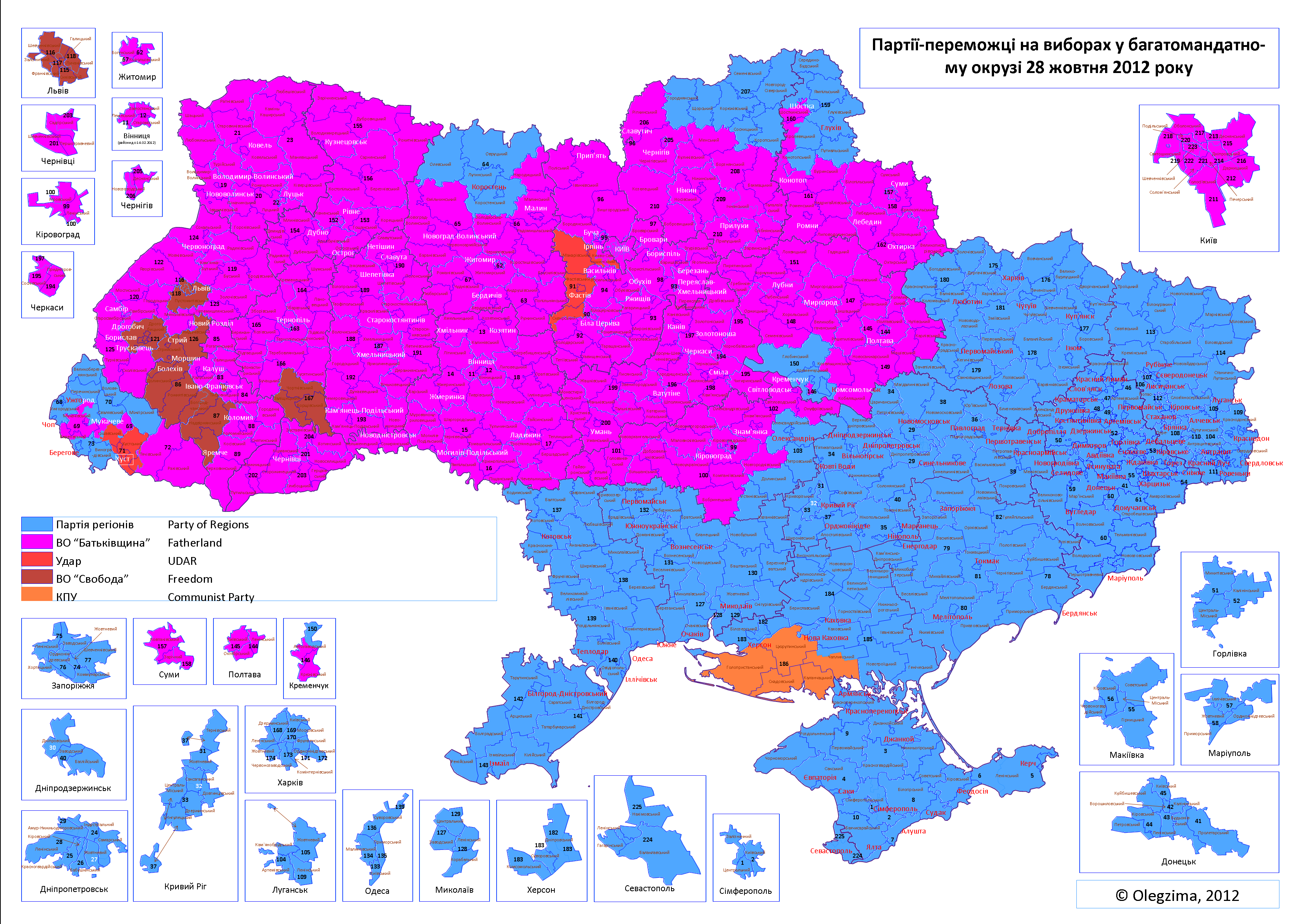
Parlamentní volby na Ukrajině 2012 vyhrála Strana regionů prezidenta Viktora Janukovyče

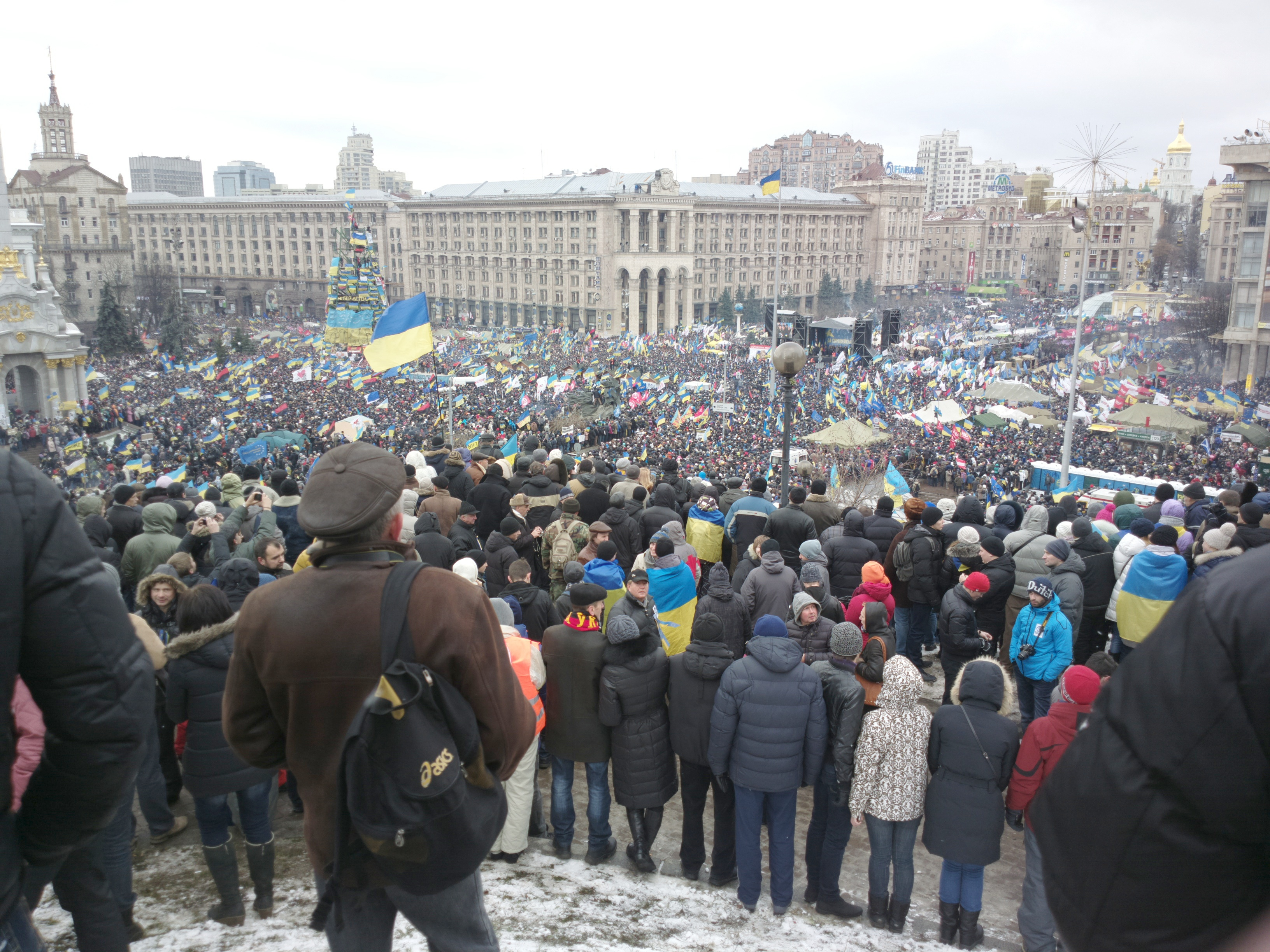
Euromajdan, 8. prosince 2013

V roce 1990 vyhlásila Verchovna rada Ukrajiny (parlament) suverenitu země, nezávislost pak byla oficiálně vyhlášena 24. srpna 1991 současně s rozpadem Sovětského svazu. Prohlášení nezávislosti bylo potvrzeno referendem o nezávislosti Ukrajiny téhož roku za podpory 90,3 % voličů. Přechod k tržní ekonomice, který nebyl doprovázen cílevědomou kontrolou hospodářských subjektů, rozklad plánovaného hospodářství a především neschopnost politiků provést skutečné ekonomické a politické reformy, to všechno vedlo v 90. letech k propadu a dokonce agónii ekonomiky, která se vzpamatovala až okolo roku 2000.
Prvním prezidentem byl Leonid Kravčuk, jehož v roce 1994 vystřídal bývalý premiér Leonid Kučma. V roce 1996 byla schválena nová ústava s poloprezidentským systémem. Kučmova politická orientace byla převážně proruská, avšak v této otázce nebyl dlouho příliš zásadový. Jeho postupy proti opozičnímu tisku a radikálnějším kritikům mnohdy měly často zřetelně autoritativní rysy.
Po prezidentských volbách na konci roku 2004 proběhla v zemi neozbrojená Oranžová revoluce, vyvolaná nesouhlasem části veřejnosti s vítězstvím proruského kandidáta, premiéra Viktora Janukovyče. Janukovyč byl nařčen z volebních manipulací a Nejvyšší soud Ukrajiny nařídil výsledky voleb anulovat. V druhé prezidentské volbě vyhrál jeho oponent Viktor Juščenko. Oranžová revoluce poukázala na křehké spojení „proevropsky“ orientované západní a „prorusky“ orientované východní části země.
Po politické krizi v dubnu 2007, kdy prezident Juščenko rozpustil parlament, vyhlásil předčasné volby a pokusil se převzít kontrolu nad jednotkami ministerstva vnitra, se v květnu situace opět uklidnila. Předčasné parlamentní volby byly uskutečněny 30. září 2007. Největší počet hlasů v nich získala Janukovyčova Strana regionů (34 %), těsně za ní se umístil Blok Julije Tymošenkové (31 %). Po dlouhém vyjednávání byla 18. prosince 2007 zvolena premiérkou Julija Tymošenková, jejíž blok utvořil koalici s Juščenkovou stranou Naše Ukrajina. V parlamentu však měla tato koalice jen těsnou většinu, která se rozpadla 6. června 2008, kdy z koalice vystoupili dva poslanci. Vláda Julie Tymošenkové pak definitivně padla 16. září 2008. Tehdejší předseda ukrajinského parlamentu Arsenij Jaceňuk oznámil na schůzce poslanců dne 16. září 2008 zánik vládní koalice. Změny, které byly prosazeny Blokem Julije Tymošenkové (BJuT) a proruskou Stranou regionů Viktora Janukovyče, označil prezident Juščenko za ústavní převrat. O následujícím víkendu vypršela desetidenní lhůta, během níž měli prozápadní vládní partneři své neshody vyřešit. Došlo k nové politické krizi, kterou premiérka Tymošenková prohlásila za překonanou počátkem prosince 2008, kdy byla za pomoci bloku Volodymyra Lytvyna obnovena koalice BJuT a Juščenkovy Naší Ukrajiny, přestože část strany prezidenta Juščenka považovala smlouvu za neplatnou.
V roce 2010 vyhrál prezidentské volby, tentokrát právoplatně, Viktor Janukovyč s 48 % hlasů. Strana regionů tak získala nejen křeslo premiéra a předsedy jednokomorového parlamentu, ale i post prezidenta. Přestože se Janukovyč prezentoval jako silně proruský kandidát, dokázal Ukrajinu také přiblížit k Evropské unii (EU), neboť již v polovině roku 2013 se zdálo, že Ukrajina směřuje k podepsání asociační dohody s EU. Byla tedy naděje, že by se Ukrajina výrazně přiblížila k budoucímu členství v této nadstátní organizaci, aniž by zároveň narušila své ještě dobré vztahy s Ruskem. Tím by se mohla stát jakýmsi „mostem mezi Východem a Západem“. Situace se ale velmi zkomplikovala. Prezident Janukovyč a spolu s ním i ukrajinská vláda jen několik dní před připravovaným summitem Východního partnerství EU ve Vilniusu, dne 21. listopadu 2013, pozastavili s ohledem na obtížnou finanční situaci země a vzhledem k nabídce podstatné pomoci ze strany Ruska přípravy pro podpis asociační dohody s Evropskou unií. Janukovyč prohlásil, že je dohoda s EU zatím pro Ukrajinu nevýhodná. Podle průzkumu veřejného mínění, který zveřejnil Kyjevský Mezinárodní institut sociologie v listopadu 2013, 39 % dotázaných Ukrajinců podporovalo vstup Ukrajiny do Evropské unie, zatímco 37 % dotázaných Ukrajinců podporovalo vstup do Eurasijského ekonomického svazu v čele s Ruskem.

#### Euromajdan a anexe Krymu Ruskem

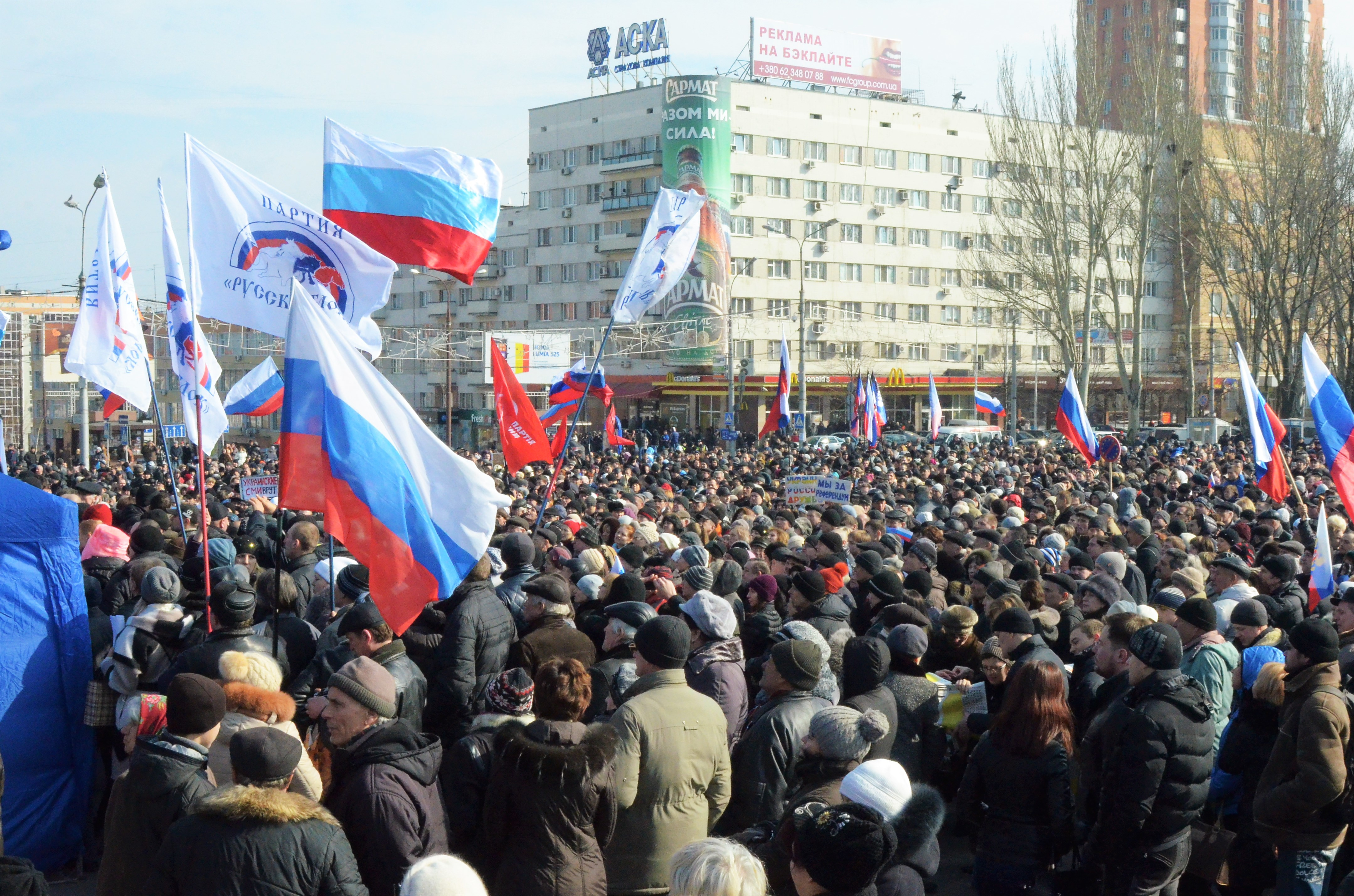
Proruští demonstranti v Doněcku, 9. března 2014

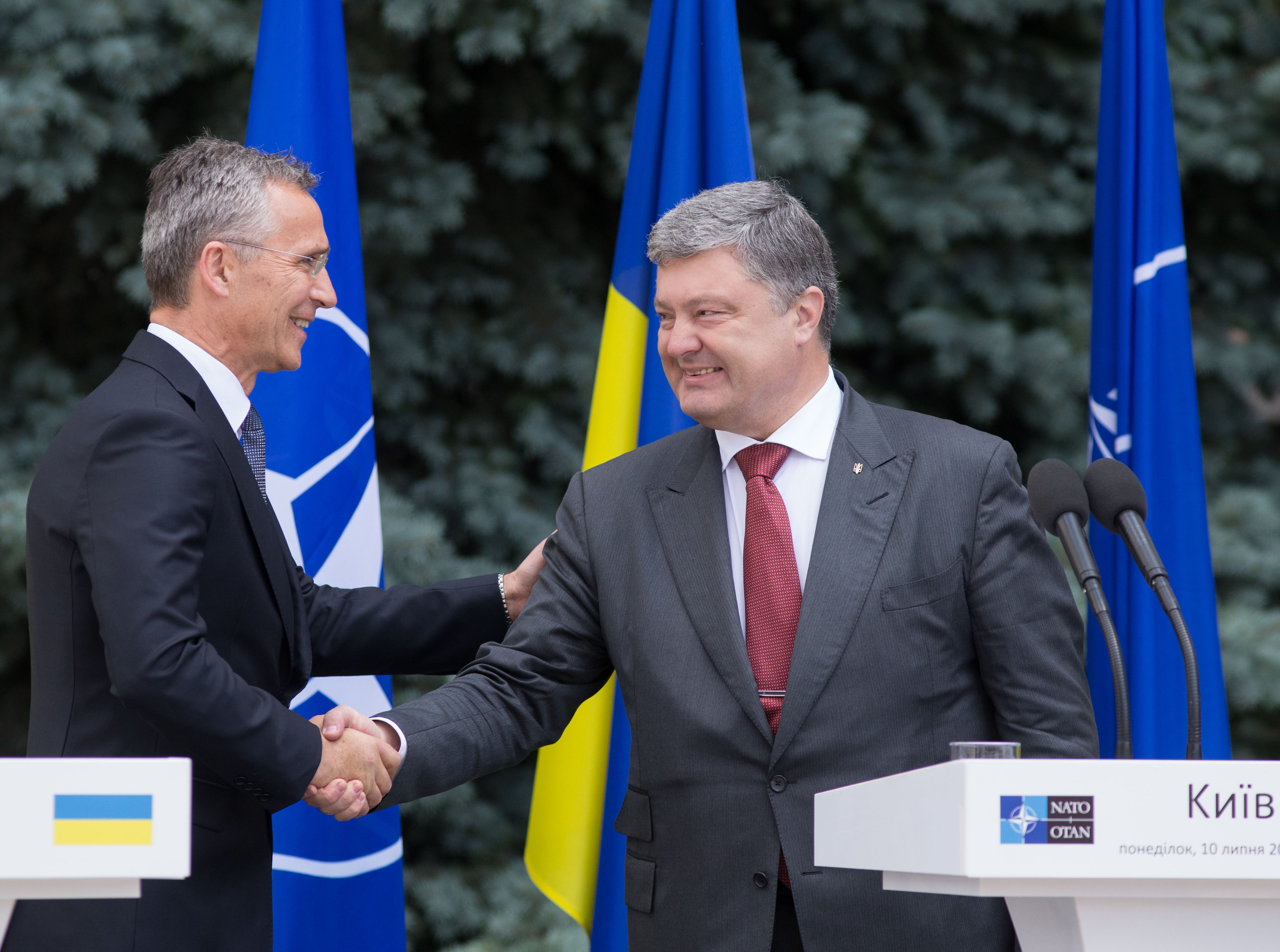
Ukrajinský prezident Petro Porošenko, na snímku s generálním tajemníkem NATO Stoltenbergem, podporuje prozápadní směřování Ukrajiny

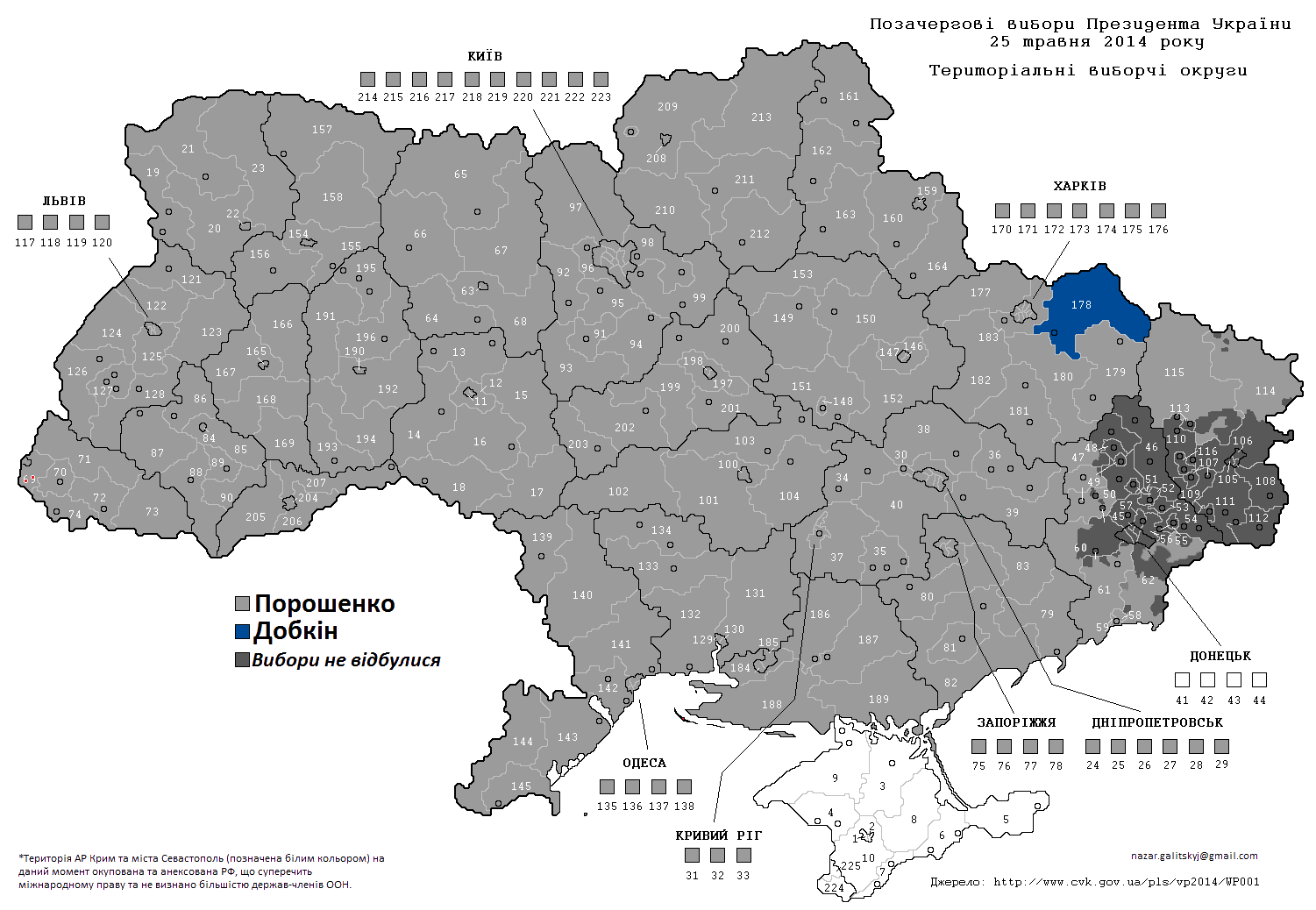
Prezidentské volby 2014: šedá barva – vítěz Porošenko, modrá – vítěz Dobkin, tmavě šedá – volby se nekonaly (separatistické území), bílá – volby se nekonaly (okupovaný Krym)

Pouhý den poté, v pátek 22. listopadu 2013, zaplavila Kyjev a část Ukrajiny vlna demonstrací. Před Vánoci 2013 se na největší manifestaci na hlavním kyjevském náměstí Majdan sešlo na 200 000 lidí, podle britských zdrojů to mělo být až 800 000 demonstrantů. Poté se série protestů, která je známá pod názvem Euromajdan, přenesla i do některých dalších ukrajinských měst. V prosinci 2013 odmítla Evropská komise, což je exekutivní orgán EU, poskytnout Ukrajině finanční pomoc ve výši několika miliard eur výměnou za podpis asociační dohody. Situace eskalovala v průběhu vládních represí vůči demonstrantům. Od února 2014 již nepokoje přerostly ve velké ozbrojené střety mezi policií a demonstranty. Prezident Janukovyč a jeho vláda sice za účasti ministrů zahraničí Německa a Francie vyjednávali s opozicí, přičemž bylo dosaženo dohody o předčasných prezidentských volbách ještě v roce 2014. Tato dohoda se však poté, co bylo použito zbraní proti demonstrantům, stala bezpředmětnou a dne 22. února 2014 uprchl prezident Janukovyč s pomocí Ruska ze země.
V reakci na tyto události demonstrovali proruští aktivisté na podporu Janukovyče na východě země. Byl to tzv. Antimajdan, série provládních demonstrací, probíhající paralelně k protestnímu hnutí Euromajdan. 25. listopadu 2013 se uskutečnila v Kyjevě demonstrace na podporu vlády premiéra Mykoly Azarova, prezidenta Viktora Janukovyče a pro blízké vazby s Ruskem. Této demonstrace se zúčastnilo pouze 10 000 lidí. Jeden z lídrů opozice, Arsenij Jaceňuk, obvinil Viktora Janukovyče, že vyměnil budoucnost Ukrajiny v EU za záruky Ruska ohledně svého znovuzvolení v roce 2015, nižší ceny plynu a 20 miliard dolarů.
Ruský prezident Putin v noci 21. února 2014 svolal poradu velitelů speciálních sil a rozhodl o obsazení Krymu. V Autonomní republice Krym se 26. února v tamním parlamentu debatovalo o vyhlášení referenda o statusu poloostrova, nebylo však přítomno dost zákonodárců. Posléze proruští neoznačení ozbrojenci obsadili v noci parlament. Parlament za těchto okolností další den vyhlášení referenda, dle mluvčí, odhlasoval poměrem 61 ku 64 hlasů. Ruský parlament de jure schválil intervenci na Ukrajině dne 1. března 2014.
16. března 2014 uspořádal Krymský parlament referendum o samostatnosti Krymu a následném připojení k Ruské federaci. V tomto referendu se dle ruských úřadů voliči absolutní většinou rozhodli pro nezávislost na Ukrajině. Referendum nebylo uznáno převážnou většinou členských zemí Organizace spojených národů (OSN). Dne 17. března 2014 zasedal krymský parlament již za stavu úplné kontroly poloostrova ozbrojenými silami Ruské federace. Při tomto zasedání vyhlásil parlament Krymu nový stát s názvem Republika Krym, který však bezprostředně poté požádal o vstup do Ruské federace jako její nový subjekt.
Proruské nepokoje na východní Ukrajině, které vypukly po svržení prezidenta Janukovyče, se vystupňovaly v ozbrojený konflikt mezi ukrajinskou armádou a ozbrojenými separatistickými silami v Doněcké a Luhanské lidové republice podporovanými ruskými dobrovolníky. V Charkově i Oděse existovaly Ruskem financované organizace, které byly připravené vyhlásit samozvané republiky jako ty, které vznikly v Doněcku a Luhansku. V roce 2014 se ozbrojenci, kteří přišli z Ruska, pokusili převzít moc i v Charkově. Obyvatelé Charkova zůstali k výzvám oddělit se od Ukrajiny apatičtí. Proruští separatisté sice obsadili budovu správy Charkovské oblasti, ale zaútočil na ně speciální oddíl ukrajinského ministerstva vnitra zvaný Jaguár. Po těžkých bojích, při nichž téměř celý dům shořel, se jim podařilo separatisty vytlačit. Charkov zůstal pod kontrolou Ukrajiny.

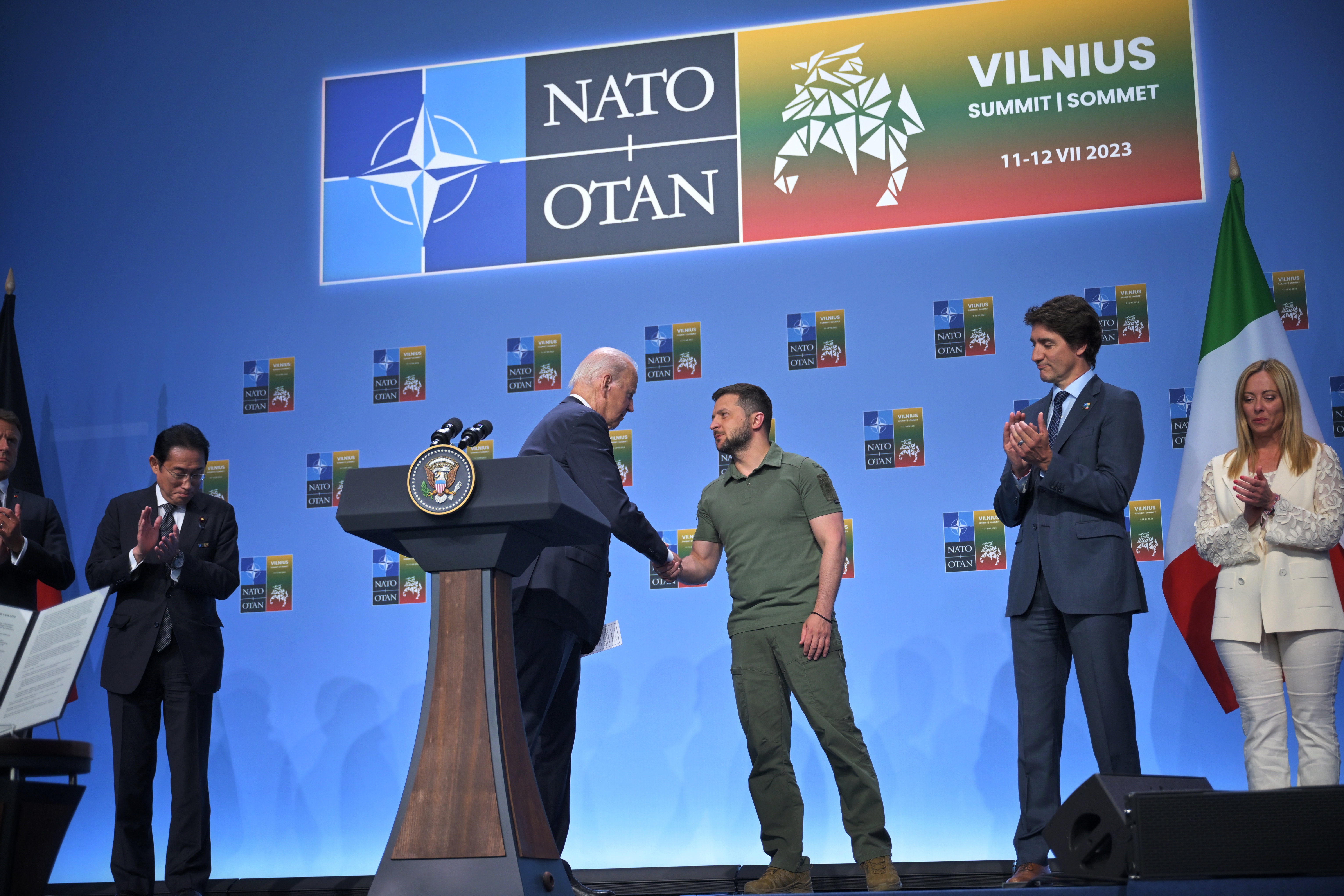
Zelenskyj, americký prezident Joe Biden, kanadský premiér Justin Trudeau a italská premiérka Giorgia Meloniová na summitu NATO ve Vilniusu v červenci 2023

K začátku roku 2015 bylo na Ukrajině registrováno 1 007 900 vnitřních uprchlíků, z toho polovina v Doněcké a Luhanské oblasti, dle údajů Úřadu vysokého komisaře OSN pro uprchlíky. Do konce září 2015 dle ruských úřadů migrovalo do Ruska zhruba 1,3 milionu Ukrajinců. Z tohoto počtu požádalo 400 000 lidí o status uprchlíka, dále bylo 300 000 žadatelů o dočasný pobyt a 600 000 lidí nijak neregistrovaly. Celkově žilo v Rusku ke konci listopadu 2015 kolem 2,6 milionu Ukrajinců.
Dne 25. května 2014 se na Ukrajině uskutečnily prezidentské volby hlasováním všech občanů. Vítězem byl téměř ve všech regionech země včetně těch východních, kde se volby konaly, prozápadní Petro Porošenko. Protože prezident Porošenko nedokázal splnit většinu svých slibů, zejména omezit korupci, která se spíše ještě zhoršila, a zahájit potřebné reformy, v roce 2015 mu vyjádřilo podporu pouze 17 % ukrajinských voličů.
Volodymyr Zelenskyj je současným ukrajinským prezidentem od 20. května 2019. Dříve herec, scenárista, televizní moderátor a ředitel ukrajinského Studia Kvartal 95 (Квартал-95). Zelenskyj kandidoval na ukrajinského prezidenta ve volbách v roce 2019, v jejichž druhém kole porazil dosavadního prezidenta Petra Porošenka ziskem 73 % hlasů.

### Ruská invaze na Ukrajinu

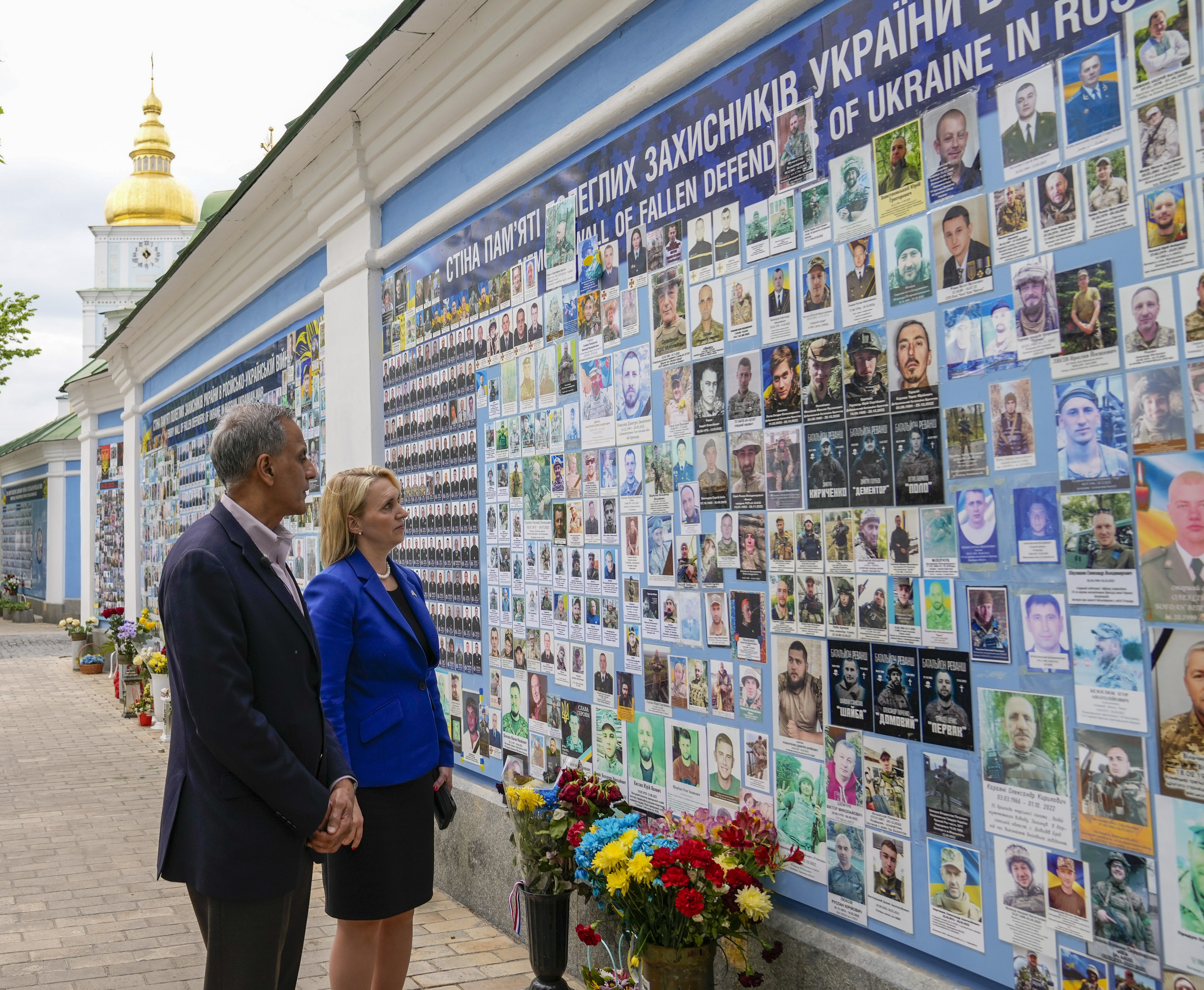
Ve válce s Ruskem zahynulo přibližně 100 000 ukrajinských vojáků

Dne 24. února 2022 nařídil prezident Ruské federace Vladimir Putin začátek invaze na Ukrajinu, kterou oficiálně označil za „speciální vojenskou operací“. Jako záminku použil ochranu ruskojazyčného obyvatelstva na území Ukrajiny, především v mezinárodně neuznaných Doněcké a Luhanské republice, a údajnou hrozbu ze strany „nacistické“ Ukrajiny. Rusko zaútočilo balistickými raketami, střelami s plochou dráhou letu a nálety, do nichž se zapojilo asi 75 bojových letadel, na vojenské cíle po celé Ukrajině (kasárny, sklady munice, téměř desítka letišť). Pozemní síly napadly Ukrajinu z tzv. Doněcké a Luhanské lidové republiky, z Běloruska a Krymu. Zdroje z USA soudí, že cílem invaze je svržení legitimní ukrajinské vlády a dosazení Rusku pohodlné formy vládnutí. Ještě téhož dne se Rusům podařilo obsadit Ukrajinskou jadernou elektrárnu Černobyl.
Podle tajných služeb USA nasadilo Rusko proti Ukrajině kolem 75 % svých pozemních sil. Ve vzdálenosti do 60 km od hranic Ukrajiny rozmístilo Rusko přibližně 120 z celkového počtu 160 svých praporních taktických skupin (BTG), přibližně 35 z 50 známých praporů protivzdušné obrany a přibližně 500 stíhacích a bombardovacích letounů a 50 středních až těžkých bombardérů. Ukrajinský prezident Zelenskyj, který ve dnech před invazí opakovaně apeloval na Putina, aby místo vojenské akce zvolil diplomatickou cestu, vydal videoprohlášení o vyhlášení válečného stavu. Dne 25. kúnora vyhlásil Zelenskyj vojenskou mobilizaci a zakázal všem ukrajinským mužům ve věku od 18 do 60 let opustit Ukrajinu.
Těžké boje probíhaly v Hostomelu, městě vzdáleném 7 km od Kyjeva, kde sídlí výrobce letadel Antonov a letiště s dostatečně dlouhou dráhou pro všechny typy letadel, včetně největších dopravních letadel. Válkou byla zasažena převážně ruskojazyčná města na východě Ukrajiny jako Charkov, Oděsa nebo Mariupol, ve kterých většinu obyvatel tvořili etničtí Rusové nebo ruskojazyční Ukrajinci.

Ruskem anektovaná území jihovýchodní Ukrajiny a území pod skutečnou kontrolou Ruska k 30. září 2022

V úterý 15. března 2022 navštívil prezidenta v ostřelovaném Kyjevě, spolu s předsedy vlád Polska a Slovinska, premiér české vlády Petr Fiala, jako výraz podpory a současně pro projednání otázek hospodářské a vojenské pomoci Ukrajině.
Dne 30. září 2022 byla od Ukrajiny formálně odtržena území Doněcké, Luhanské, Chersonské a Záporožské oblasti na základě zpochybněných referend a následně připojena k Ruské federaci. 
Podle odhadu OSN z ledna 2025 bylo zabito nejméně 12 tisíc ukrajinských civilistů. Deník The Wall Street Journal v září 2024 odhadoval, že ve válce zahynulo přibližně 80 tisíc ukrajinských vojáků a dalších 400 tisíc utrpělo zranění. Deník Economist v červenci 2024 odhadoval, že ve válce zemřelo nebo bylo zraněno až 728 tisíc ruských vojáků. Podle údajů UNHCR z dubna 2025 bylo v Evropě evidováno 6,3 milionu ukrajinských uprchlíků, z toho nejvíc v Polsku. V Česku bylo ke konci roku 2024 přibližně 350 tisíc válečných uprchlíků z Ukrajiny. Mezi ukrajinskými válečnými uprchlíky převládaly ženy a děti, protože ukrajinští muži mladší než 60 let nesměli od začátku invaze opustit Ukrajinu.

## Státní symboly

### Vlajka
Ukrajinská vlajka je tvořená listem o poměru stran 2:3 se dvěma vodorovnými pruhy, modrým a žlutým.

### Znak
Ukrajinský státní znak, zvaný Tryzub (ukrajinsky Тризуб, česky trojzubec), je tvořen modrým, zlatě lemovaným štítem se zlatým trojzubcem.

### Hymna
Ukrajinská hymna je píseň Šče ne vmerla Ukrajiny i slava, i voľa (česky Ukrajina ještě nezemřela). Autorem textu původní písně (pro hymnu upraveného), je etnograf a básník Pavlo Čubynskyj. Hudbu složil řeckokatolický kněz a skladatel Mychajlo Verbyckyj.

## Geografie

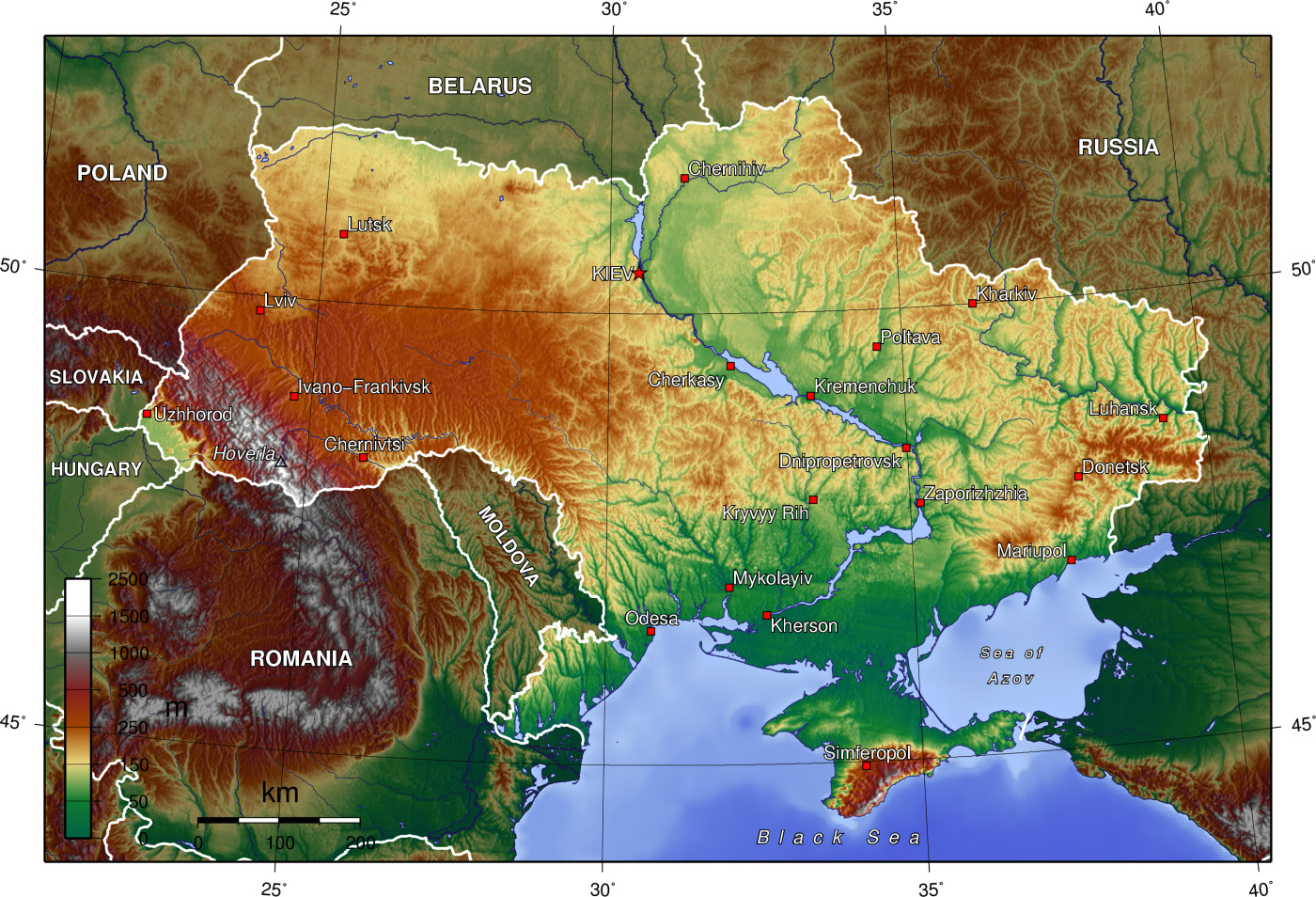
Fyzická mapa Ukrajiny

Ukrajina je s rozlohou 603 700 km² největším ze států, jejichž celé území leží na území Evropy. Sousedící evropská část Ruska (jehož většina území se nachází v Asii), má však rozlohu 3,953 milionu km² a je tak více než šestkrát větší než Ukrajina. 
Ukrajina bývá zpravidla přiřazována k východoevropským státům, avšak její západní regiony jako Halič nebo Zakarpatí náleží kulturně a historicky spíše ke střední Evropě.

### Povrch

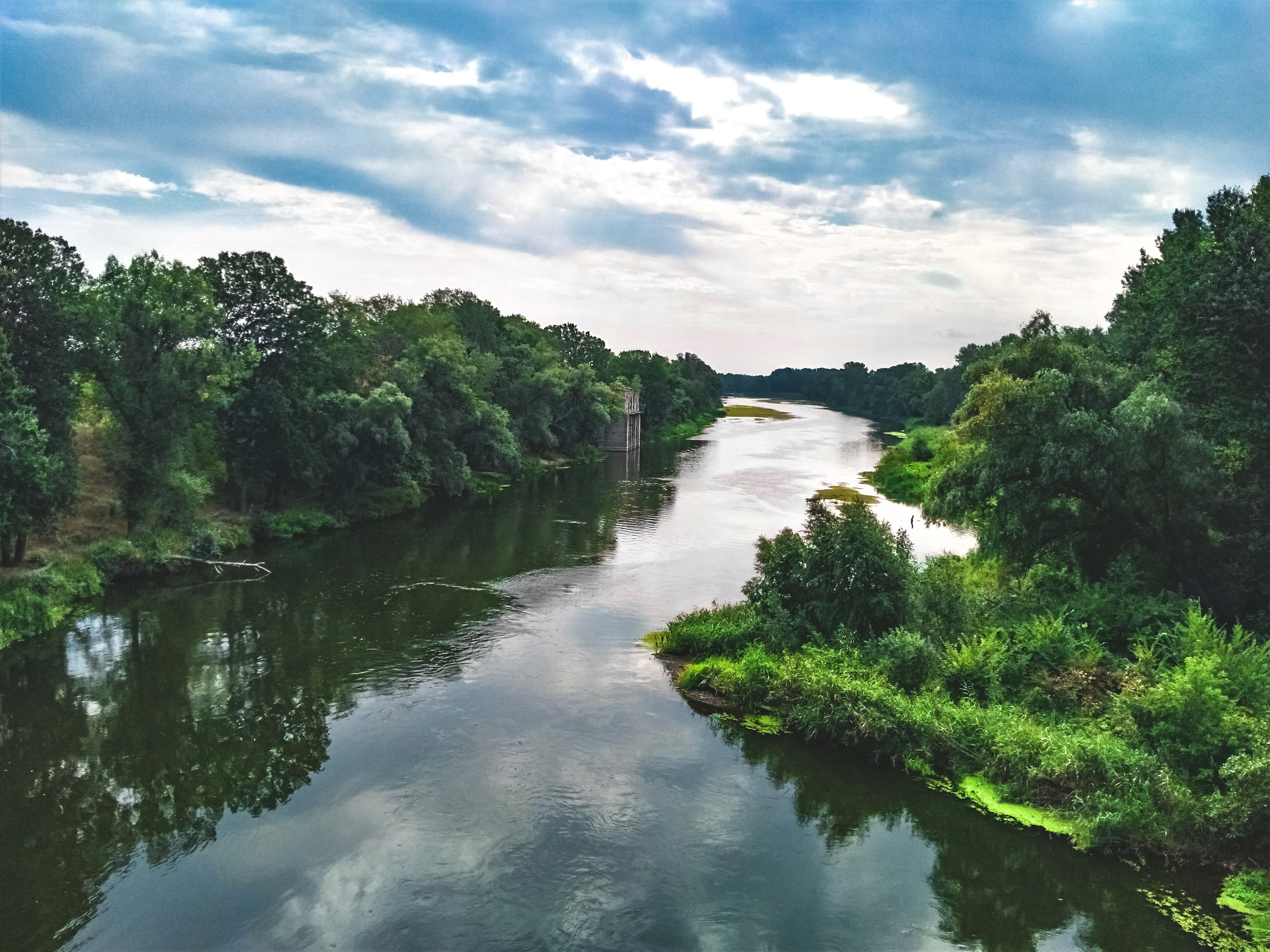
Řeka Severní Doněc protéká typickou mírně zvlněnou krajinou Doněckého krjaže na východní Ukrajině.

Střední a východní Ukrajina zaujímá jihozápadní část rozlehlé Východoevropské roviny. Povrch je tvořen především vysočinami a pahorkatinami či náhorními plošinami přerušovanými údolími řek, která jsou typická především pro přítoky Dněstru v Podolí. Na jihu země se rozkládají rovinaté stepi; druhá větší rovinatá oblast je tzv. Polesí při hranicích s Běloruskem. Největšími pohořími jsou Karpaty na jihozápadě země (nejvyšším vrchem je Hoverla, 2061 m) a Krymské hory na jihu Krymského poloostrova, jejichž nejvyšší vrcholky dosahují okolo 1500 m. Poloostrov Krym je se zbytkem pevniny spojen Perekopskou šíjí.

### Vodstvo
Celková délka říční sítě je okolo 170 000 km. Většina řek patří do úmoří Azovského a Černého moře, jen 4 % území náleží k úmoří Baltského moře. Nejvýznamnější řekou je Dněpr (ukrajinsky Dnipro), který protíná Ukrajinu ze severu na jih a dělí ji na dvě části, „levobřežní“ a „pravobřežní“. Jeho hlavními přítoky jsou Pripjať, Desna, Pslo a Inhulec. Východní Ukrajinou protéká Severní Doněc, přítok Donu. Další velké řeky jsou Prut, Dněstr a Jižní Buh. Velké řeky jsou využívány jednak pro lodní dopravu, jednak jako zdroj energie: zejména na Dněpru bylo vybudováno několik velkých přehrad s hydroelektrárnami, z nichž nejznámější je DněproGES v Záporoží; největší přehradní nádrží je Kremenčucká vodní nádrž.
Největší ukrajinská jezera jsou v Budžaku v údolích Dunaje (Jalpuh, Kahul). Větší jezera a limany se rozkládají na pobřeží Černého a Azovského moře; největší z nich je Dněsterský liman (360 km²), největší přirozená vodní plocha Ukrajiny. Ve Volyni a Polesí je mnoho krasových jezer; v Ukrajinských Karpatech je nejvýznamnější jezero Synevyr.

### Klima
Téměř celá Ukrajina náleží do mírného klimatického pásu, převládá kontinentální podnebí; pouze na úzkém území mezi Krymskými horami a Černým mořem je podnebí subtropické.
Průměrná roční teplota se pohybuje mezi +6 °C na severu a +12 °C na jihu země. Průměrné roční srážky na většině území činí okolo 600 mm; největší srážkový úhrn vykazují Karpaty (1200 mm), nejsuššími oblastmi jsou stepi Chersonské oblasti a severního Krymu (400 mm ročně).

### Města

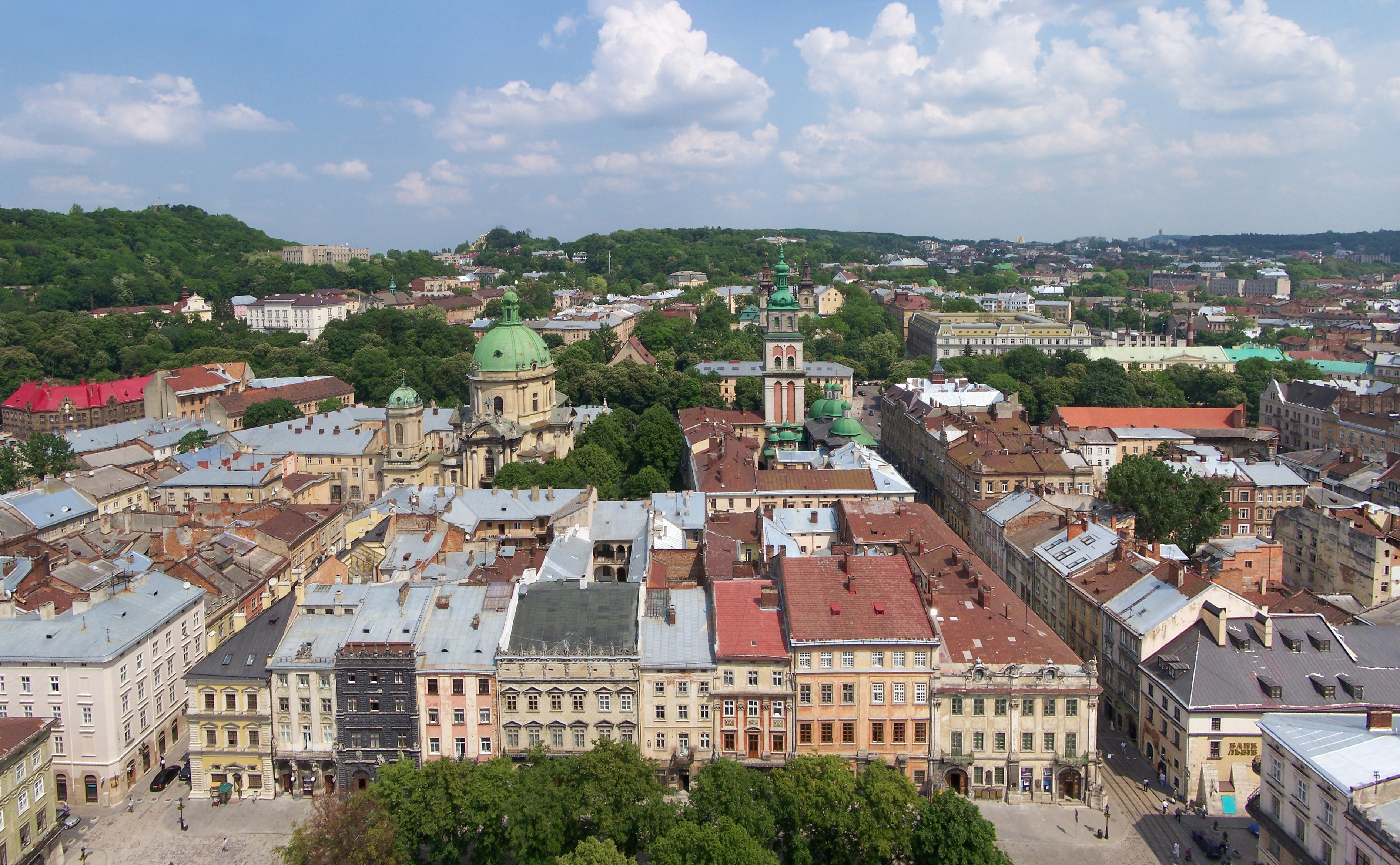
Staré město ve Lvově, památka UNESCO.

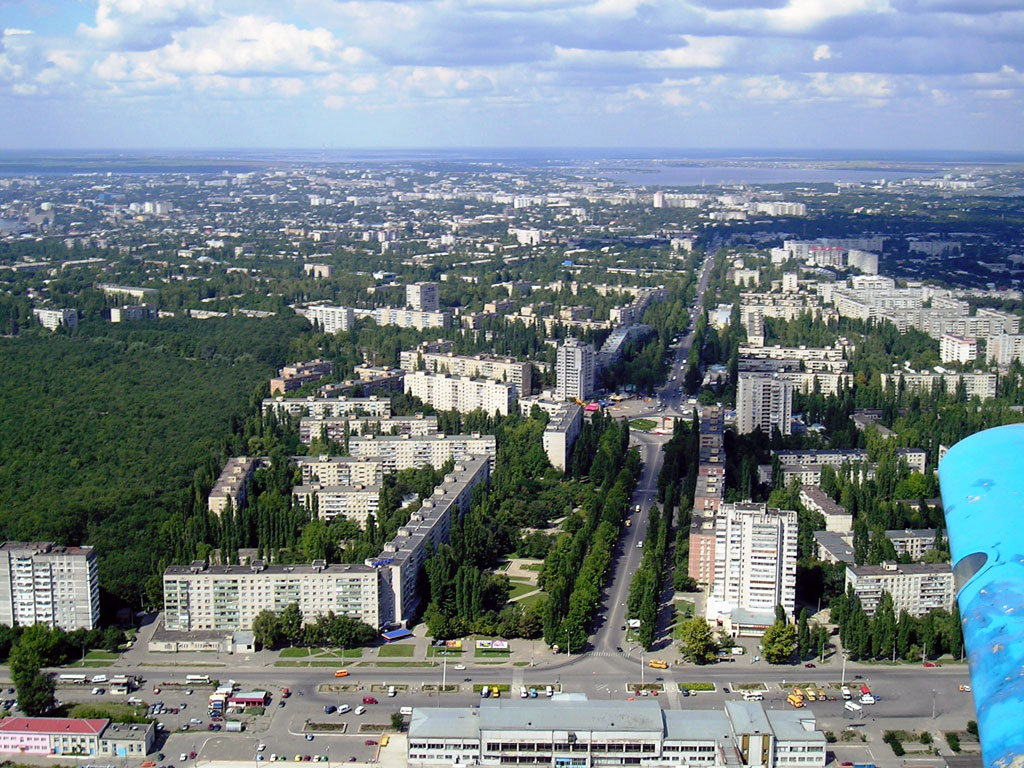
Jihoukrajinská města ztratila během éry sovětského urbanismu svůj někdejší venkovský ráz. Sídliště ve městě Nikolajev.

| Pořadí | Název       | ukrajinsky   | počet obyvatel (rok) |
| ------ | ----------- | ------------ | -------------------- |
| 1.     | Kyjev       | Київ         | 2 935 996 (2018)     |
| 2.     | Charkov     | Харків       | 1 447 881 (2017)     |
| 3.     | Oděsa       | Одеса        | 1 010 912 (2017)     |
| 4.     | Dnipro      | Дніпро       | 1 004 105 (2017)     |
| 5.     | Doněck      | Донецьк      | 927 201 (2017)       |
| 6.     | Záporoží    | Запоріжжя    | 744 309 (2018)       |
| 7.     | Lvov        | Львів        | 727 968 (2017)       |
| 8.     | Kryvyj Rih  | Кривий Ріг   | 636 294 (2017)       |
| 9.     | Nikolajev   | Миколаїв     | 487 752 (2017)       |
| 10.    | Mariupol    | Маріуполь    | 449 498 (2017)       |
| 11.    | Sevastopol  | Севастополь  | 436 670 (2018)       |
| 12.    | Luhansk     | Луганськ     | 413 370 (2017)       |
| 13.    | Vinnycja    | Вінниця      | 372 672 (2017)       |
| 14.    | Makijivka   | Макіївка     | 347 376 (2017)       |
| 15.    | Cherson     | Херсон       | 293 299 (2017)       |
| 16.    | Poltava     | Полтава      | 291 963 (2017)       |
| 17.    | Černihiv    | Чернігів     | 290 800 (2017)       |
| 18.    | Čerkasy     | Черкаси      | 281 549 (2017)       |
| 19.    | Chmelnyckyj | Хмельницький | 268 533 (2018)       |
| 20.    | Žytomyr     | Житомир      | 267 363 (2017)       |
| 21.    | Černovice   | Чернівці     | 266 034 (2017)       |
| 22.    | Sumy        | Суми         | 265 555 (2017)       |
| 23.    | Horlivka    | Горлівка     | 247 934 (2017)       |
| 24.    | Rivne       | Рівне        | 247 356 (2017)       |
| 25.    | Kamjanske   | Кам'янське   | 237 244 (2017)       |

### Administrativní dělení

Politická mapa Ukrajiny

Ukrajina se dělí na 27 správních celků:
- 1 autonomní republika: Autonomní republika Krym (Simferopol)
- 24 oblastí:
  - Čerkaská oblast (Čerkasy)
  - Černihivská oblast (Černihiv)
  - Černovická oblast (Černovice)
  - Dněpropetrovská oblast (Dnipro)
  - Doněcká oblast (Doněck)
  - Charkovská oblast (Charkov)
  - Chersonská oblast (Cherson)
  - Chmelnycká oblast (Chmelnyckyj)
  - Ivanofrankivská oblast (Ivano-Frankivsk)
  - Kyjevská oblast (Kyjev)
  - Kirovohradská oblast (Kropyvnyckyj)
  - Luhanská oblast (Luhansk)
  - Lvovská oblast (Lvov)
  - Mykolajivská oblast (Mykolajiv)
  - Oděská oblast (Oděsa)
  - Poltavská oblast (Poltava)
  - Rovenská oblast (Rovno)
  - Sumská oblast (Sumy)
  - Ternopilská oblast (Ternopil)
  - Vinnycká oblast (Vinnycja)
  - Volyňská oblast (Luck)
  - Zakarpatská oblast (Užhorod)
  - Záporožská oblast (Záporoží)
  - Žytomyrská oblast (Žytomyr)
- Dvě města se zvláštním statusem:
  - Kyjev – hlavní město Ukrajiny
  - Sevastopol – nespadá pod autonomní Krymskou republiku, anektováno Ruskou federací

Tyto celky se dále dělí na rajóny, kterých je na Ukrajině celkem 140 a které přibližně odpovídají českým okresům, v průměru jsou však o něco menší. Větší města bývají samostatnou správní jednotkou podřízenou přímo oblasti, některá jsou dále rozdělena na městské rajóny. Obce na Ukrajině spadají do tří kategorií: města, sídla městského typu a vesnice.

## Politika

### Státní uspořádání

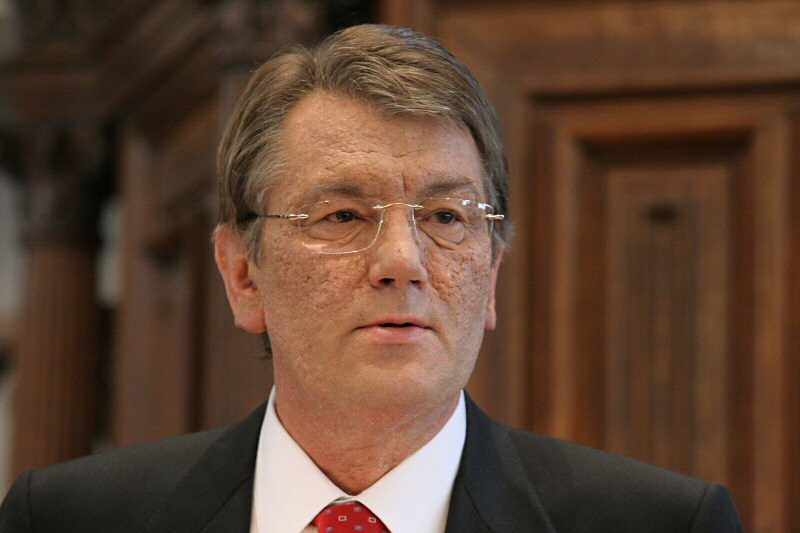
Viktor Juščenko, ukrajinský prezident v letech 2005–2010 a bývalý předseda bloku Naše Ukrajina

Ukrajina je zastupitelská demokracie a poloprezidentská republika. Prezident je volen přímo, a to na 5 let. Ukrajina má jednokomorový parlament (Verchovna rada Ukrajiny) o 450 zastupitelích (od r. 2006 též na pětileté období); ten volí a odvolává premiéra země; premiér musí být oficiálně jmenován prezidentem.
Ukrajina byla mj. pozorovatelem Společenství nezávislých států (po ruské anexi Krymu se rozhodla pro úplný odchod), OSN, OBSE, GUAM, Rady Evropy a Organizace pro hospodářskou spolupráci černomořských zemí (BSEC). 16. května 2008 se Ukrajina po čtrnáctiletém vyjednávání oficiálně stala členem WTO.

### Vnitřní politika

#### Prezidentské volby v roce 2019
Z prvního do druhého kola voleb postoupil dosavadní prezident Petro Porošenko (16 % hlasů), avšak s velkým odstupem za Volodymyrem Zelenským (30 %), známým seriálovým hercem a komikem. Předvolební průzkumy se téměř shodovaly s výsledky a favorizovaly Zelenského. To se opakovalo před druhým kolem voleb, které se uskutečnilo v neděli 21. dubna 2019. V něm zvítězil Zelenskyj se ziskem 73 % hlasů.

### Zahraniční politika

#### Vztahy s Ruskem a plynovody Nord Stream (stav v roce 2019)

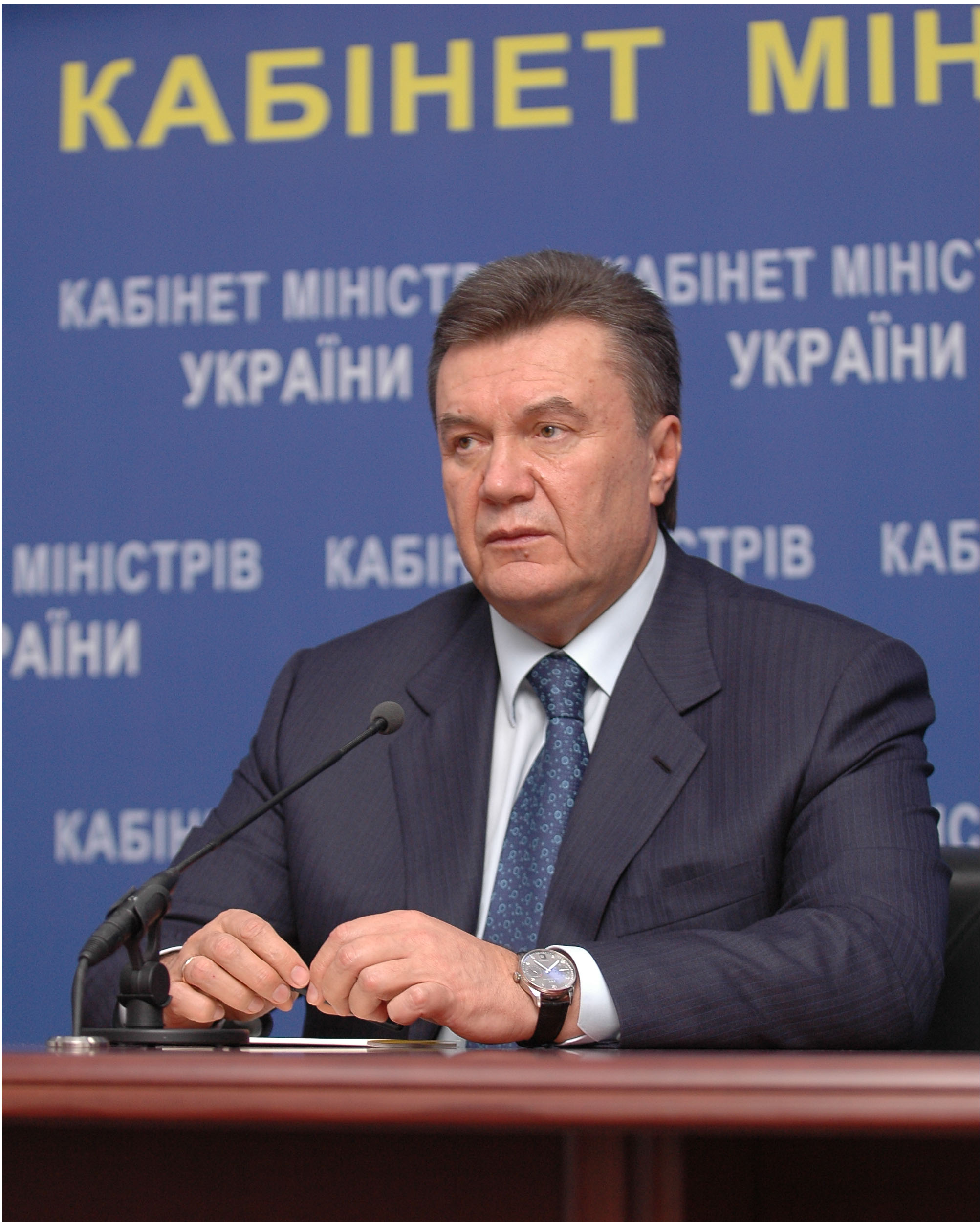
Viktor Janukovyč, ukrajinský prezident v letech 2010–2014 a bývalý předseda Strany regionů

V rámci Budapešťského memoranda podepsaného 5. prosince 1994 se Ukrajina (spolu s Běloruskem a Kazachstánem) vzdala svého jaderného arzenálu. Tím se stala Ruská federace jedinou zemí bývalého Sovětského svazu vlastnící jaderné zbraně. Ruská federace se zavázala respektovat bezpečnost a územní celistvost Ukrajiny, Běloruska a Kazachstánu.
Ukrajina měla od počátku své nezávislosti po rozpadu Sovětského svazu až do roku 2013 intenzivní, avšak komplikované vztahy se svým největším sousedem Ruskem. V Rusku žije ukrajinská diaspora čítající tři až čtyři miliony lidí. V roce 2011 uvedlo 49 % dotázaných Ukrajinců, že mají příbuzné v Rusku. Postupně se začalo mezi vládami těchto dvou sousedních zemí stupňovat napětí, zejména kvůli podpoře dřívějšího prezidenta Viktora Juščenka pro Gruzii ve válce v Jižní Osetii roku 2008 a jeho snahám o vstup do NATO, opakovaně také kvůli problémům vznikajícím v souvislosti s dodávkami ruského zemního plynu a jejich finančnímu řešení.

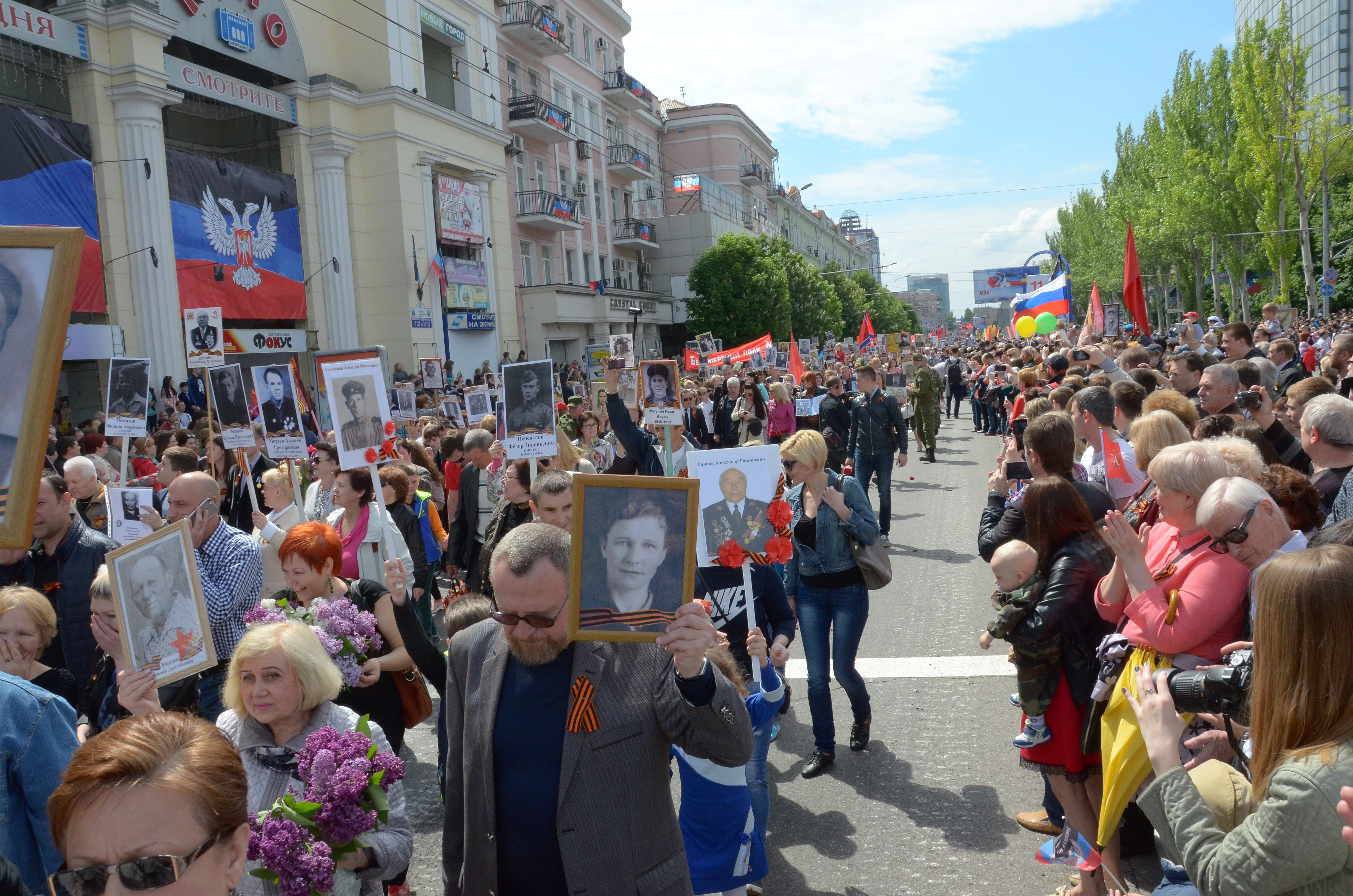
Stoupenci proruských separatistů v samozvané Doněcké republice

Po odklonu Ukrajiny od hospodářské spolupráce s Ruskem, sesazení prezidenta Viktora Janukovyče, anexi Krymu Ruskem a ruské intervenci na východní Ukrajině se vztahy mezi Kyjevem a Moskvou prudce zhoršily a jsou na historickém minimu.
Na přelomu let 2008/2009 eskaloval rusko-ukrajinský plynový konflikt poté, co ruský koncern Gazprom odmítl dodávat zemní plyn ukrajinskému Naftohazu, pokud ten nesplatí dluhy za předchozí dodávky. Výsledkem bylo třítýdenní přerušení dodávek plynu v lednu 2009, což postihlo nejen Ukrajinu, ale zčásti také střední a jihovýchodní Evropu. Za dodávky ruského plynu dlužil Naftohaz Ukrajiny v listopadu 2013 zhruba 1,3 miliardy dolarů. Ke konci toho roku proto tato firma sama zastavila odběr a zásobování země zajišťovala odčerpáváním zásob.
Zásobování západní a střední Evropy ruským plynem bylo posíleno velkokapacitním podmořským plynovodem Nord Stream, který vede z Ruska pod Baltským mořem přímo do Německa. Od té doby jsou podstatně omezeny eventuální výkyvy v dodávkách plynu z Ruska přes Ukrajinu způsobované neshodami mezi těmito dvěma státy. Užíváním plynovodů vedoucích mimo území Ukrajiny přichází tato země ovšem o poplatky za tranzit plynu přes své území.
Německo a další státy mají v zásadě zájem o výstavbu dalších dvou potrubí pro přepravu ruského zemního plynu pod Baltským mořem. Tento projekt je označován jako Nord Stream 2 a nachází se ve fázi příprav pokládání potrubí (které již bylo s velkými náklady vyrobeno) na dno moře. Vedou se však o něj bouřlivé diskuse. Je odmítán jak Ukrajinou, tak Polskem a některými dalšími státy jako je Dánsko. V souvislosti s tímto projektem vznesl ukrajinský ministr zahraničí Pavlo Klimkin dne 19. března 2018 požadavek, aby státy západní Evropy a zvláště Německo uvalily sankce vůči bývalému kancléři Gerhardu Schröderovi, který je podle Klimkina „celosvětově největším lobbistou Ruska“. Schröder se totiž angažuje pro nový plynovod a je také předsedou dozorčí rady ruského ropného koncernu Rosněfť (do té funkce byl zvolen na návrh podílníka, ropné společnosti British Petroleum - BP). Německá vláda tento Klimkinův požadavek ještě téhož dne odmítla. Mluvčí vlády Steffen Seibert prohlásil: „Spolková vláda a také spolková kancléřka nevidí žádný důvod, zabývat se úvahami tohoto druhu.“
Podle průzkumu, který provedla v únoru 2019 nezávislá agentura Levada, má většina dotázaných Ukrajinců negativní názor na ruské politické vedení a na prezidenta Putina, ale zároveň 77 % dotázaných občanů Ukrajiny uvedlo, že mají pozitivní postoj k obyvatelům Ruska. Průzkum také zjistil, že 82 % dotázaných Rusů má pozitivní postoj k obyvatelům Ukrajiny.
Prezident Putin na otázku, proč nepovažuje Ukrajinu za přátelskou zemi, řekl, že považuje Ukrajince a Rusy za jeden národ, a ukrajinského prezidenta Zelenského obvinil, že svou zemi předal pod plnou kontrolu ze zahraničí, kdy se klíčové záležitosti rozhodují ve Washingtonu, Paříži a Berlíně, nikoli v Kyjevě.
V červenci 2023 schválily členské země NATO na summitu ve Vilniusu odstranění Akčního plánu členství pro Ukrajinu, čímž v případě zahájení procesu přijetí bude lhůta zkrácena na jeden rok místo původních dvou. V červenci 2024 uvedl generální tajemník NATO Jens Stoltenberg, že není otázkou, zda země do aliance vstoupí, ale kdy se tak stane.

#### Vztahy s Polskem (stav v roce 2017)

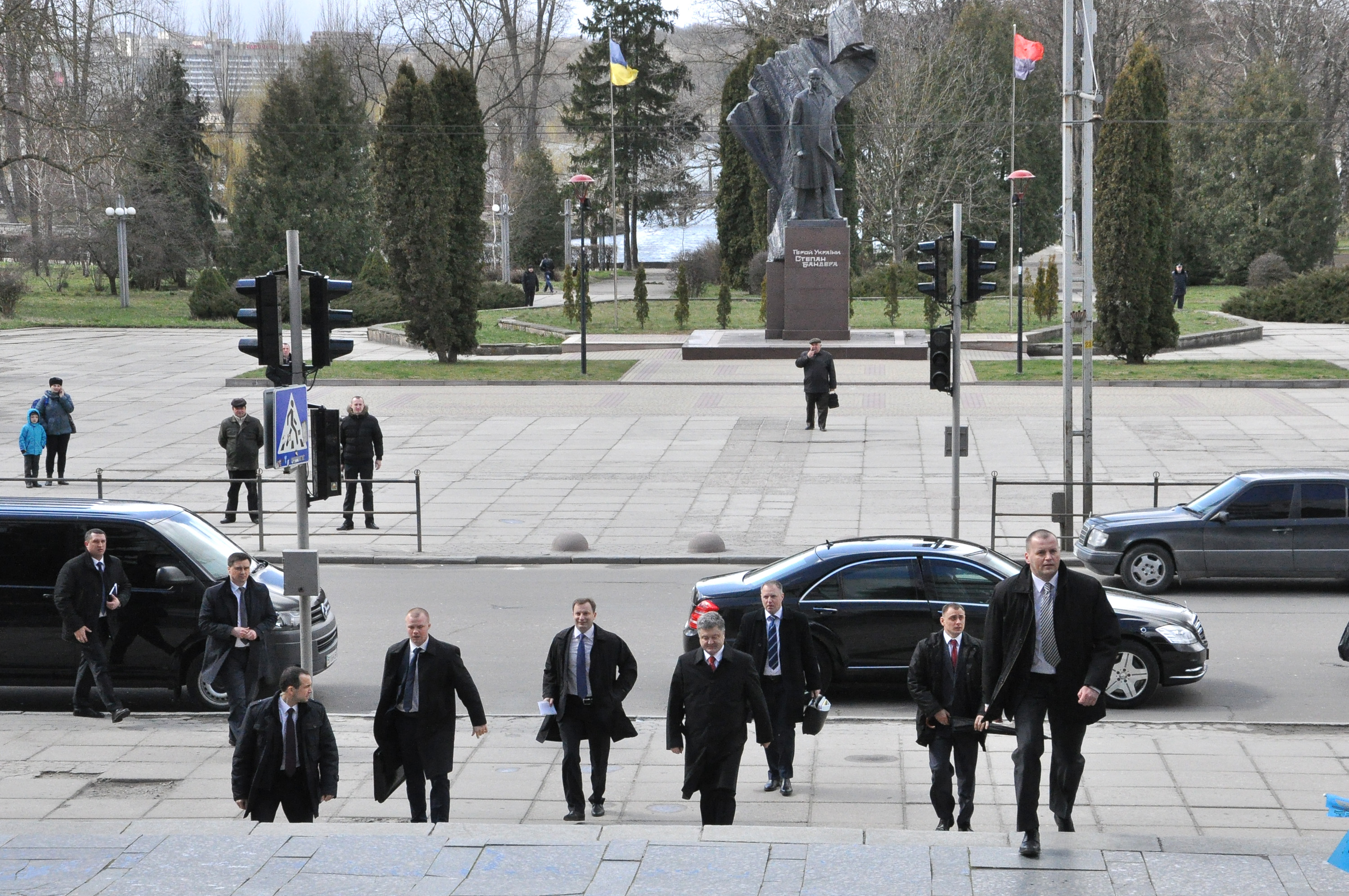
Prezident Porošenko v Tarnopolu, v pozadí socha Stepana Bandery, který je v Polsku vnímán negativně

Polsko iniciovalo projekt Východního partnerství mezi Evropskou unií a šesti postsovětskými zeměmi a velmi aktivně podporovalo proevropské hnutí Euromajdan na Ukrajině. Polsko, Litva a Ukrajina plánují vytvořit společnou armádní brigádu na obranu před Ruskem.
Polsko-ukrajinské vztahy komplikuje odlišná interpretace některých historických událostí, zejména Volyňského masakru – vyvraždění zhruba 100 000 polských civilistů Ukrajinskou povstaleckou armádou (UPA) za druhé světové války ve Volyni na západě Ukrajiny a následné odvetné masakry ukrajinských civilistů. V dubnu 2015 Parlament Ukrajiny schválil zákon, kterým udělil příslušníkům UPA a Organizace ukrajinských nacionalistů (OUN) status bojovníků za svobodu Ukrajiny. Prezident Petro Porošenko označil bojovníky UPA za „příklad hrdinství a vlastenectví na Ukrajině“. V červenci 2016 označil polský Sejm masakry polského obyvatelstva na Volyni za genocidu. Polský historický film Volyň, který byl oceněn jako nejlepší polský film roku 2016, byl na Ukrajině přijat negativně a jeho promítání v Kyjevě bylo na žádost ukrajinského ministerstva zahraničí zrušeno. V reakci na přejmenování třídy Generála Vatutina v Kyjevě na třídu Romana Šuchevyče, který byl v letech 1943 až 1950 vrchním velitelem UPA, polský ministr zahraničí Waszczykowski v roce 2017 pohrozil zablokováním budoucího vstupu Ukrajiny do EU.

#### Vztahy s Maďarskem (stav v roce 2017)
Vzájemné vztahy Ukrajiny a Maďarska jsou negativně ovlivněny postavením maďarské menšiny na Ukrajině. Maďarsko si stěžuje na zákony, které jsou podle maďarské vlády namířeny proti národnostním menšinám, včetně novely školského zákona ze září 2017, který ve školách omezuje výuku v jiném než ukrajinském jazyce. Školský zákon vyvolal protesty i v Rusku, Rumunsku, Moldavsku a Polsku. Maďarsko se od roku 2017 snaží blokovat sblížení Ukrajiny s Evropskou unií a NATO, protože podle Maďarska jde o „jediný nástroj, s jehož pomocí lze bránit zakarpatské Maďary a přimět Ukrajinu chovat se v souladu s mezinárodními normami“.

#### Zákazy knih, serverů a vstupu na Ukrajinu
Od roku 2014 jsou na Ukrajině zakazovány knihy či filmy autorů nebo protagonistů, které podle Kyjeva ohrožují ukrajinskou národní bezpečnost. Na černou listinu se dostali nejen Rusové (např. Ivan Ochlobystin a Michail Porečenkov), ale zákaz se týká i umělců či spisovatelů, kteří nějakým způsobem sympatizovali se současnou ruskou politikou, navštívili anektovaný Krym a podobně. Zakázané tak byly například filmy či fotky s bývalým francouzským a v současnosti ruským státním občanem, hercem Gérardem Depardieu. Zákaz se týká také Stevena Seagala, Mickeyho Rourkea, Jean-Claudea Van Damme, filmů režisérů Emira Kusturici, Olivera Stona a dalších přibližně 600 umělců. Zákaz vstupu na Ukrajinu má z „bezpečnostních důvodů“ také americký zpěvák a filmový režisér Fred Durst. Kromě toho daly ukrajinské úřady najevo, že žádnému ruskému zpěvákovi, který podporuje oficiální ruskou politiku vůči Ukrajině, nepovolí účast na soutěži Eurovision Song Contest v Kyjevě v roce 2017, seznam takto prohibitovaných zpěváků obsahoval jedenáct jmen.
V květnu 2017 byly na Ukrajině zakázány ruské internetové servery VKontakte, Odnoklassniki, Yandex a Mail.ru. Jako důvod uvedla ukrajinská vláda, že ruské tajné služby vedou hybridní válku proti ukrajinskému obyvatelstvu, v níž ke svým speciálním informačním operacím zneužívají tyto internetové sítě. Všechny čtyři stránky patřily mezi 10 nejnavštěvovanějších na Ukrajině. Mezinárodní organizace na ochranu lidských práv tento zákaz kritizovala jako porušování svobody slova a svobodného šíření informací mezi miliony ukrajinských uživatelů.
V červnu 2022 Ukrajina zcela zakázala tisk knih ruských autorů, import knih a hraní hudby pocházející z Ruské federace. Podle Ruska jde o další akt v utlačování velkého počtu rusky mluvících ukrajinských občanů.

### Tým poradců z Evropské unie
Dne 3. března 2015 bylo oznámeno, že Evropská komise vytvořila početný tým poradců, který má pomoci Ukrajině, aby se politicky a ekonomicky stabilizovala. Tým měl pracovat v rámci „Agentury pro modernizaci Ukrajiny“. Byli v něm zastoupeni významní politikové včetně bývalých komisařů Evropské unie. Bývalý německý ministr financí Peer Steinbrück dostal na starost ukrajinské státní finance. Francouzka Laurence Parisot se starala o hospodářské záležitosti. Němec Günter Verheugen byl příslušný pro podniky a průmysl, Čech Štefan Füle pro otázky integrace do EU a Angličan Peter Mandelson pro obchodní záležitosti. Bývalý německý ministr obrany Rupert Scholz doprovázel nutné změny ukrajinské ústavy směrem k decentralizovaným strukturám. Francouzský politik Bernard Kouchner, bývalý ministr zahraničí a lékař, radil Ukrajině v otázkách zdravotnictví. Ředitelem zmíněné agentury se stal bývalý rakouský ministr financí Michael Spindelegger.
Ohledně přistoupení k EU byla Ukrajina vyzvaná k provedení rozsáhlých reforem, pochybnosti jsou především ohledně demokracie, právním státě a korupci.

## Ozbrojené síly

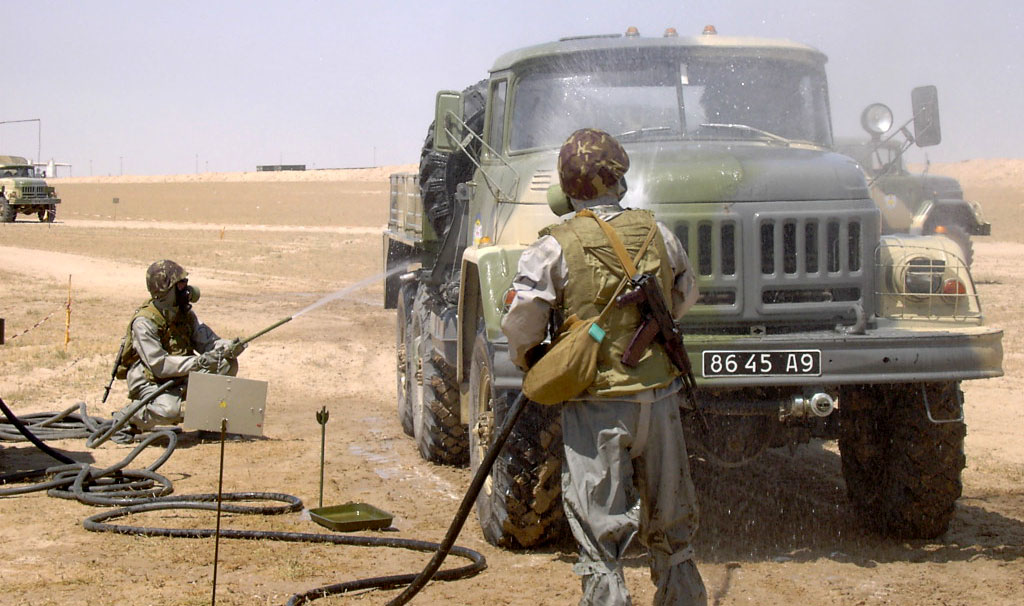
Členové 19. nukleráního, biologického a chemického praporu v Iráku

Po rozpadu Sovětského svazu zůstala na Ukrajině armáda o počtu 780 000 vojáků, dočasně vybavená třetím největším arzenálem jaderných zbraní na světě. V květnu 1992 Ukrajina však podepsala Lisabonský protokol, ve kterém se zavázala, že odevzdá všechny jaderné zbraně Ruské federaci a připojí se ke Smlouvě o nešíření jaderných zbraní. Ukrajina smlouvu ratifikovala v roce 1994 a do roku 1996 se země osvobodila od jaderných zbraní.
Po získání nezávislosti se Ukrajina prohlásila za neutrální stát. Většina používané techniky pochází ještě z dob Sovětského svazu nebo jde o modernizované verze těchto starších variant, které vyrábí poměrně silný ukrajinský zbrojní průmysl (například jde o tanky T-84 Oplot, transportéry BTR-4 a nákladní letadla Antonov An-70).
Ukrajinská armáda má přibližně 300 000 příslušníků. Je členem svazku Partnerství pro mír a účastnila se misí v bývalé Jugoslávii. Ukrajina byla součástí koalice ochotných a ukrajinští vojáci byli nasazení ve válce v Iráku. V současnosti má vojáky v Kosovu, na Středním východě a v Africe. Od konce 90. let navazuje užší vztahy s NATO, zejména s polskou armádou. V roce 2014 plní úkoly v boji proti proruským separatistům na východní Ukrajině (viz Válka na východní Ukrajině).
Po boku pravidelné armády bojují na východní Ukrajině dobrovolnické prapory ukrajinské Národní gardy, které spadají pod ukrajinské ministerstvo vnitra. Je to mimo jiné prapor Azov a do svého rozpuštění to byl také prapor Ajdar.
V dubnu 2015 prováděla po dva měsíce výcvik ukrajinské armády 173. výsadková brigáda americké armády.

## Ekonomika

### Hospodářský růst

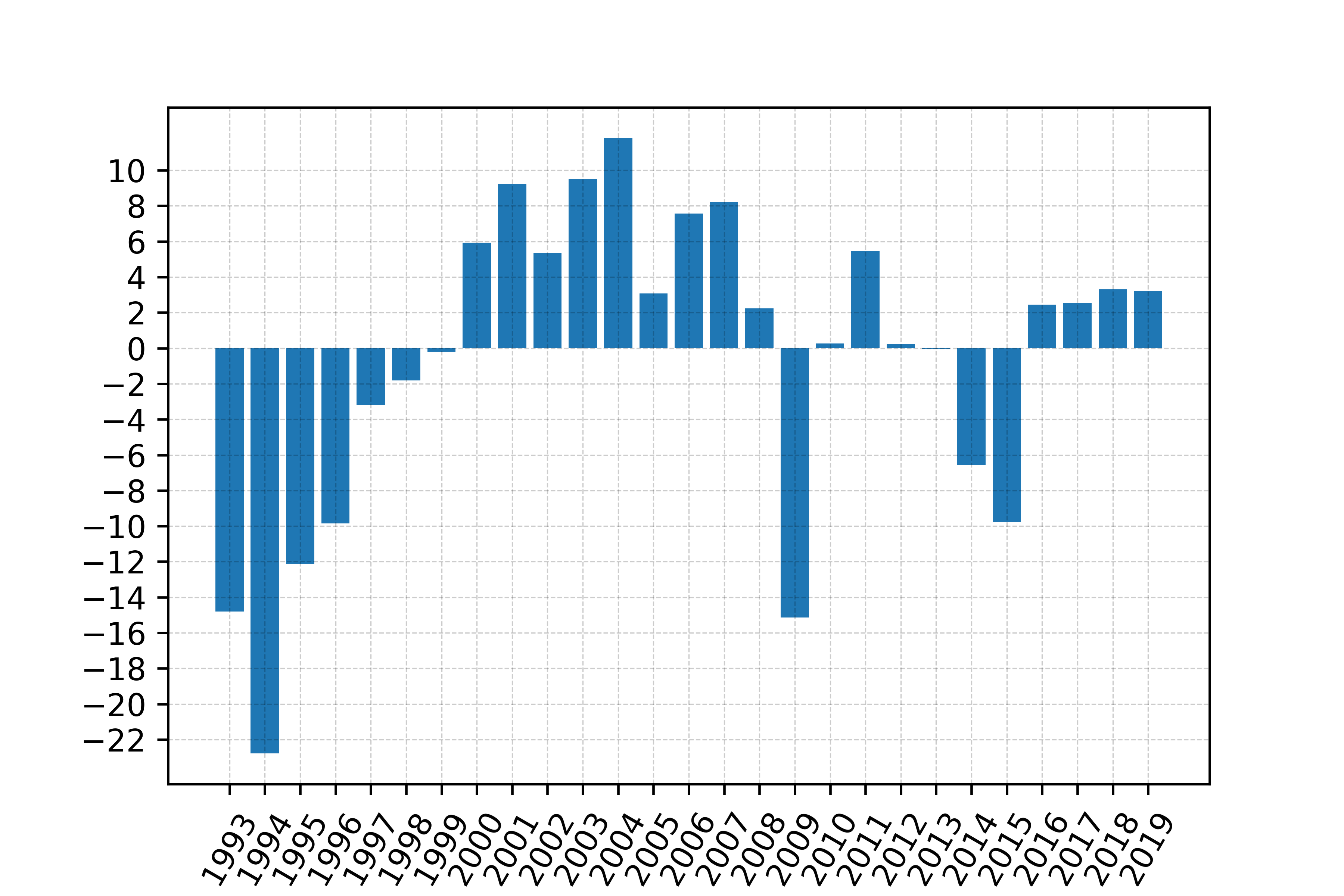
Vývoj HDP Ukrajiny (1993–2018)

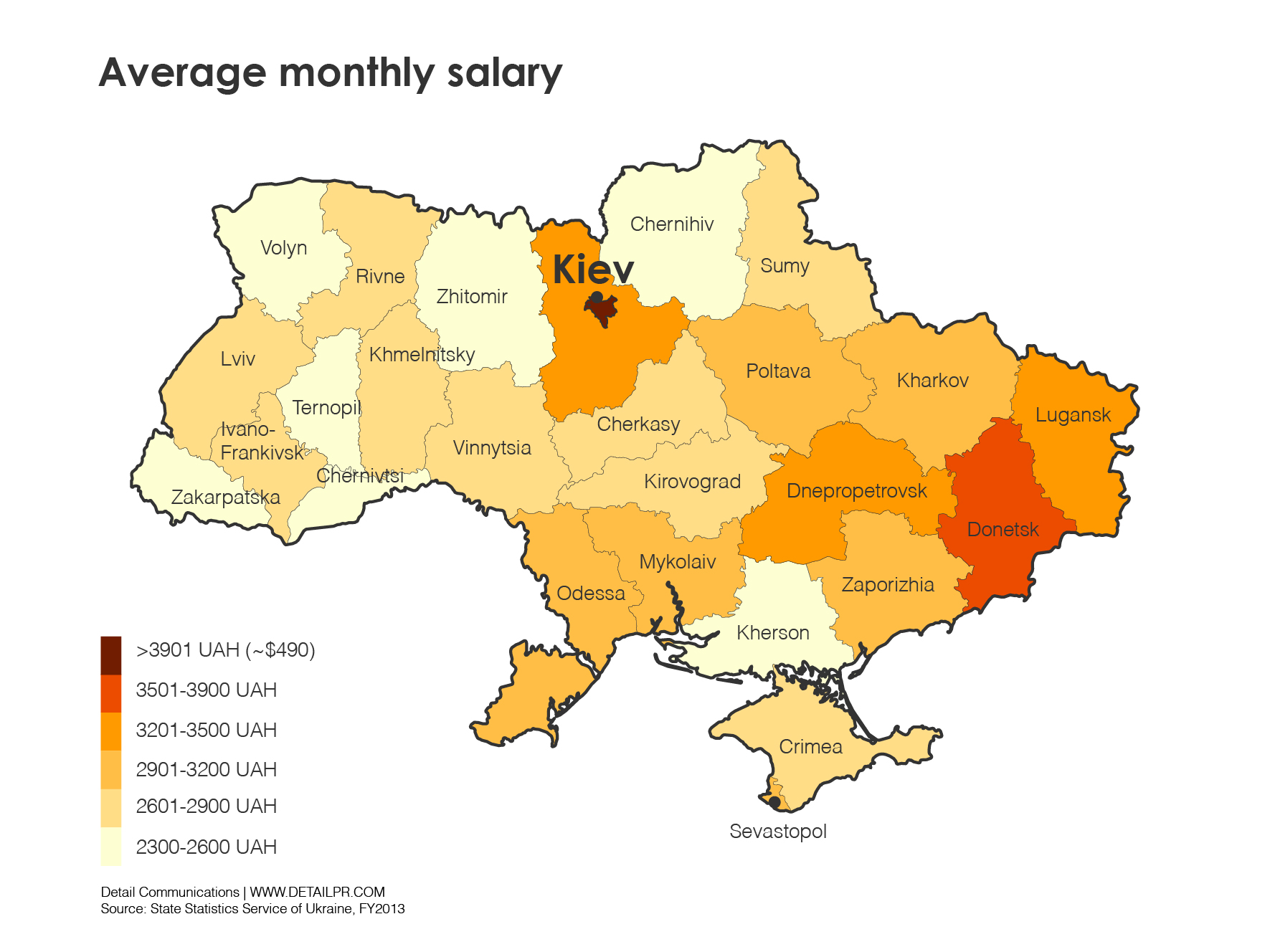
Ukrajinské oblasti podle výše měsíčního platu (2013): nejvyšší byly v Kyjevě a na východě Ukrajiny

Ukrajina je podle kupní síly dlouhodobě nejchudší zemí Evropy (střídavě s Moldavskem). V porovnání s Českem nebo Ruskem nemá Ukrajina srovnatelnou ekonomickou výkonnost. Její HDP na hlavu v roce 2010 (v paritě kupní síly, purchasing-power parity, PPP) činil 7 666 USD, zatímco HDP Česka byl 27 694 USD a Ruska 20 498 USD na jednoho obyvatele. Ekonomika Ukrajiny je tak srovnatelná s rozvojovými státy jako jsou Paraguay nebo Salvador.
Ukrajinská ekonomika byla druhou největší v rámci Sovětského svazu. Po jeho rozpadu bylo nastoleno tržní hospodářství, jehož nástup v podobě „šokové terapie“ byl velice bolestný: zemi postihla hyperinflace, mnoho podniků ukončilo výrobu, privatizace probíhaly neprůhledným způsobem. Situace se částečně stabilizovala po roce 1996 po zavedení nové měny, ukrajinské hřivny.
V prvních letech 21. století ukrajinská ekonomika dosáhla poměrně rychlého a stabilního růstu HDP, který v roce 2007 činil 7,3 %. V roce 2008 byla však Ukrajina těžce zasažena světovou ekonomickou krizí, v důsledku čehož se ekonomika prudce propadla, a to o více než 15 %. V roce 2012 činil růst HDP pouze 0,2 %, v roce 2013 0,36 %. MMF na konci roku 2013 předpovídal růst HDP v roce 2014 o 1 %, ale je zřejmé, že tohoto cíle se vzhledem k nestabilní politické situaci, odtržení Krymu a především kvůli válce na východní Ukrajině se všemi jejími průvodními jevy nepodařilo dosáhnout. Naopak, ukrajinský HDP v roce 2014 pravděpodobně značně poklesl, přičemž přesná míra zatím není známa.
Ukrajinské hospodářství nadále nese znaky postsovětské ekonomiky, orientované na obory s nízkou přidanou hodnotou. Velkou váhu má těžký průmysl, zejména metalurgie a těžba uhlí ve válkou postiženém Donbasu, který je však technicky a technologicky zastaralý. Na podzim roku 2008 v důsledku finanční krize přijala Ukrajina – ve stejnou dobu jako Maďarsko – mnohamiliardový dolarový úvěr od Mezinárodního měnového fondu. Největšími obchodními partnery jsou země EU, Rusko (potažmo SNS) a Turecko.

### Makroekonomické ukazatele

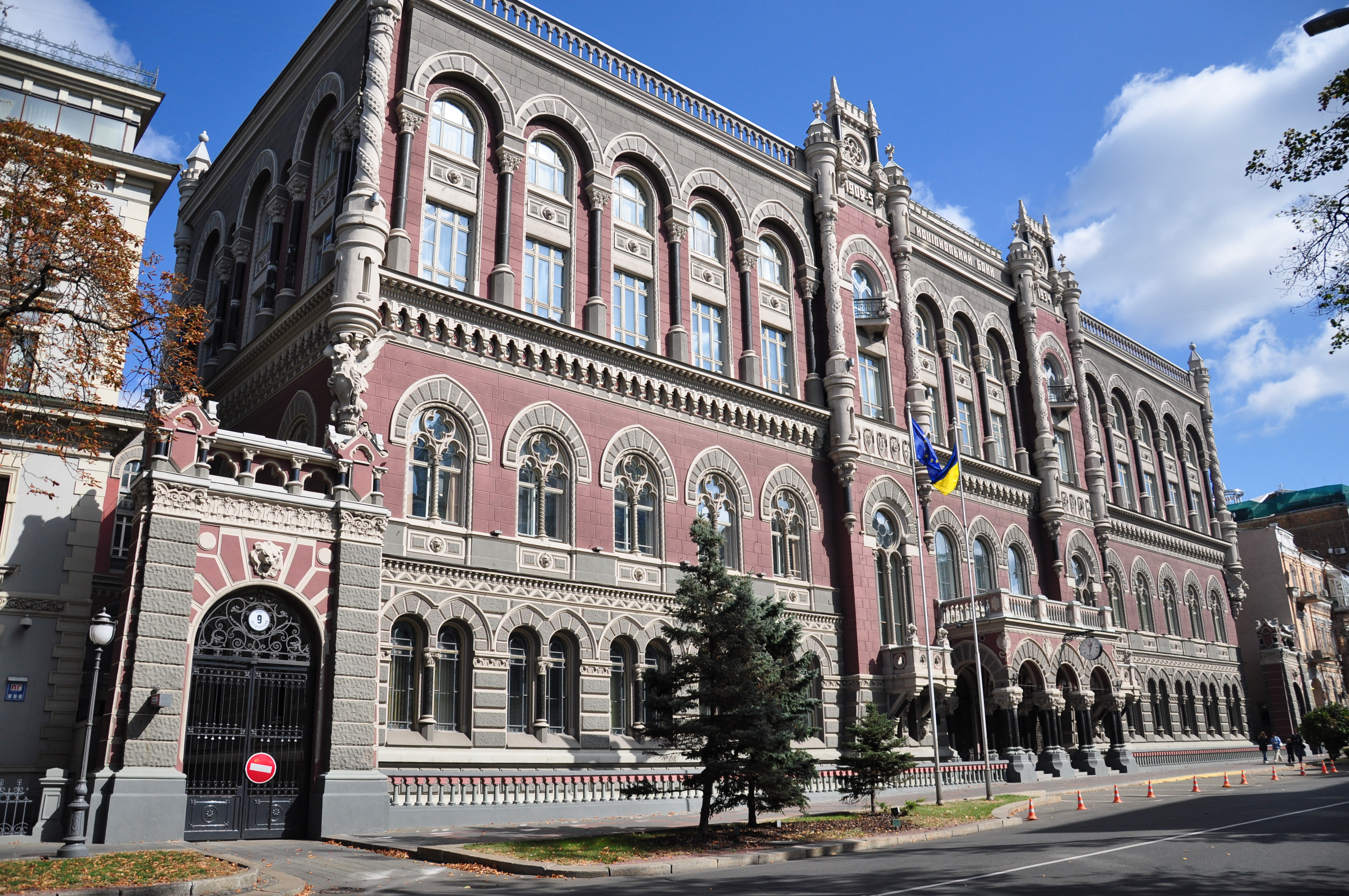
Budova ukrajinské národní banky

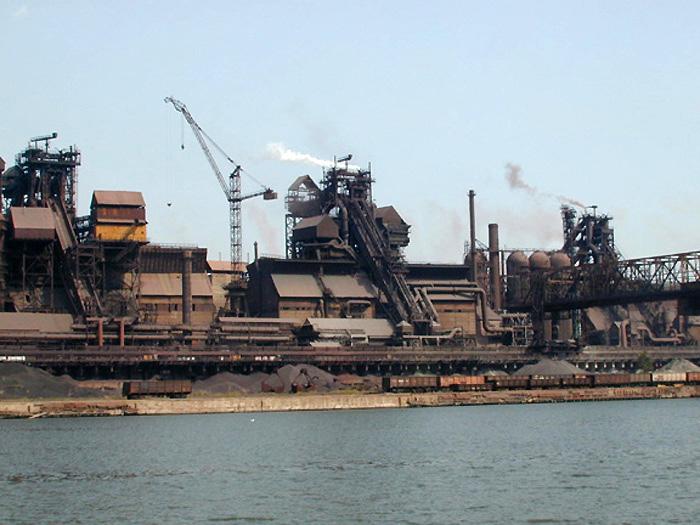
Slévárny Azovstal v Mariupolu zaměstnávaly přes 20 000 osob

- Podíl na tvorbě HDP: průmysl 31 %, stavebnictví 5 %, zemědělství 5 %, služby 55 %[130]
- HDP (parita kupní síly): 332 646 mil. USD (1992), 184 566 mil. USD (1998), 399 866 mil. USD (2007), 428 973 mil. USD (2008)
- HDP na 1 obyv. (parita kupní síly): 8 624 USD (2007)[133]

Průměrná mzda státních pracovníků v červenci 2008 činila 1930 hřiven, tedy přibližně 398 USD. O rok později to bylo 2008 hřiven, avšak kvůli propadu hřivny kvůli ekonomické krizi činil přepočet jen 251 USD. Průměrná mzda za rok 2012 činila 294,6 EUR. Dle sektorů je nejvyšší průměrná mzda v průmyslu (340,7 EUR), následují stavebnictví (242,5 EUR), obchod (262,5 EUR) a ubytování a stravování (200,2 EUR). To je i přes nižší ceny v porovnání s jinými státy poměrně málo, což vede k početné pracovní migraci zejména do Česka, Německa a Itálie, ale především do Ruska, například do Moskvy.
Míra nezaměstnanosti na Ukrajině v roce 2012 dosáhla 8 %. Největší podíl ekonomicky aktivního obyvatelstva pracuje ve službách (60,7 %), v průmyslu a stavebnictví jich pracuje 23,4 %, a nejmenšího podílu dosahuje zemědělství (15,8 %).
Ukrajinská hřivna se proti měnám jako je americký dolar (USD) a euro (EUR) již v průběhu roku 2014 značně propadla, a sice o 50 %. Ještě rychlejším tempem ztrácí hřivna od začátku roku 2015, když do konce února přišla o dalších 50 % své dosavadní hodnoty. Hřivna má tedy nyní vůči důležitým světovým měnám pouze čtvrtinu hodnoty z konce roku 2013. Její směnný kurz oproti USD je aktuálně 25 : 1. Ukrajinská národní banka se snaží tento proces alespoň zpomalit, a proto zvedá hlavní úrokovou míru. Naposledy se tak stalo 2. března 2015, a to z 19,5 % ročně na rekordních 30 %. Ukrajinská vláda činí další opatření, aby propad ekonomiky zbrzdila. Mimo jiné se uchází o další půjčku Mezinárodního měnového fondu (MMF) ve výši 17,5 miliardy USD. V souvislosti s plánovanou pomocí od MMF jsou nezávislí pozorovatelé ovšem toho názoru, že Ukrajina se jako dlužník stává „bezedným sudem“, který nemohou ani vysoké půjčky úplně zacelit.
V roce 2018 se Ukrajina stala nejchudší zemí Evropy.
V roce 2021 činila minimální měsíční mzda na Ukrajině 6 000 hřiven a průměrná mzda 14 045 hřiven (440 €). Průměrná měsíční mzda v Kyjevě byla 21 000 hřiven.

### Nerostné bohatství a průmysl
Ukrajinské nerostné bohatství se stalo jedním z pilířů sovětské ekonomiky. Nejdůležitějším sektorem je těžba černého uhlí v oblasti Donbasu (s hlavními centry Doněck a Luhansk), který je zároveň hlavním průmyslovým regionem země: ročně se zde v uplynulých letech vytěžilo až 200 milionů tun uhlí a vyrobilo se 50 milionů tun oceli. Významný je dále zejména strojírenský, chemický a potravinářský průmysl. Kromě Donbasu jsou velkými centry těžkého průmyslu města Dnipro, Záporoží či Mariupol.
V okolí města Kryvyj Rih jsou bohatá naleziště železné rudy, která se zpracovává v místních slévárnách. Mezi další nerostné suroviny Ukrajiny patří uranové rudy, magnetické rudy a titan, dále chrom, nikl, bauxit, fosfáty, síra, rašelina, ropa, sůl, grafit, mangan, kaolin, antracit, zemní plyn a žula.

### Zemědělství
Většina území Ukrajiny disponuje kvalitní a úrodnou černozemní půdou. Obděláváno je 57 % půdy. Mezi hlavní zemědělské produkty patří: pšenice, ječmen, cukrová řepa, brambory, kukuřice, slunečnice, maso a mléčné výrobky. Chová se zde hlavně skot a prasata, důležitý je rovněž rybolov. V jižních oblastech (zejména na Krymu) je rozšířeno také vinařství. Karpaty jsou důležitou zásobárnou dřeva. Pro velkou část venkovského obyvatelstva je drobné zemědělství vedlejším zdrojem příjmů.

### Doprava

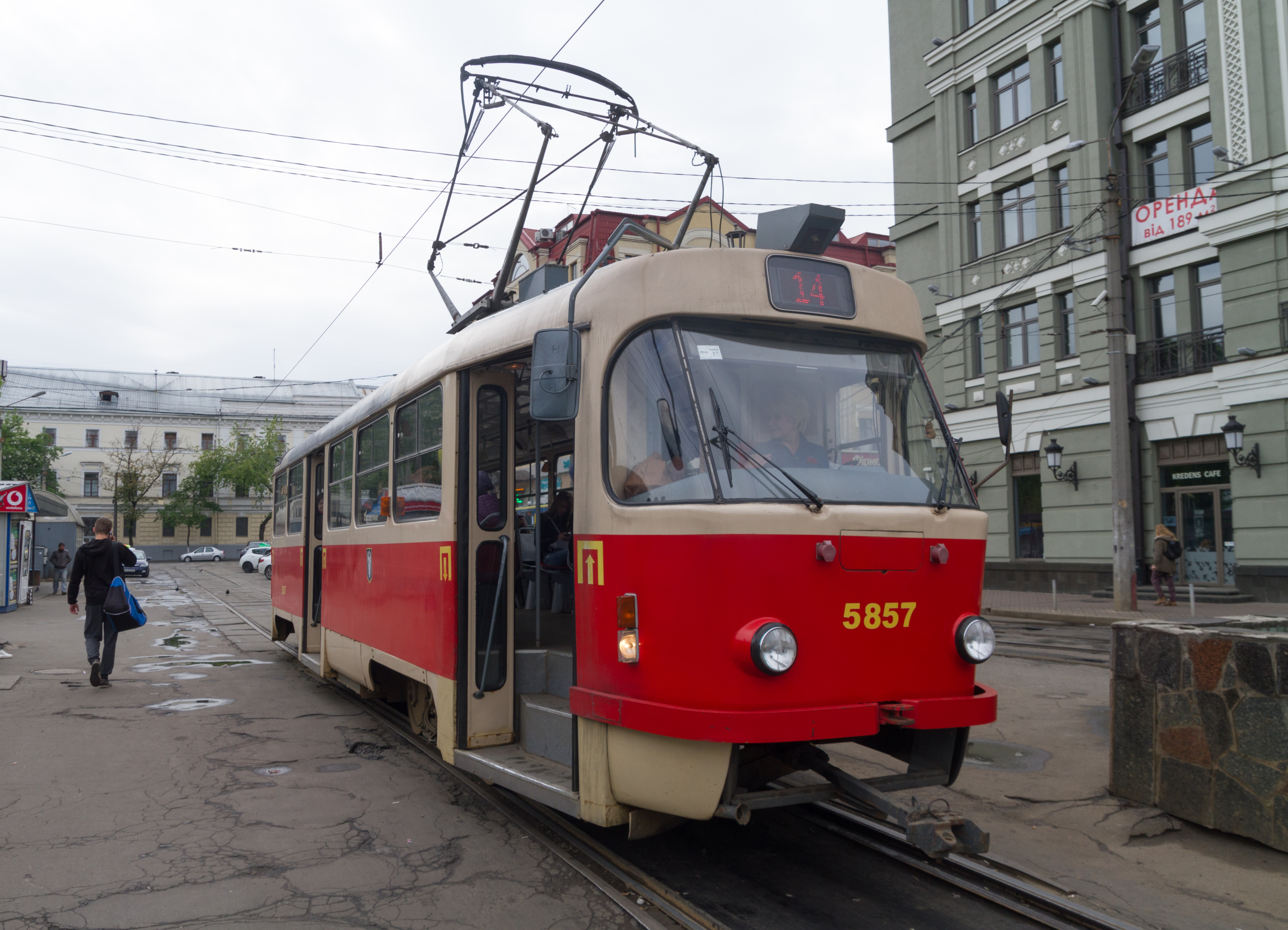
Česká tramvaj Tatra T3 v Kyjevě

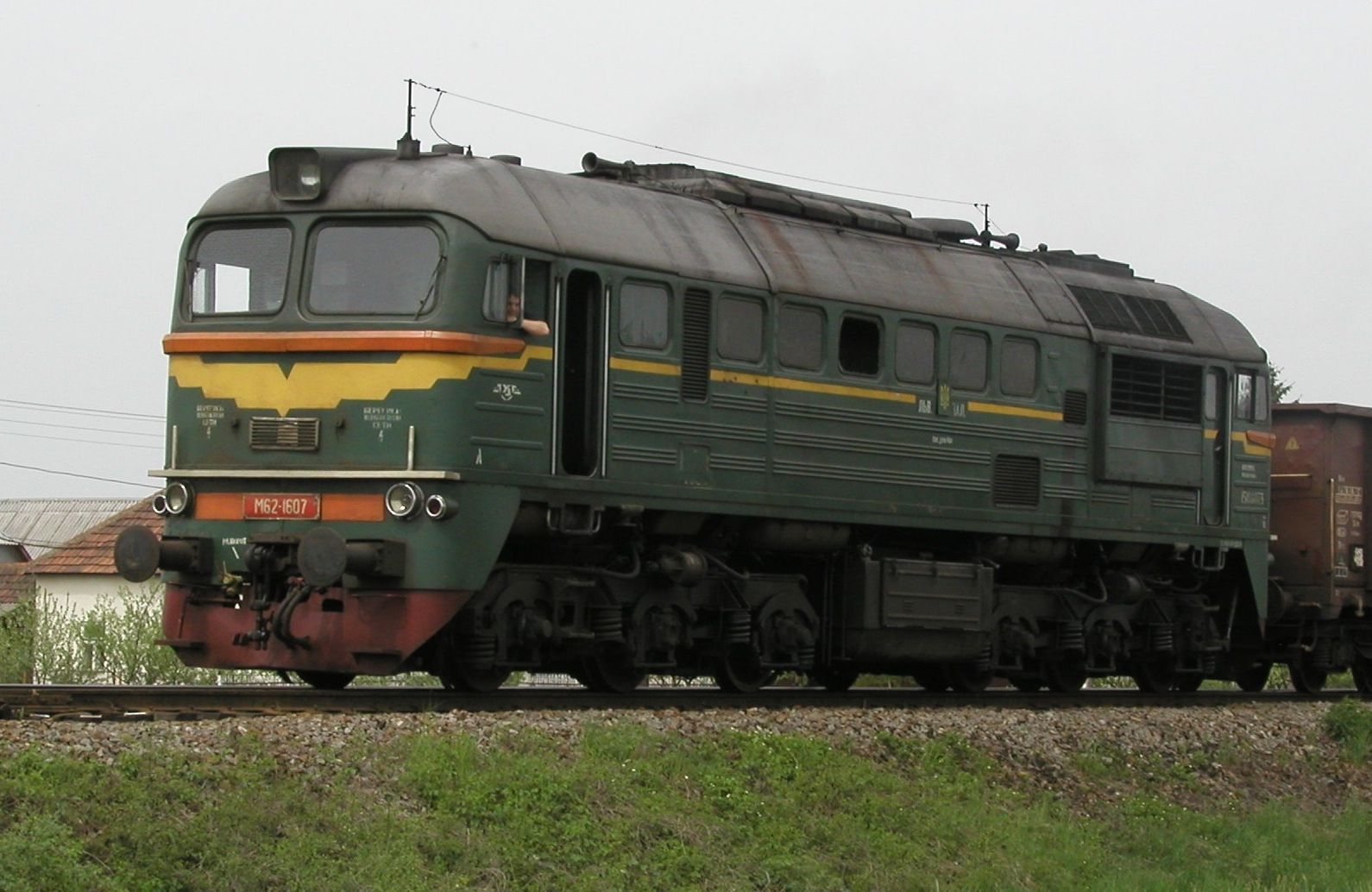
Lokomotiva Sergej ve vesnici Batrad v Zakarpatské oblasti

Rozloha Ukrajiny a její poloha mezi západní Evropou, Ruskem a Černým mořem klade velké nároky na dopravní infrastrukturu. Rozsáhlé investice do dopravních sítí, plánované v souvislosti s pořádáním šampionátu EURO 2012, se v současnosti dostávají do skluzu.
Relativně hustá a kapacitní železniční síť (o širokém rozchodu 1524 mm) čítá 23 300 km tratí, z nichž necelá polovina je elektrifikována. Nejvytíženější a nejlépe udržované tratě vedou ve směru Polsko – Lvov – Šepetivka – Fastiv/Kyjev – Dnipro – Doněck – Rusko a Moskva – Charkov – Záporoží – Krym. Monopolní dopravce Ukrzaliznycja je s 375 000 zaměstnanců jedním z největších podniků v zemi.
V lednu a únoru 2017 probíhá na území kontrolovaném ukrajinskou vládou blokáda železničních a částečně i silničních spojení se separatistickými republikami. Cílem nacionalistických demonstrantů z řad účastníků tzv. protiteroristické operace (ATO) a několika poslanců parlamentu je ochromení dodávek černého uhlí z Donbasu do ukrajinských elektráren a koksáren. Protestují tím proti vysokým cenám elektřiny a proti korupci v zemi. Zároveň však způsobili, že se Ukrajina dostala na pokraj energetického kolapsu, neboť mnoho elektráren pracuje výhradně s vysoce hodnotným antracitem, který se na Ukrajině netěží nikde jinde než na území separatistických republik. Zásoby antracitu by mohly stačit již jen na 40 dní. Předseda vlády Volodymyr Hrojsman proto požádal demonstranty, aby to „s blokádou nepřeháněli“.
Na Ukrajině jsou pouze dvě standardní dálnice; 175 km úsek z Charkova do Dnipra a 18 km část M03 z Kyjeva do Boryspil. Z Kyjeva do Lvova a Oděsy vedou expresní silnice. Individuální automobilismus širokých vrstev obyvatelstva se na Ukrajině ještě nerozmohl tak silně jako v západních zemích.
Přes Ukrajinu vedou důležité převozní ropovody a plynovody z Ruska do střední a západní Evropy, což ji staví do pozice klíčového hráče zejména ve věci tranzitu ruského plynu.

#### Hromadná doprava
Hojně využívána je městská hromadná doprava (MHD), zejména tři fungující systémy metra v Kyjevě, Charkově a Dnipro. Desítky měst mají provozy tramvajové či trolejbusové dopravy. Na Krymu je v provozu dokonce nejdelší trolejbusová trať světa. V několika ukrajinských městech jsou používány tramvaje československé výroby značky Tatra. Kvůli nedostatku financí po rozpadu Sovětského svazu se prudce zpomalil rozvoj klasických sítí MHD; např. bylo neustále odkládáno zahájení provozu metra v Doněcku. Ukrajinská města zaplnily tzv. maršrutky.

#### Letectví
V mnoha velkých městech fungují mezinárodní letiště. Nejvýznamnější je kyjevské Mezinárodní letiště Boryspil v Kyjevě se nachází i menší letiště Kyjev-Žuljany, dále existují mezinárodní letiště ve městech Oděsa, Lvov, Dnipro, Charkov, Ivano-Frankivsk, Užhorod,Černovice, Čerkasy, Vinnycja, Záporoží, Cherson, Rivne, Sumy, Ternopil, Mykolajiv, Simferopol a Sevastopol. Mezinárodní letiště Doněck, které bylo dokončeno krátce před mistrovstvím Evropy ve fotbale 2012, bylo v průběhu války v Donbasu zcela zničeno. Další letiště které bylo zcela zničeno během války je Mezinárodní letiště Luhansk. Národní leteckou společností Ukrajiny jsou Ukraine International Airlines.

#### Námořní doprava
Důležité námořní přístavy se nacházejí v Oděse, Sevastopolu, Kerči a Mariupolu. Lodní doprava je provozována také na řekách Dněpru a Dunaji. V současnosti je říční lodní doprava v důsledku útlumu hospodářské činnosti značně omezena.

### Turismus
Ukrajina je hojně navštěvovanou zemí. Podle údajů z roku 2010 ji navštívilo přes 16 miliónů osob, což byli převážně občané Ruské federace, jejichž cílem byl mj. poloostrov Krym. V roce 2010 se Ukrajina umístila na 8. příčce nejnavštěvovanějších zemí Evropy podle Světové turistické organizace (WTO). V současné době (zejména po zrušení vízové povinnosti) však stoupá i zájem u turistů z EU a USA, kteří sem přijíždějí spíše na „dobrodružnou“, aktivní dovolenou, zatímco pro Rusy je zejména Krym dlouho zavedenou odpočinkovou destinací, kam až do roku 2014 jezdily v létě dlouhé vlaky ze všech koutů Ruska. Od roku 2014 došlo k zásadní změně podmínek turistiky na Krymu.

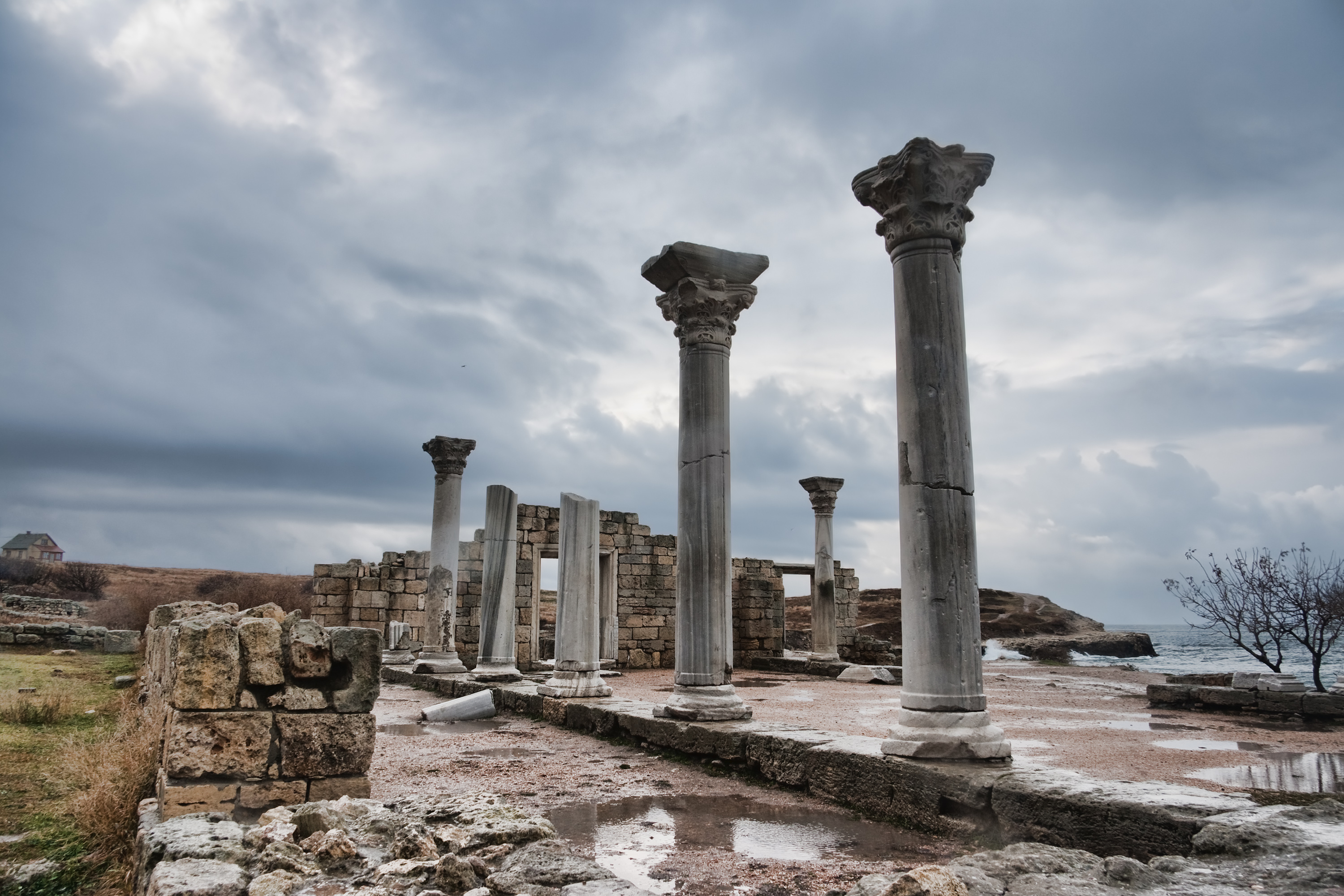
Chersonésos na Krymu

Území Ukrajiny je navštěvováno velmi nerovnoměrně: nejoblíbenější je dlouhodobě Krym s letovisky jako Jalta, Sevastopol či Sudak. Další zavedenou oblastí jsou Karpaty; hory Zakarpatské oblasti se i mezi českými turisty v posledních letech stávají téměř módou. Mezi dalšími cíli je nutno jmenovat Kyjev (s výletními plavbami po Dněpru) a další města s historickými památkami: Lvov, Černovice, Kamenec Podolský, Oděsa, Poltava, Černihiv a další. Naproti tomu „běžné“ oblasti především východní Ukrajiny nejsou vyhledávány prakticky vůbec, což ovšem neznamená, že jsou nezajímavé: například významné poutní místo Svjatohirsk leží přímo v průmyslovém Donbasu.
Na seznam Světového dědictví UNESCO byly zapsány Katedrála svaté Sofie v Kyjevě, Kyjevskopečerská lávra tamtéž, Rezidence bukovinských metropolitů v Černovicích, stavba z dílny českého architekta Josefa Hlávky, karpatské dřevěné chrámy i celé historické centrum města Lvov.
Významnou úlohu v dějinách ukrajinské architektury představuje baroko, hovoří se dokonce o tzv. ukrajinském baroku jako specifické barokní formě, byť velkou roli v jeho rozvoji sehráli italští architekti jako byl Bartolomeo Rastrelli. Krom již jmenovaných památek ho nejčistším způsobem reprezentuje Chrám svatého Ondřeje a Chrám svatého Michala v Kyjevě. Z nesakrálních památek pak například Mariinský palác, v současnosti sídlo ukrajinského prezidenta. Pokusy historismu 19. století ilustruje novobyzantský Chrám svatého Vladimíra a novogotický chrám svatého Mikuláše v Kyjevě. Předmětem zájmu turistů je též středověká Chotynská pevnost, Hrad Kamenec Podolský (dějiště Sienkiewiczova románu Pan Wolodyjowski) nebo Potěmkinovy schody v Oděse proslavené filmem Křižník Potěmkin.

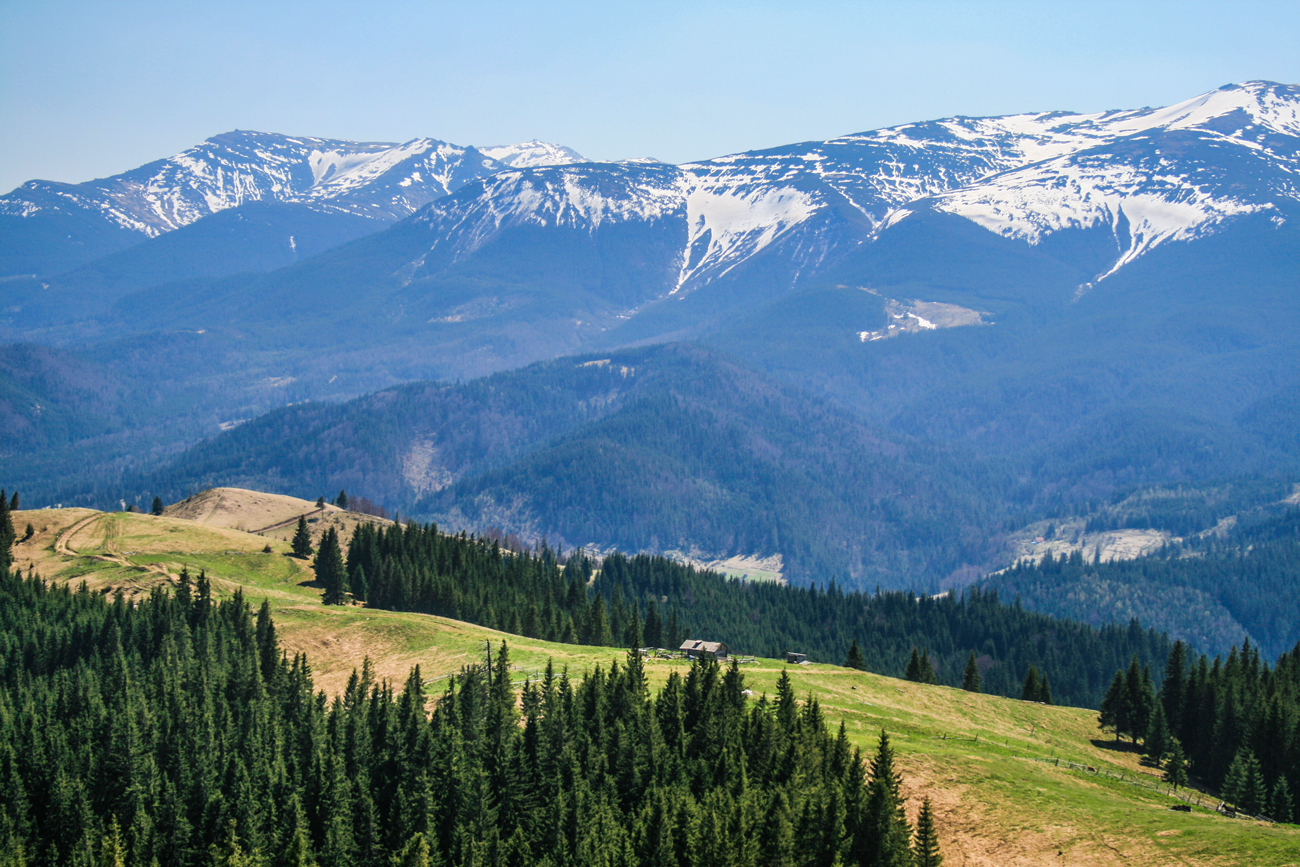
Bývalá Podkarpatská Rus je častým cílem turistů
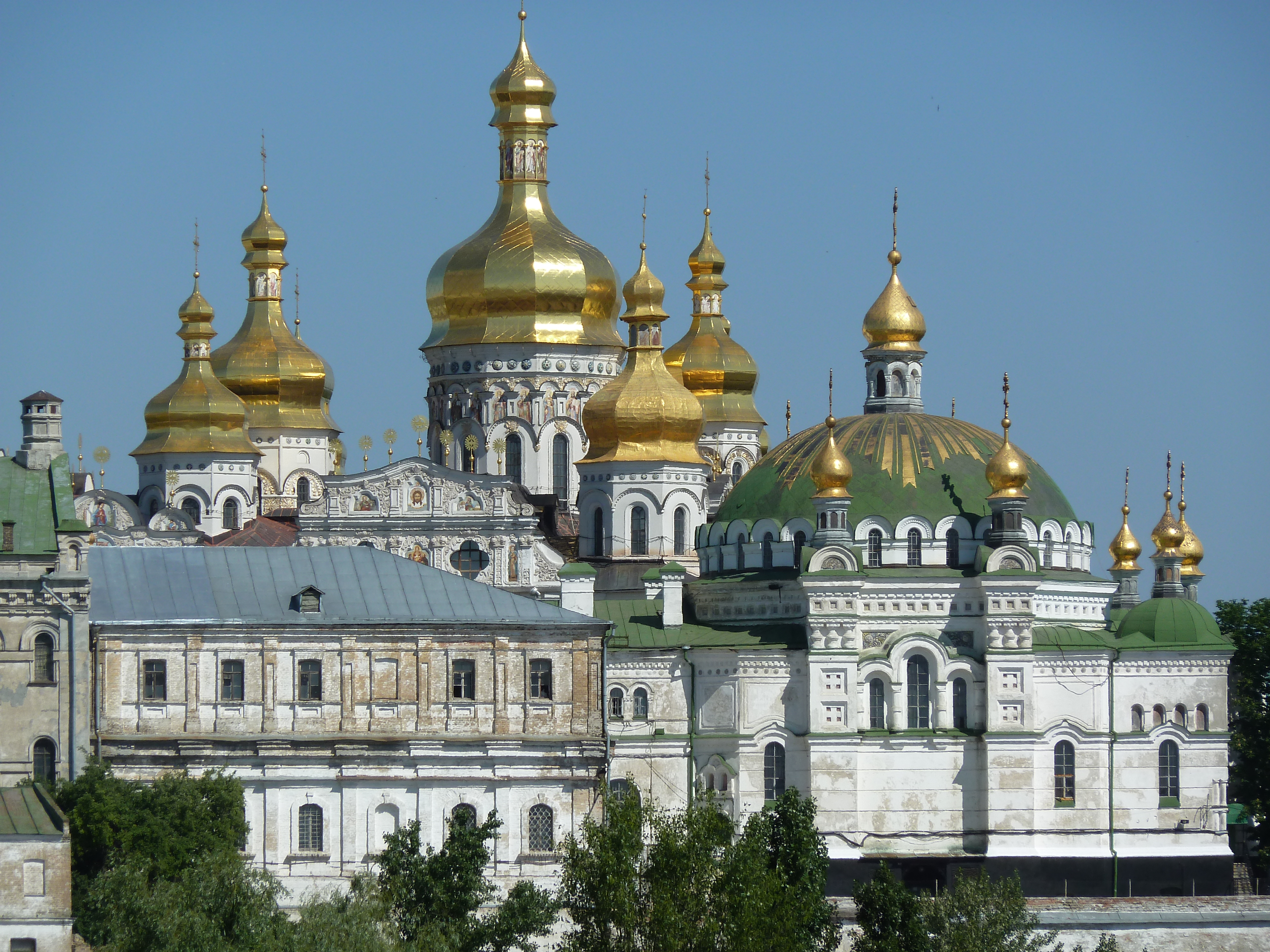
Kyjevskopečerská lávra
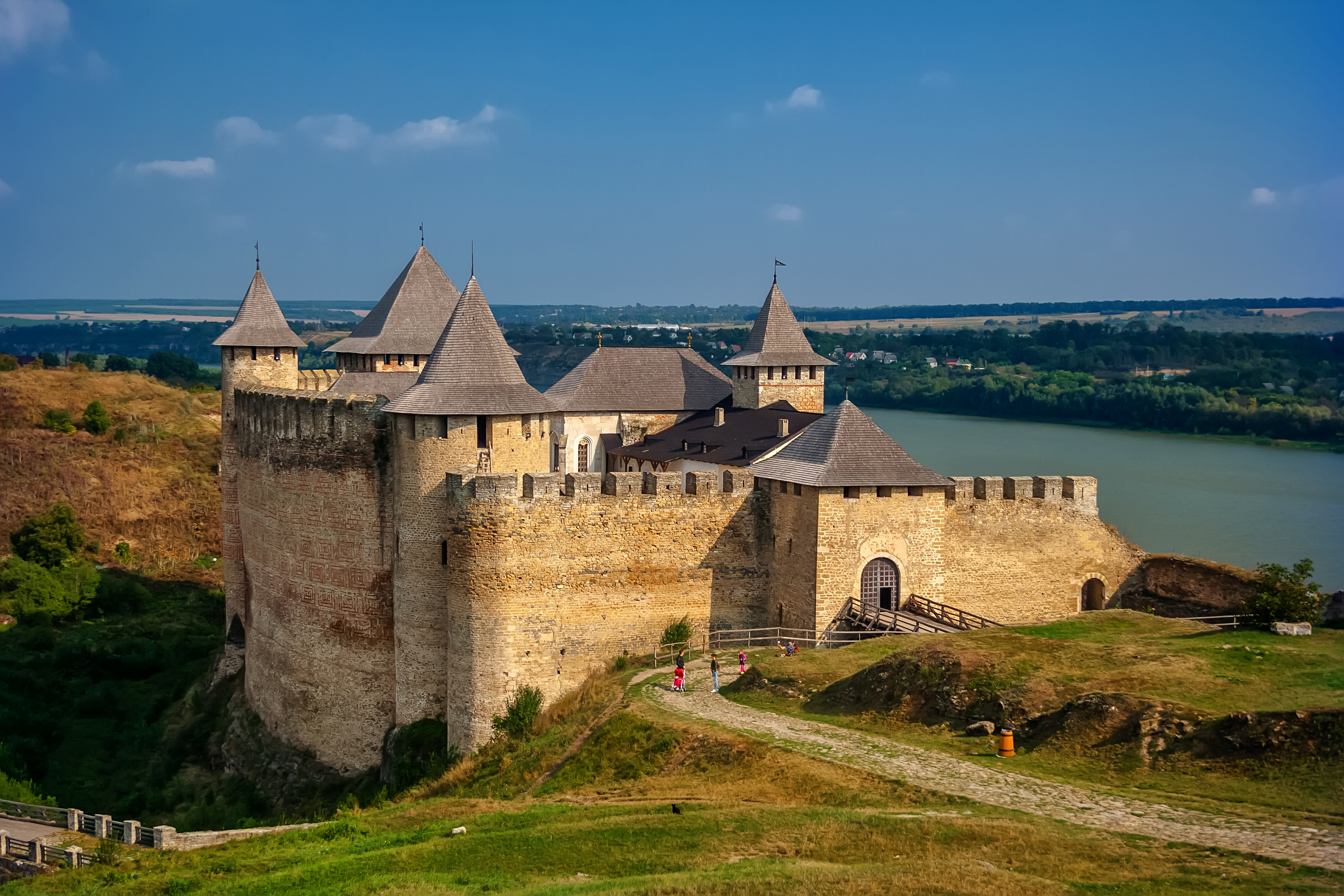
Chotynská pevnost
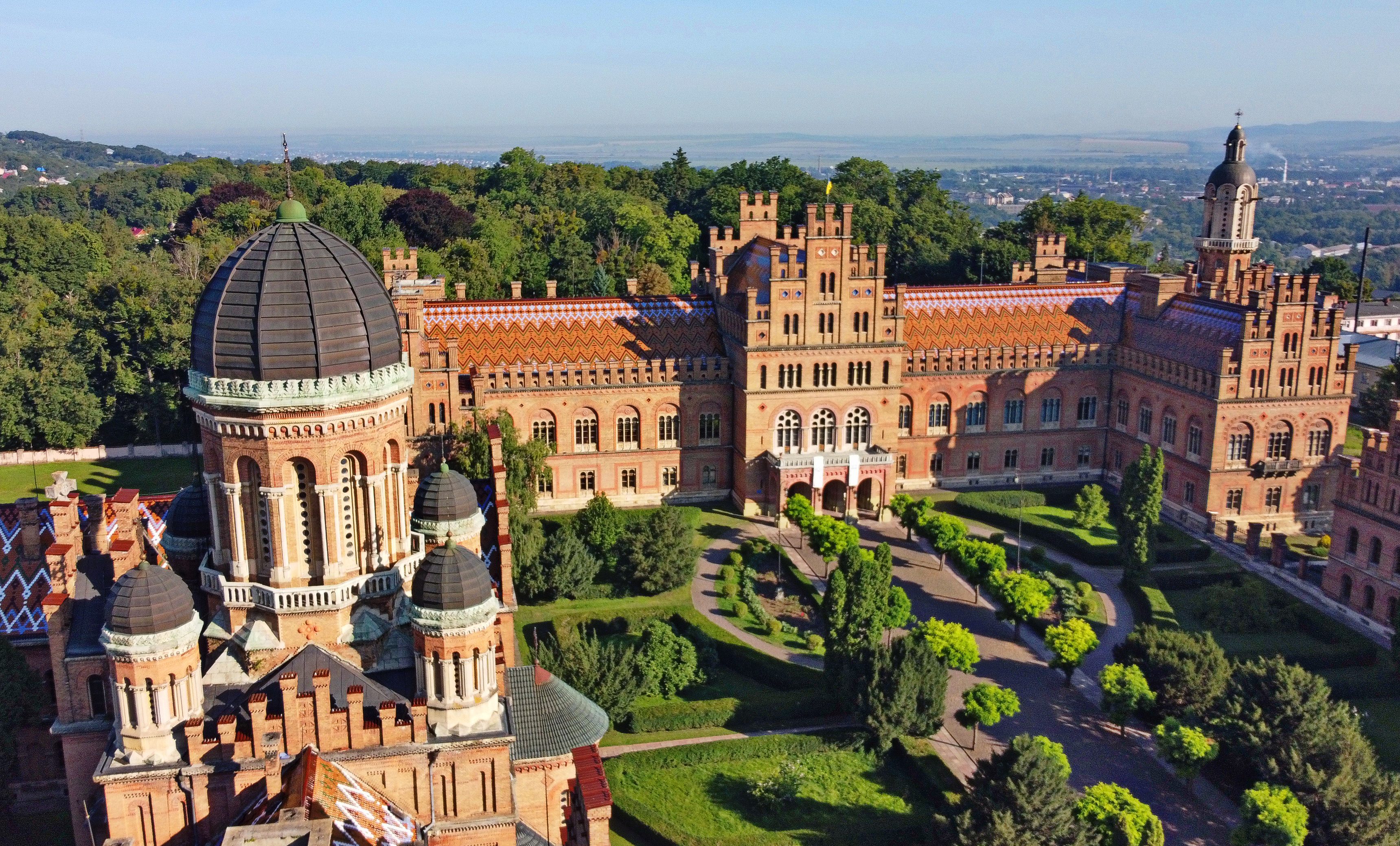
Rezidence bukovinských metropolitů
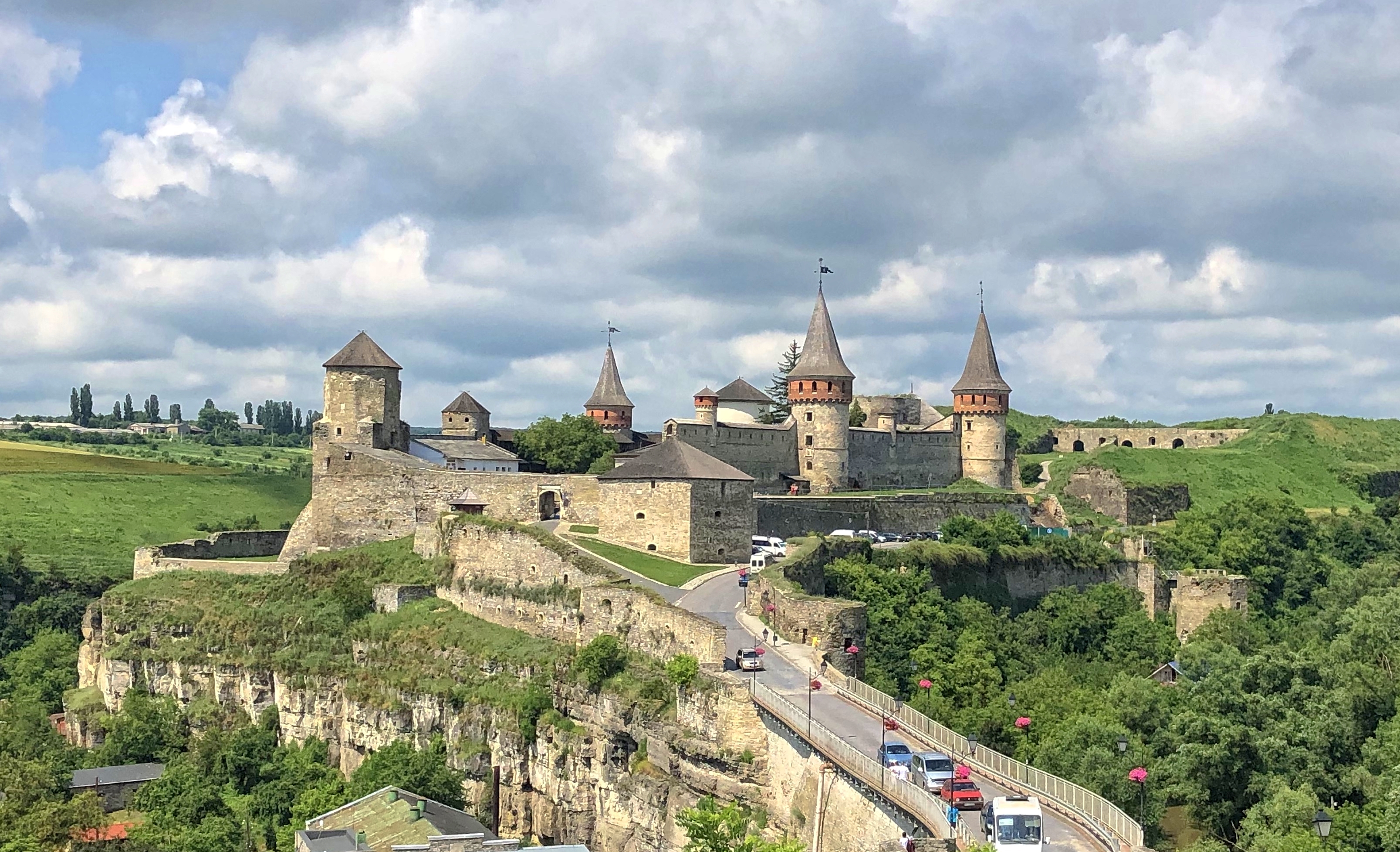
Hrad Kamenec Podolský

V roce 2007 se uskutečnila sledovaná anketa nazvaná Sedm divů Ukrajiny, která hledala nejcennější památky a nejatraktivnější turistické cíle v zemi. Krom pamětihodností výše uvedených se do první sedmičky dostaly i Chersonésos (zaniklá řecká polis na jihozápadním pobřeží Krymu), ostrov Chortycja a arboretum Sofijivka v Umani. Z pamětihodností na Krymu lze vzpomenout též Livadijský palác, kde se konala slavná Jaltská konference.

### Korupce
Velkým problémem Ukrajiny je korupce, jejíž míra je nejvyšší v Evropě. S korupcí se setkalo přes 80 % dotázaných Ukrajinců. Podle šéfa Národního protikorupčního úřadu (NABU) v roce 2016 „šest tisíc soudců podalo raději demisi, než by odkrylo své příjmy a majetky.“ Ukrajina se potýká také se silným klientelismem – provázaností podnikatelů s politiky. Slovenský ekonom Ivan Mikloš, který byl šéfem poradců ukrajinské ministryně financí, v roce 2015 uvedl, že „Podíl majetku padesáti nejbohatších Ukrajinců na ukrajinském HDP je 46 procent.“
V roce 2023 uvedlo 63 % Ukrajinců za druhý největší problém po válce korupci (nízké platy a důchody se umístily až na třetím místě s 46 %).
Nedostatečný boj proti korupci byl jedním z hlavních důvodů pro pozdržení finanční pomoci ze strany MMF. Podle Panamských dokumentů peníze do daňových rájů ukrýval i ukrajinský prezident Porošenko. Začátkem ledna 2018 strávil Porošenko s desítkou příbuzných a přátel týdenní dovolenou na jednom ostrově na Maledivách. Náklady dovolené měly činit půl milionu dolarů (asi 10 milionů korun).

### Měna

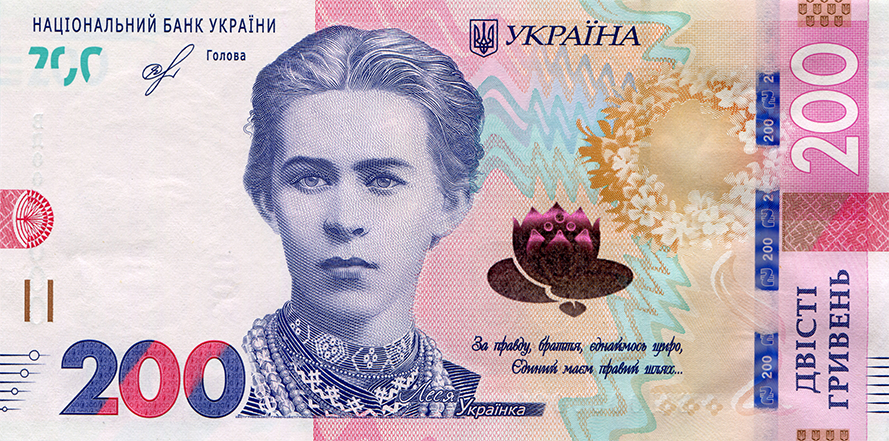
200 Hřiven, rok 2020

Na Ukrajině se platí ukrajinskou hřivnou (ukrajinsky гривня, hryvňa). Dělí se na 100 kopijek (ukrajinsky копійка, kopijka). Její ISO 4217 kód je UAH. Název hřivna měla už měna Kyjevské Rusi v 11. století.
Novodobá hřivna se do oběhu dostala 2. září 1996, kdy nahradila předešlou měnu – ukrajinský karbovanec („kupon“) – která byla dočasnou měnou v období přechodu ze sovětského rublu na ukrajinskou hřivnu (1992–1996). Hřivna vycházela z karbovance v poměru 100 000 karbovanců = 1 hřivna. Karbovanec byl zaveden proto, aby překlenul období hyperinflace a aby nová ukrajinská měna tento problém už neměla. Hned v roce 1992 začaly přípravy na zavedení hřivny – v Kanadě byly vytištěny první bankovky, které až do roku 1996 čekaly na své použití. Tehdejší prezident Ukrajiny podepsal 25. srpna 1996 zákon o zavedení hřivny do oběhu. Karbovanec a hřivna souběžně platily mezi 2. zářím a 16. zářím, od 17. září byla jedinou platnou měnou hřivna a karbovanec přestal existovat. Mince v hodnotě : 1, 2, a 5 kopijok byly staženy z oběhu.
- Mince ukrajinské hřivny mají nominální hodnoty 10, 25, 50 kopijok a 1, 2, 5 a 10 hřiven
- Bankovky ukrajinské hřivny mají nominální hodnoty 1, 2, 5, 10, 20 , 50, 100 , 200 , 500 a 1000 hřiven

## Obyvatelstvo

Vývoj počtu obyvatel Ukrajiny od roku 1950 (počínaje rokem 2014 bez Krymu)

K 1. červenci 2007 měla Ukrajina 46 490 819 obyvatel, z nichž 68 % žilo ve městech. Tradičně byla Ukrajina výrazně venkovskou zemí; v roce 1900 žilo ve městech jenom 14,3 % obyvatel. Během 20. století však počet a podíl městského obyvatelstva výrazně vzrostly. Zatímco východní průmyslové regiony se zalidnily, některé venkovské oblasti především severní a střední Ukrajiny (nejznatelněji Černihivská oblast) mají dnes méně obyvatel než před druhou světovou válkou.[zdroj⁠?!]
V posledních 20 letech počet obyvatel Ukrajiny klesá. Oficiální údaj o počtu obyvatel Ukrajiny k 1. září 2014 byl 42 977 367, avšak bez AR Krym a města Sevastopol. Podle francouzského časopisu Le Monde diplomatique ztratila Ukrajina od roku 1995 zhruba 7 milionů obyvatel. Odhady z roku 2017 hovoří o počtu 42 418 235 obyvatel.
Jednou z příčin poklesu obyvatelstva na Ukrajině je – podobně jako ve většině evropských zemí – nízká porodnost. Na Ukrajině však k ní přistupuje také vysoká úmrtnost a značně negativní migrační saldo. Očekávaná délka života je 67,9 let (62,2 let u mužů, 74 let u žen). Ukrajina mj. vykazuje v rámci Evropy poměrně vysoký podíl lidí nakažených virem HIV (zhruba 1,4 %).

### Národnostní složení
| Etnické složení Ukrajiny                               | Etnické složení Ukrajiny | Etnické složení Ukrajiny | Etnické složení Ukrajiny | Etnické složení Ukrajiny |
| ------------------------------------------------------ | ------------------------ | ------------------------ | ------------------------ | ------------------------ |
|                                                        |                          |                          |                          |                          |
| Ukrajinci                                              | Ukrajinci                |                          | 77,8 %                   | 77,8 %                   |
| Rusové                                                 | Rusové                   |                          | 17,3 %                   | 17,3 %                   |
| Rumuni a Moldavané                                     | Rumuni a Moldavané       |                          | 0.8%                     | 0.8%                     |
| Bělorusové                                             | Bělorusové               |                          | 0.6%                     | 0.6%                     |
| Krymští Tataři                                         | Krymští Tataři           |                          | 0.5%                     | 0.5%                     |
| Bulhaři                                                | Bulhaři                  |                          | 0.4%                     | 0.4%                     |
| Maďaři                                                 | Maďaři                   |                          | 0.3%                     | 0.3%                     |
| Poláci                                                 | Poláci                   |                          | 0.3%                     | 0.3%                     |
| Ostatní                                                | Ostatní                  |                          | 1.7%                     | 1.7%                     |
| Zdroj: Etnické složení populace Ukrajiny, sčítání 2001 |                          |                          |                          |                          |

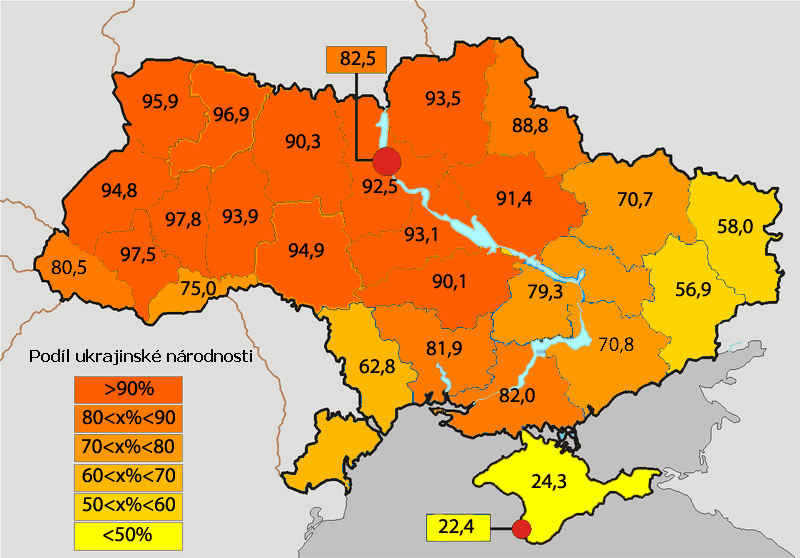
Mapa znázorňující zastoupení ukrajinské národnosti v jednotlivých oblastech Ukrajiny

K ukrajinské národnosti se hlásí 77,8 % obyvatelstva Ukrajiny (2001); kromě Krymu, kde žijí především Rusové (58,5 %), tvoří Ukrajinci ve všech oblastech nadpoloviční většinu; v Haliči, Volyni a Podolí pak jejich podíl přesahuje 90 %. Největší zastoupení Rusů vykazuje oblast Luhanská (39 %), Doněcká (38 %) a Charkovská (26%) na východní Ukrajině. Nejvýznamnější rumunskou menšinu má Bukovina (Černovická oblast). Etnicky nejrozrůzněnějším krajem je Budžak, kde kromě Ukrajinců a Rusů žije 21% menšina besarabských Bulharů a 4% menšina Gagauzů. V Zakarpatské oblasti žije významná maďarská menšina. Karpatští Rusíni (popř. Lemkové, Huculové a další etnické skupiny) nebyli při oficiálním sčítání počítáni za samostatný národ a přihlásili se tedy většinou k ukrajinské národnosti.
Kdysi početná menšina Poláků (např. v roce 1931 63,5 % obyvatel Lvova), v minulosti vládnoucí vrstva na západní Ukrajině, z velké části zanikla během 2. světové a krátce po ní z důvodu volyňského masakru Poláků ukrajinskými nacionalisty z UPA a masovým útěkem Poláků z regionu, a dále v rámci poválečné výměny obyvatelstva mezi SSSR a Polskem. V důsledku holokaustu a později emigrace se snížila i původně početná menšina Židů, kteří v roce 1926 tvořili např. 36,5% obyvatel Oděsy a 27,3% obyvatel Kyjeva.
Na severozápadní Ukrajině dosud žije několik set volyňských Čechů, několik vesnic s převážně českým obyvatelstvem je i na jihu země, např. ve vesnicích Bohemka, Lobanovo a Veselynivka. Před repatriací do Československa v roce 1947 žilo na Volyni 40 000 Čechů v 647 čistě českých i etnicky smíšených obcích. 10 000 volyňských Čechů sloužilo během druhé světové války v 1. čs. armádním sboru, který se podílel na osvobození Československa. V obci Český Malín bylo za války německými vojáky zavražděno 374 volyňských Čechů.
Výsledky

### Jazyky

Ruština je na Ukrajině rodným jazykem pro 29,6 % obyvatel

Na Ukrajině je oficiálně úředním jazykem pouze ukrajinština, přestože jsou zde velké jazykové menšiny, především ty mluvící ruštinou, maďarštinou a rumunštinou. V jihovýchodních oblastech a zejména na Donbasu je ruština velmi rozšířená. V nyní Ruskem anektovaném Krymu je úředním jazykem ruština a také tatarština a ukrajinština.
V důsledku legislativy z roku 2012 bylo umožněno povýšení jazyků, kterými mluví alespoň 10 % obyvatel území, na „regionální jazyk“. Roku 2014 Ukrajinský ústavní soud začal přezkoumávat ústavnost zákona a dne 28. února 2018 označil zákon za protiústavní a zákon byl zrušen. 
Nový jazykový zákon vznikl v roce 2019 a ustanovuje jako jediný oficiální jazyk ukrajinštinu. Podle Rady Evropy se tímto aktem nedaří dosáhnout spravedlivé ochrany jazykových práv menšin.
První vlny ruských osadníků přišly na severovýchodní neobydlené stepi v 16. století. V 18. století osídlili Rusové Krym a jihovýchodní část dnešní Ukrajiny; tato území dobyl ruský stát od Osmanské říše. Od konce 19. století přicházelo z tehdy přelidněných středoruských gubernií množství Rusů na rychle se hospodářsky rozvíjející území Donbasu.
Za carského Ruska byla Ukrajina vystavena rusifikační politice, která pokračovala ve značné míře i v éře SSSR. Pro významnou část ukrajinských občanů není ukrajinština jejich rodným jazykem: při oficiálním sčítání lidu v roce 2001 uvedlo za svůj rodný jazyk ukrajinštinu 67,5 % obyvatel Ukrajiny, resp. 85,2 % lidí považujících se za Ukrajince – zhruba 15 % Ukrajinců tedy nehovoří ukrajinsky jako rodným jazykem. Ruština je rodným jazykem 29,6 % obyvatel, z nichž necelé dvě třetiny tvoří etničtí Rusové; rusky hovoří také většina ukrajinských Bělorusů a Židů. Svůj rodný jazyk si také udržují ukrajinští Rumuni, Maďaři a Krymští Tataři. Většina obyvatel ovládá na dobré úrovni ukrajinštinu či ruštinu.
Užívání ukrajinštiny převažuje v západních, severních a středních oblastech. Ruština je přibližně polovinou obyvatel užívána na jihu, na východě (na Donbase, v Charkově) je dominantním jazykem. Vyučování v ruštině na středních školách bylo omezeno novelou školského zákona z roku 2017. Dalším používaným jazykem je suržyk, směs převážně ukrajinské gramatiky a ruské slovní zásoby. Rozšířen je zejména na severovýchodě země.

### Náboženství

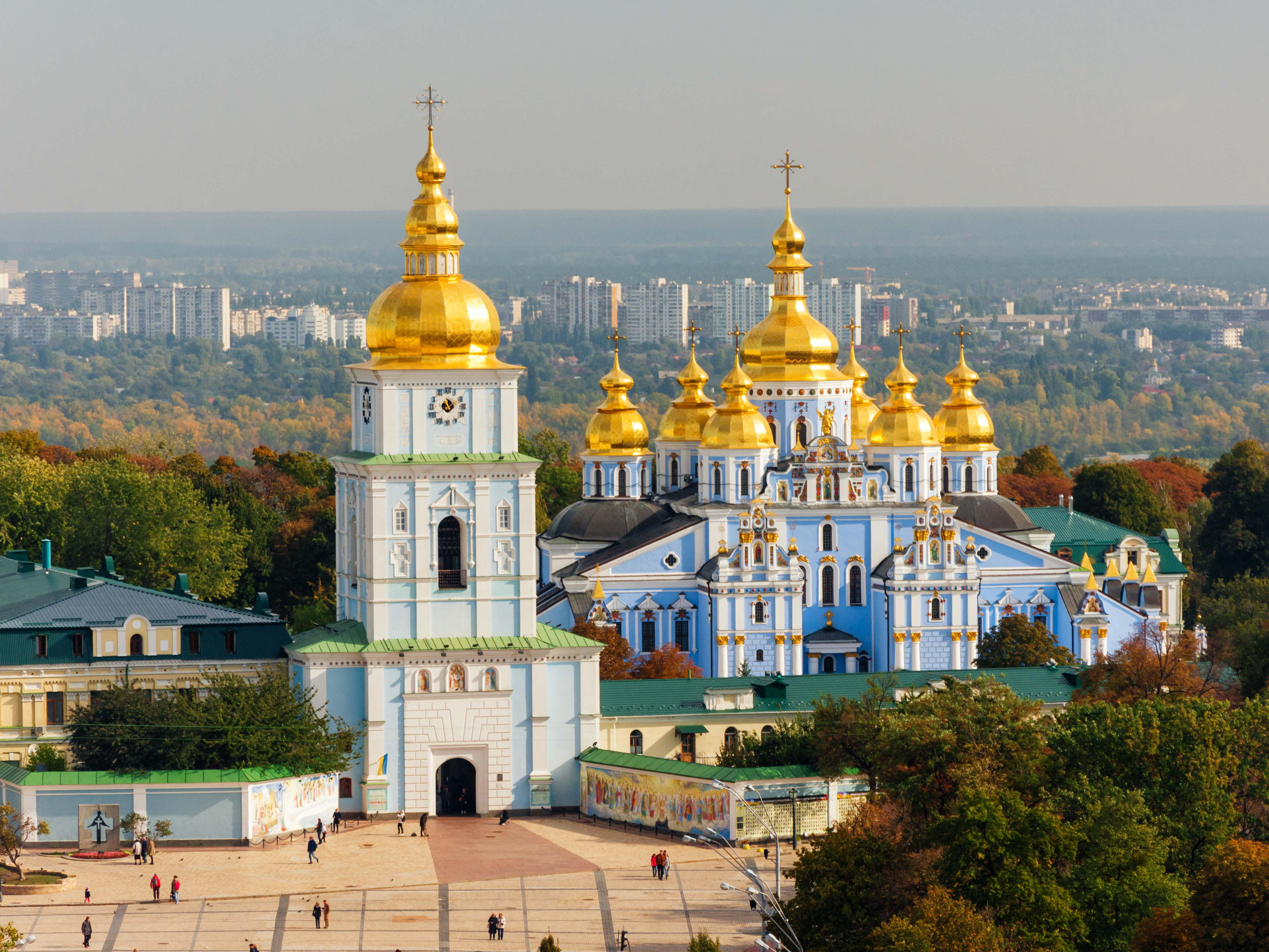
Chrám sv. Michala v Kyjevě, obnovený roku 1999

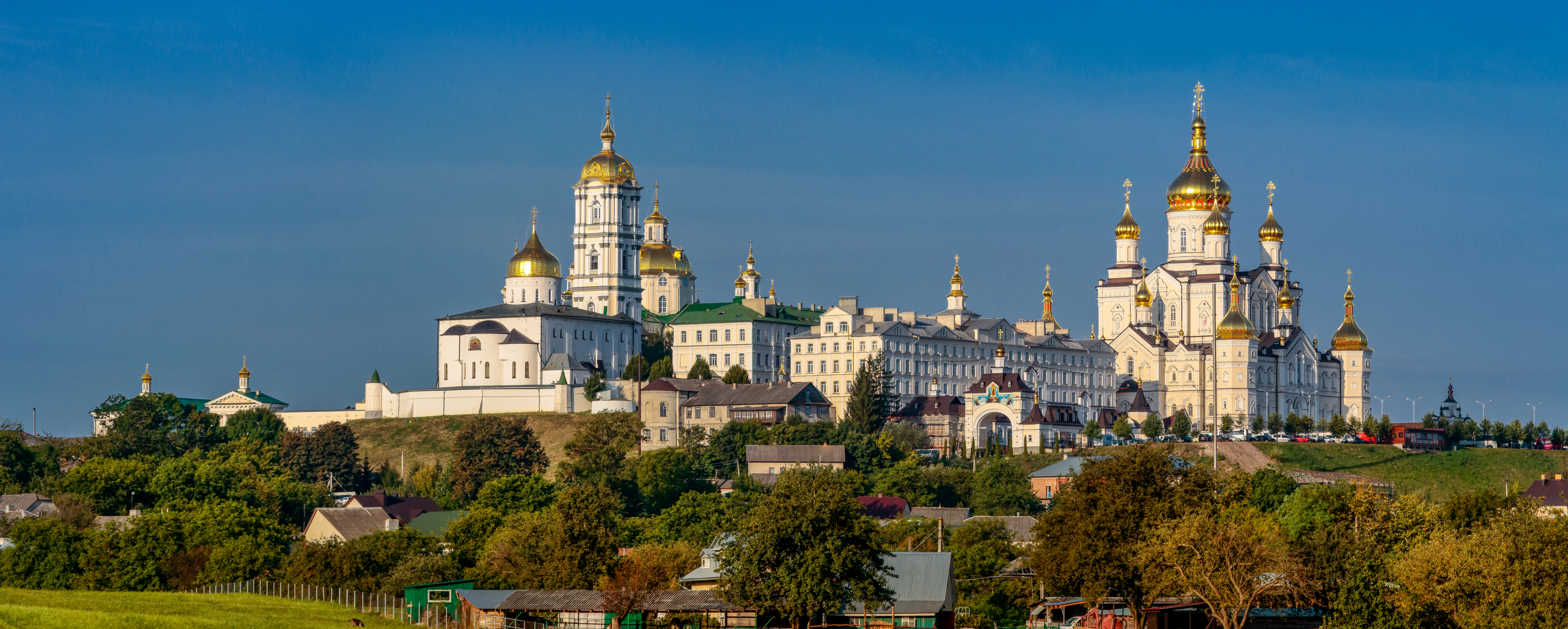
Počajivská lávra je největším poutním místem západní Ukrajiny

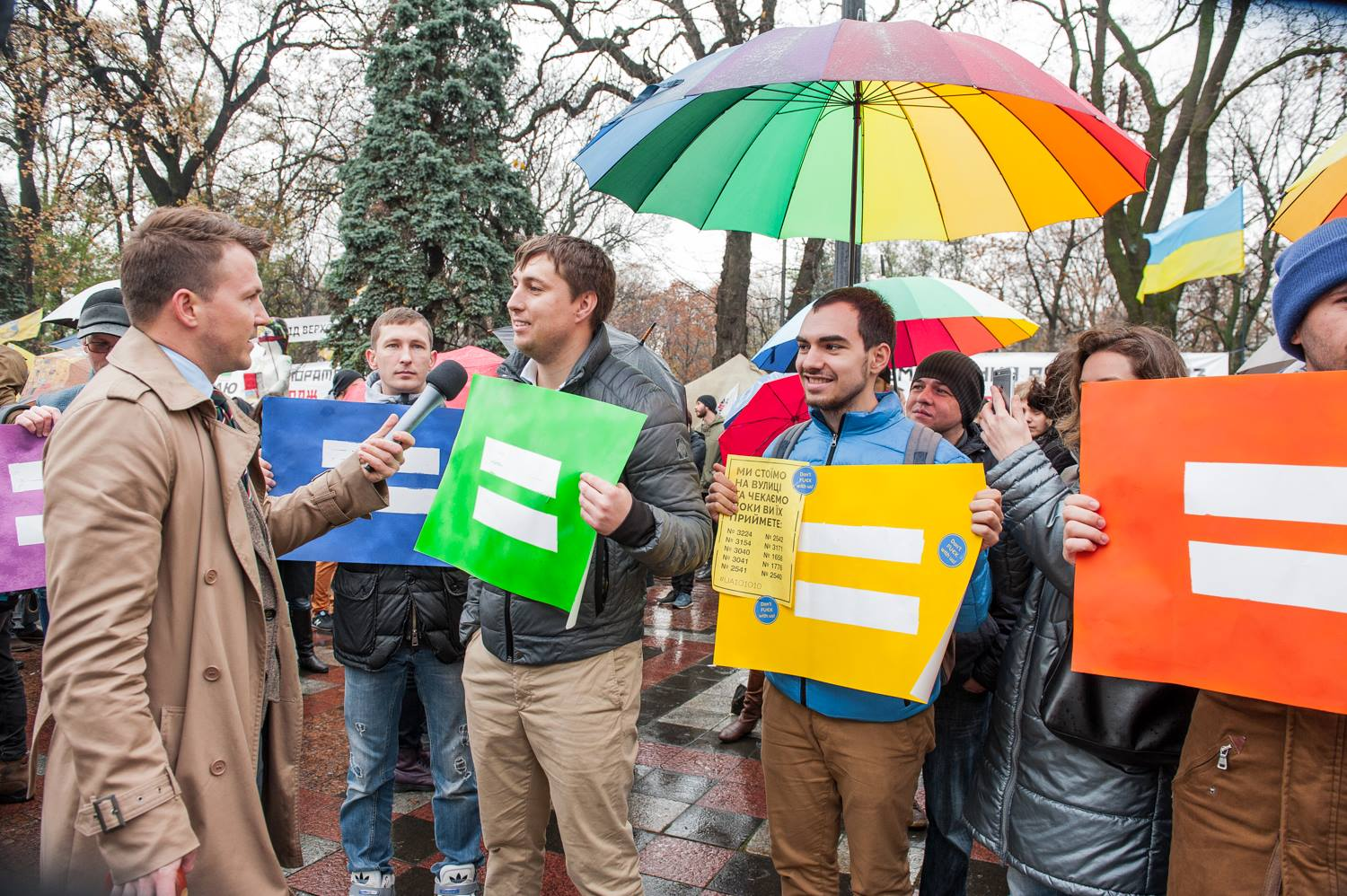
Manifest na podporu rovných pracovních příležitostí před ukrajinským parlamentem (2015)

Více nábožensky založen je západ země, zatímco v průmyslových oblastech, zejména na Donbasu, má silnou pozici ateismus. Převládajícím náboženstvím je pravoslavné křesťanství; část pravoslavných se hlásí k Kyjevský patriarchát (asi 2–3 miliony), část uznává Moskevský patriarchát (asi 6–7 milionů); kromě toho zde působí na západě země též Ukrajinská autokefální pravoslavná církev (asi 1,5–2 miliony věřících – spolu s ukrajinskou řeckokatolickou církví patří, už historicky, k největším podporovatelům ukrajinské svébytnosti). Na západě země, zejména v Haliči, převládá řeckokatolické vyznání (Ukrajinská řeckokatolická církev), v některých oblastech jsou výraznější menšinou též římští katolíci, kteří celkem tvoří 0,8 % ukrajinských věřících. Po pádu protináboženského režimu SSSR bylo opraveno či znovu postaveno množství kostelů a poutních míst, z nichž nejznámější je Kyjevskopečerská lávra.
V prosinci 2018 došlo z iniciativy ukrajinského prezidenta Porošenka ke sjednocení tří pravoslavných církví působících na Ukrajině v jedinou Pravoslavnou církev Ukrajiny, s čímž nesouhlasil Moskevský patriarchát, který disponuje největším počtem kostelů. V reakci na to agenti tajné služby SBU provedli v klášterech a budovách patřících Moskevskému patriarchátu razie a domovní prohlídky.
Menšinovými náboženstvími, která však obě mají na Ukrajině dlouhou tradici, jsou judaismus a islám. Židovství bylo od středověku rozšířeno po celé Ukrajině; kraj Podolí se v 18. století stal ohniskem chasidského hnutí. Dnes však tvoří židé jen několik desetin procenta obyvatel země a většina synagóg a jiných židovských památek již neexistuje.
Centrem Islámu na Ukrajině je Krymský poloostrov, jenž byl po staletí osídlen Tatary, resp. Krymskými Tatary, kteří se sem od konce 20. století vracejí ze středoasijského vyhnanství. Islám vyznává něco přes 1 % obyvatel Ukrajiny.
LGBT práva na Ukrajině nejsou ze strany většiny Ukrajinců akceptovaná. Odlišná sexuální orientace nebo genderová identita na Ukrajině stále velkým tabu. Většina Ukrajinců se otevřeně hlásí k Pravoslavné nebo Katolické církvi, a homosexualitu nebo netradiční genderové role považuje za nemorální.

#### Celkové statistiky z roku 2018
Pravoslavná církev 67,3 %
Řeckokatolická církev 9,4 %
Římskokatolická církev 0,8 %
Ostatní křesťanská vyznání 7,7 %
Protestantské církve 2,2 %
Nezařazení věřící 11 %
Židé 0,4 %
Buddhisté 0,1 %
Hinduisté 0,1 %
Pohané 0,1 %
Ostatní náboženství 0,1 %
Neodpovědělo 0,9 %

## Vzdělávací systém

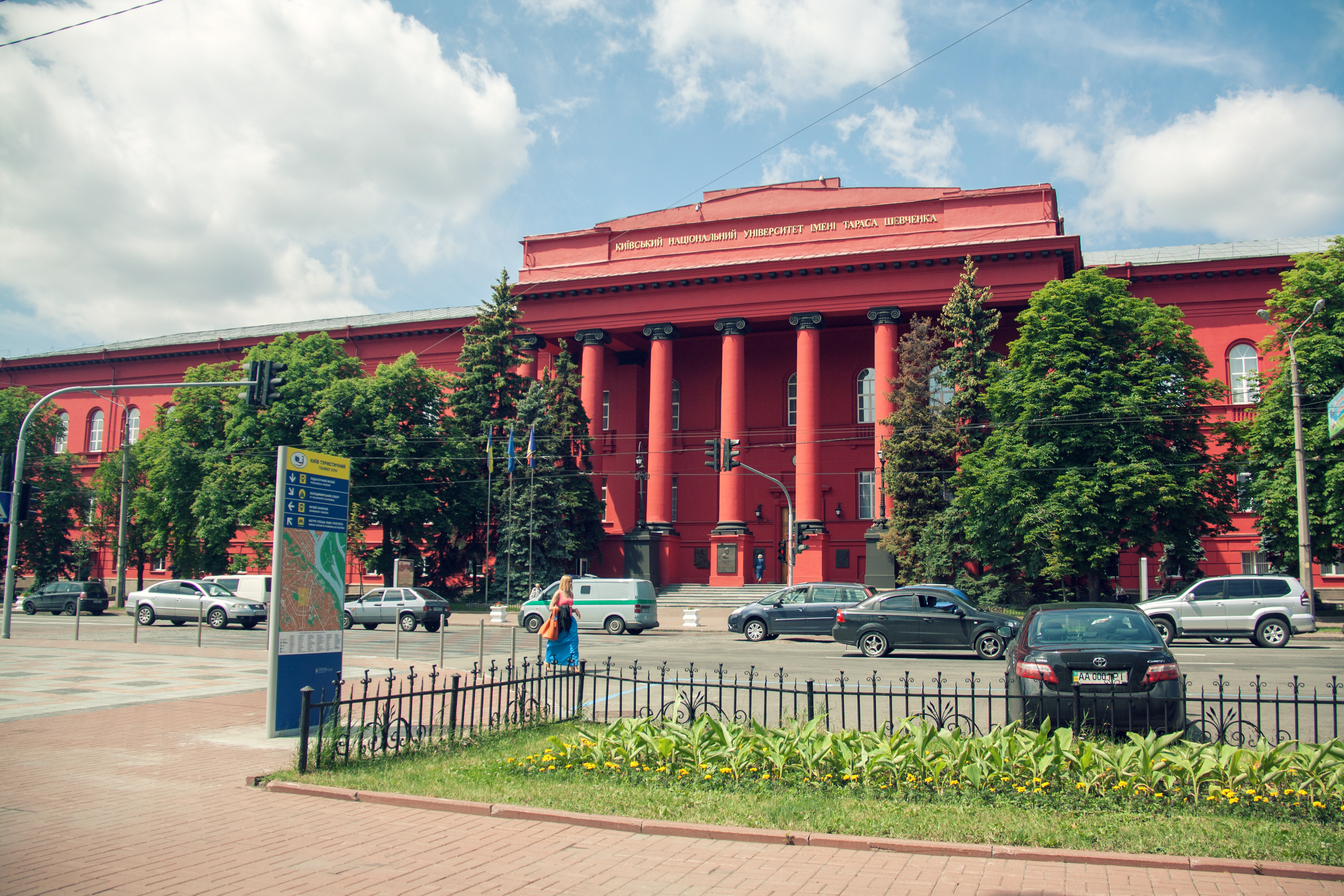
Kyjevská univerzita

Zděděným úspěchem sovětské politiky všeobecného přístupu ke vzdělání je téměř stoprocentní míra gramotnosti v postsovětských státech; na Ukrajině dnes činí 99,4 % a je tak jednou z nejvyšších na světě. Povinné primární a sekundární vzdělání začíná v 6. roce věku dítěte a trvá 12 let: základní trvá čtyři roky, střední sekundární pět let a vyšší sekundární vzdělání pak tři roky. Existují zde tzv. všeobecně vzdělávací školy, kde lze získat jak základní, tak středoškolské vzdělání. Známkování na středních školách má dvanáct stupňů, lze jej převést na pětibodovou škálu, kde 5 je nejvyšší hodnocení (12=5+, 11=5, 10=5-, atd.).
Po Rusku, Británii a Francii má Ukrajina nejvyšší počet absolventů vysokých škol v Evropě. V zemi funguje několik desítek všeobecných, technických, pedagogických či lékařských univerzit. Nejstarší vysokou školou ve východní Evropě byla Ostrožská akademie (založena 1576), následovala Kyjevsko-mohyljanská akademie a Lvovská univerzita. Většina škol je veřejná, největší soukromou vysokou školou je Mezioblastní akademie personálního managementu. Univerzitní vzdělání je v současnosti reformováno a v rámci tzv. Boloňského procesu je zaváděn bakalářský a magisterský titul; tyto postupně vytěsňují dřívější titul spiecialista.

## Kultura
První umělecká díla nalezená na Ukrajině, např. petroglyfy, obětní kameny, artefakty z období Gravettien nebo z období tripolské kultury, kamenné skulptury z 3. tis. př. n. l., pocházejí z pravěku. Z 2. až 5. století pocházejí artefakty černjachovské kultury. V řece Zbruč byl nalezen Zbručský idol, kamenná stéla z 10. století. Významnými stavební památkami jsou chrámy, např. katedrála svaté Sofie (z 11. století) v Kyjevě, stavební památky ukrajinského baroka nebo dřevěné sakrální stavby.

### Tradice

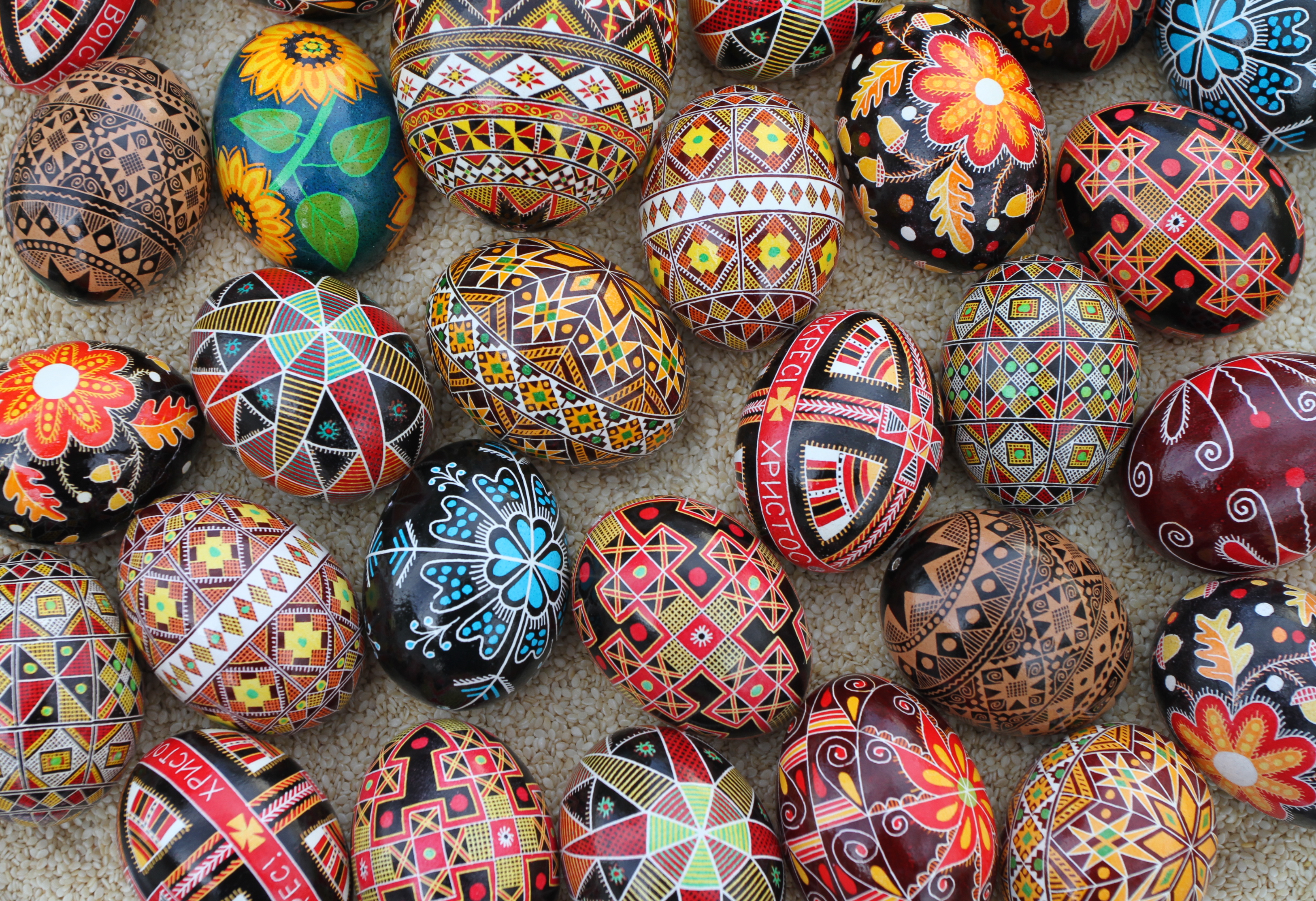
Ukrajinská velikonoční vejce

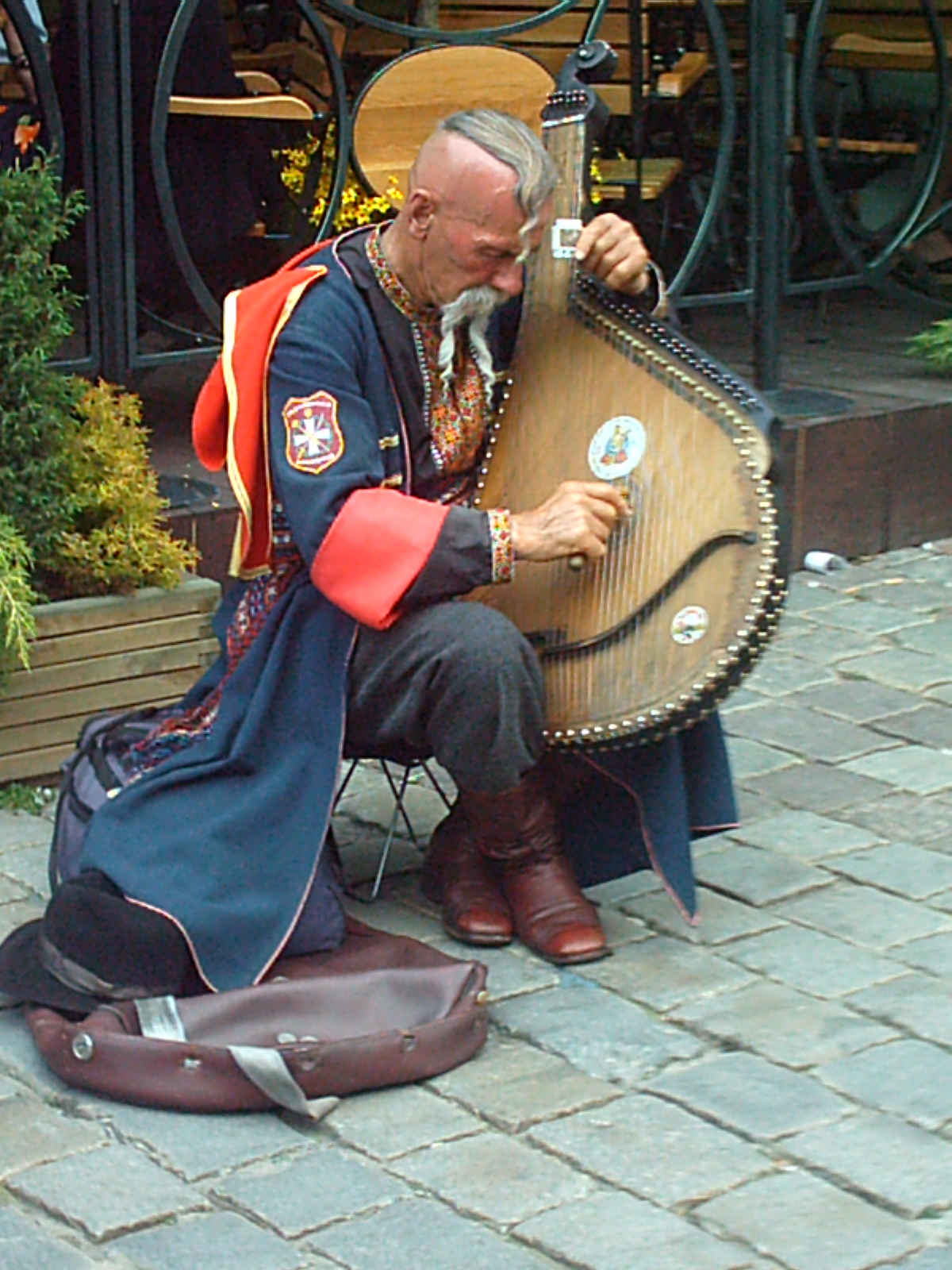
Ostap Kindračuk v tradičním kroji kobzara, kozáckého barda, hrající na banduru

Ukrajinská kultura vyrůstá z křesťanských tradic, především z pravoslaví, ale také z řeckého katolictví. Z dob Kyjevské Rusi má společné kořeny s běloruskou a ruskou kulturou; ruský vliv je v ukrajinské kultuře trvale a silně přítomný. Významný je také přínos někdejší početné židovské menšiny (na Ukrajině se mj. zrodilo chasidské hnutí) a muslimů zejména na Krymu. V době polské nadvlády na pravobřežní Ukrajině se hojně prosazovaly polské vlivy, které jsou patrny např. v ukrajinské slovní zásobě.
Velikonoce se v ukrajinštině nazývají velykdeň, pascha či paska a jsou stejně jako Vánoce slaveny dle juliánského kalendáře, tj. později než v západní Evropě. Velmi populární je barvení kraslic (pysanky), kterému se v západoukrajinské Kolomyji věnuje unikátní muzeum.
I v současnosti je živý ukrajinský folklór; bylo obnoveno mnoho venkovských slavností, existují soubory lidových písní a tanců; prvky písňového folklóru ve výrazné míře pronikají i do současné ukrajinské pop-music. K typickým ukrajinským lidovým nástrojům patří bandura, kobza nebo torban. Typickou součástí ukrajinského lidového kroje je košile vyšyvanka. Někteří Ukrajinci dnes dávají prostřednictvím vyšyvanky nošené na veřejných akcích najevo svůj patriotismus, zvlášť v návaznosti na probíhající separatistickou válku na východě Ukrajiny. Podobným symbolem je pokrývka hlavy zvaná ukrajinský vinok. Za národní tanec je často označován lidový tanec hopak. Původně šlo o mužský bojový tanec, který vznikl mezi Záporožskými kozáky. Velmi typické jsou pro něj vysoké skoky tanečníků s doširoka roztaženýma nohama.
Poté, co byl v ruské části Ukrajiny v 19. století vydán zákaz používání ukrajinštiny, přesunuly se emancipační snahy ukrajinských spisovatelů a politiků do liberálnější habsburské části země – Haliče a Bukoviny. Ani 20. století ovšem nepřineslo ukrajinské kultuře příznivé prostředí, neboť rusifikace probíhala i v éře SSSR (do roku 1991). Proto jsou národní otázky v současném ukrajinském umění stále živé.

### Literatura

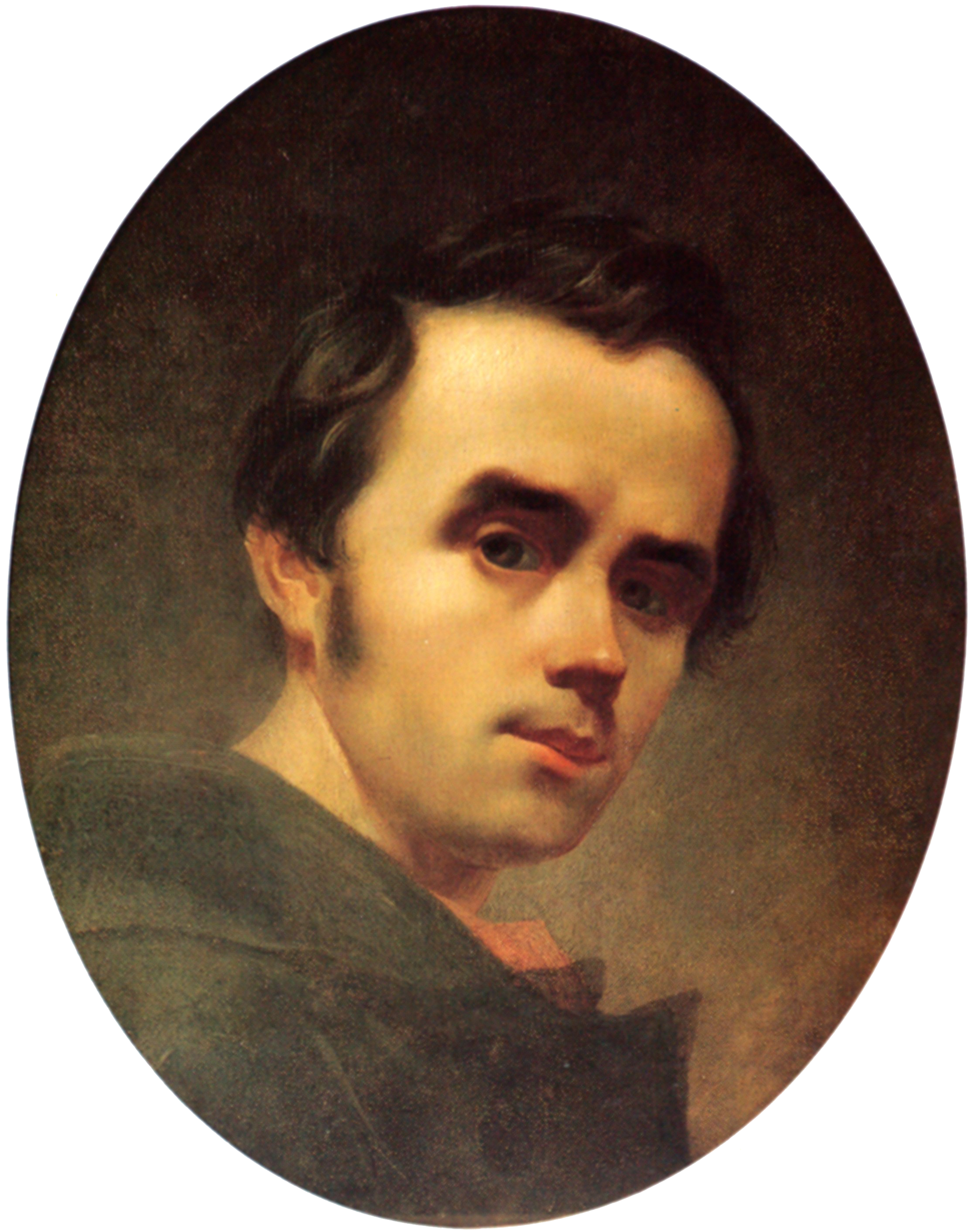
Taras Ševčenko

### Hudba

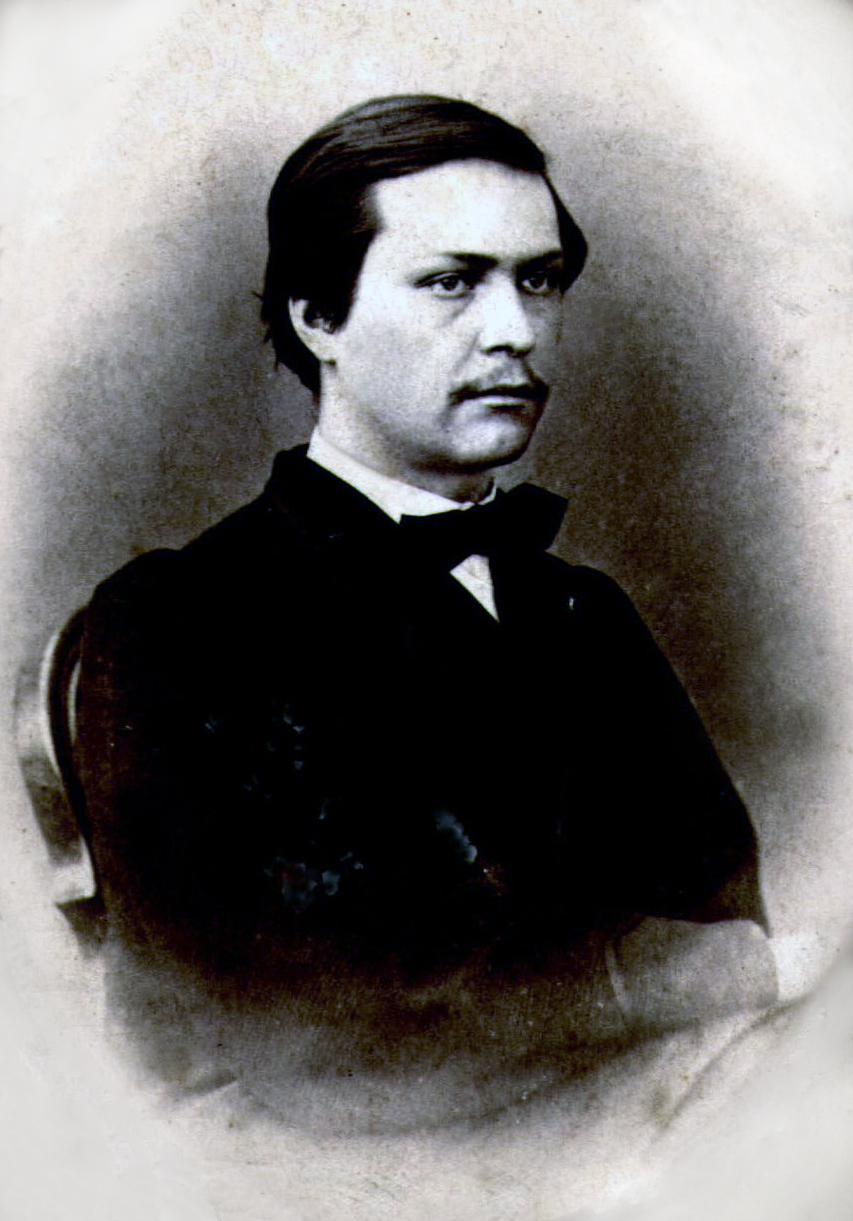
Mykola Lysenko

Zakladateli tradice klasické hudby na Ukrajině byly v 18. století Maxim Sozontovič Berezovskij a Dmytro Bortňanskyj. V poslední třetině 19. století začala vznikat na základě mezinárodních podnětů a tradice lidového a pololidového hudebního divadla ukrajinská škola opery. Nejstarší živou součástí ukrajinského repertoáru je Záporožec za Dunajem Semena Hulaka-Artemovského z roku 1863. Za vlastního zakladatele ukrajinské opery je považován Mykola Lysenko, který jí svými díly (Natalka Poltavka, Taras Bulba) vtiskl folklórní ráz. Nejslavnějším skladatelem narozeným na území dnešní Ukrajiny je Sergej Prokofjev. Kyjevským rodákem byl rovněž Reinhold Glier. Mykola Leontovyč adaptoval řadu lidových písní a právě díky němu ukrajinská koleda Ščedryk pronikla do anglicky mluvícího světa pod názvem Carol of the Bells. Modernistické tendence do ukrajinské hudby vnášel Borys Ljatošynskyj, postmoderní pak Valentyn Sylvestrov. Isaak Osipovič Dunajevskij proslul především jako autor filmové hudby.
Na Ukrajině se narodila i řada legendárních interpretů vážné hudby: klavíristé Vladimir Horowitz, Svjatoslav Richter a Alexander Siloti, nebo houslisté David Oistrach a Isaac Stern.
Ve druhé polovině 20: století se rozvinul i ukrajinský pop a rock. Ukrajinská zpěvačka Ruslana v roce 2004 vyhrála Eurovision Song Contest s písní Wild Dances. V roce 2016 se její úspěch podařilo zopakovat zpěvaččce Džamale, která cenu Eurovize vyhrála s písní 1944. Ta byla věnována krymským Tatarům deportovaným sovětským režimem za druhé světové války, což vyvolalo protesty Ruska. Ukrajina díky těmto dvěma vítězstvím hostila Eurovision Song Contest 2005 a Eurovision Song Contest 2017. Z rockových uskupení patří k nejpopulárnějším kapely Okean Elzy nebo Vopli Vidopljasova.
Na Ukrajině se narodili rovněž významní baletní umělci Vaslav Nijinsky a Serge Lifar.

### Výtvarné umění
Mezi výtvarná díla ukrajinské kultury se řadí náboženské obrazy zvané ikony a iluminované rukopisy. 

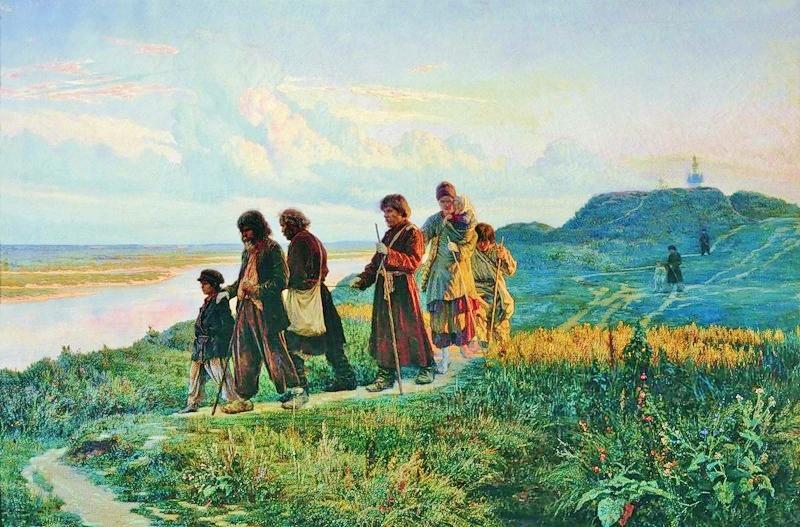
Mykola Jarošenko: Slepci (1879)

V Kyjevě se narodil avantgardní sochař Olexandr Porfyrovyč Archypenko. Ke známým sochařům patří Mykola Šmaťko. Na Ukrajině se narodilo mnoho malířů, kteří splynuli s ruským kulturním prostorem jako Ilja Repin, Vladimir Borovikovskij, Dmitrij Grigorjevič Levickij, Mykola Jarošenko, Vladimir Tatlin, Kazimir Malevič, David Burljuk, krajinář Archip Kuindži či představitel socialistického realismu a autor známého Leninova obrazu Isaak Brodskij. V Oděse se narodila Sonia Delaunay působící ve posléze Francii, v Charkově Sergei Svatčenko působící v Dánsku. Významnou malířkou a sochařkou ruského původu byla Marija Baškircevová. Naivismus, jemuž se poklonil i Pablo Picasso, reprezentovala Marija Prymačenková. Svéráznou performerkou ruského původu, využívající především písek, je Ksenija Simonova.
Nejvýznamnější sbírkovou a výstavní institucí na Ukrajině je Národní umělecké muzeum Ukrajiny. Muzeum sídlí v kyjevské budově z roku 1899, postavené v neoklasicistním stylu (ulice Mychajla Hruševského číslo 6). K iniciátorům vzniku muzea patřil mj. i Čech a zakladatel ukrajinské archeologie Čeněk Chvojka. Muzeum schraňuje více než 20 000 uměleckých předmětů od středověkých ikon přes díla realistů 19. století až k obrazům ruské avantgardy, včetně řady děl Kazimira Maleviče.

### Film

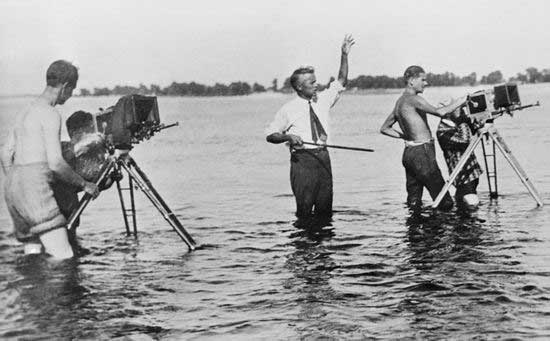
Olexandr Dovženko roku 1932

Významnými filmovými režiséry z časů Sovětského svazu byli Olexandr Dovženko a Serhij (Sergej) Bondarčuk. Dovženko se proslavil ve světě zejména snímkem Země z roku 1930, který byl v Sovětském svazu zakázán. Bondarčuk získal Zlatý glóbus i Oscara za nejlepší cizojazyčný film za snímek Vojna a mír (1968). Ukrajina dnes vede bitvu o to, aby tito legendární umělci, kteří se prosadili logicky hlavně v Moskvě, byli vnímáni jako Ukrajinci. V Kyjevě se narodil také režisér Anatole Litvak. Larisa Šepiťková získala Zlatého medvěda na Berlinale. Svébytný styl rozvinula režisérka Kira Muratovová. V desátých letech 21. století získalo ohlas dílo původně dokumentaristy Sergeje Loznici, již dvakrát oceněné v Cannes. Na Ukrajině natočil svá nejslavnější díla i dokumentarista Dziga Vertov.
Z modelingu odstartovaly k hollywoodské slávě dvě herečky narozené na Ukrajině. Olga Kurylenko je známá z bondovky Quantum of Solace. Milla Jovovich, dcera srbského otce a ruské matky a rodačka z Kyjeva, se proslavila hlavní rolí v kultovní sci-fi Pátý element. Hrála i postavu Milady de Winter ve filmu Tři mušketýři z roku 2011. Ukrajinský původ má i americká herečka Mila Kunis. Hvězdou ruského němého filmu byla Vera Cholodnaja.
V Kyjevě se každoročně koná filmový festival Molodist zaměřený na mladé tvůrce.

### Kuchyně

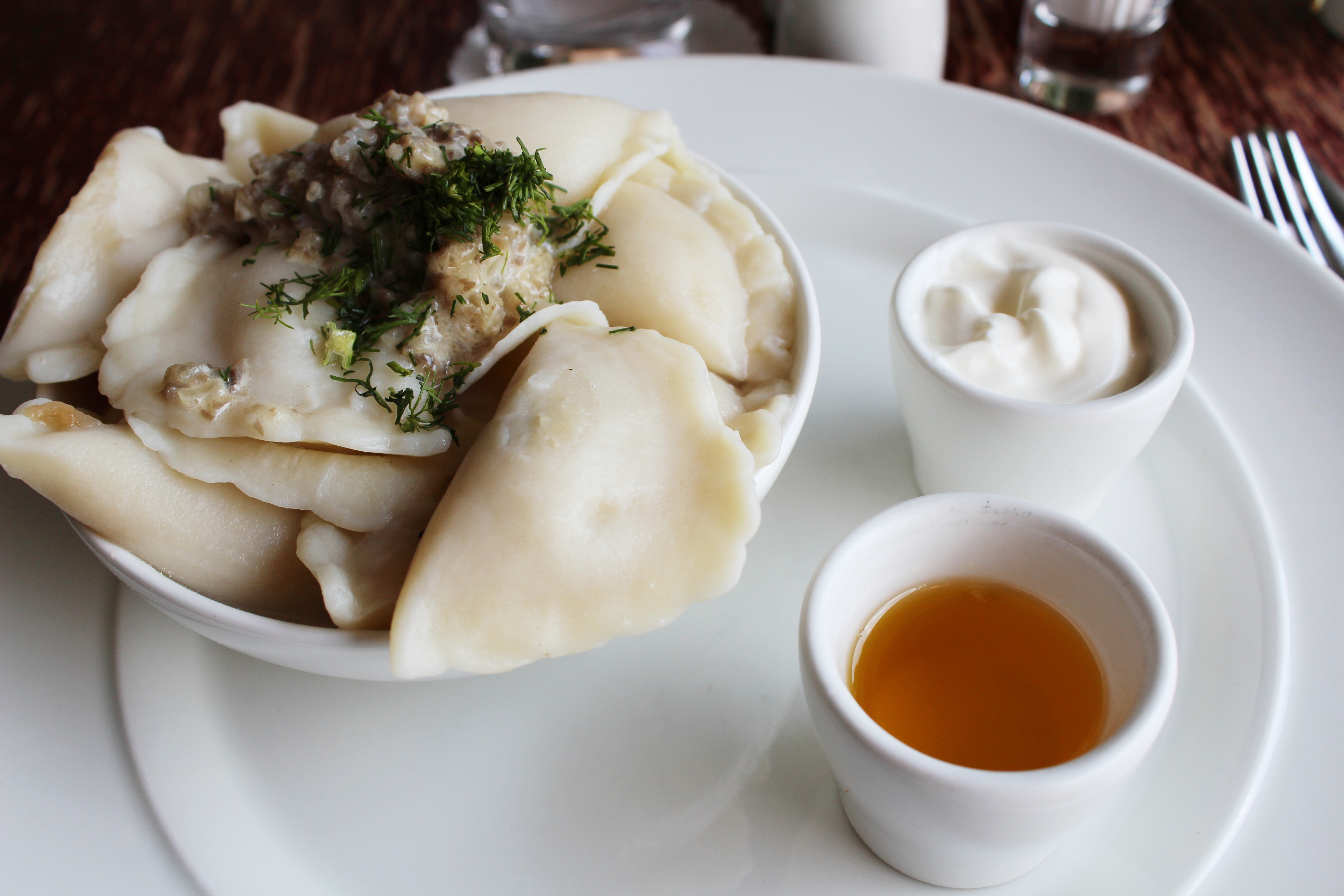
Varenyky

Tradiční ukrajinská kuchyně s oblibou užívá obilné či bramborové těsto, slunečnice, zelí, řepu, mleté maso či ryby. Typickými pokrmy jsou boršč, pelmeně, varenyky či soljanka. Národním jídlem jsou pirohy zvané pyrižky, smažené bochánky z kynutého těsta plněného masem, vejci, bramborami, zelím, houbami, tvarohem a dalšími náplněmi. Oblíbené jsou též závitky, buď ty zvané holubci, nebo masové závitky zvané kručenyky. Dalšími typickými jídly jsou huspenina choloděc, bramboráky nazývané děruny nebo palačinky mlynci. Specialitou je kaviár z lilků a cuket.
Tradiční je tmavý chléb (čorni chleb) vyráběný z pohanky. V zimě Ukrajinci konzumují uzvary, nápoje připomínající kompoty. Oblíbená je zmrzlina, kterou si Ukrajinci dopřávají i v zimě. Jako příloha k jídlu se často konzumuje kukuřičná kaše nazývaná mamalyha, která je podobná italské polentě. Oblíbené jsou polévky: rybí polévka juška, okurková polévka rosolnyk, zelná polévka kapustňak. K polévkám se často podává žemle zvaná pampuška.
K Ukrajině patří také vodka (horilka), které v posledních letech částečně konkuruje pivo; oblíbeným nápojem je také kvas.

## Věda

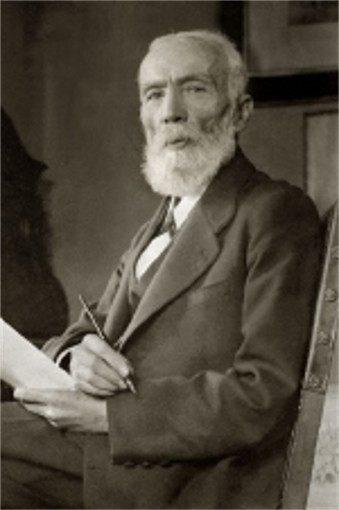
Vynálezce Ivan Puluj

Ukrajincem byl matematik Mychajlo Ostrohradskyj. V současnosti je oceňován matematik Vladimir Geršonovič Drinfeld, autor teorie kvantové grupy. První vrtulník či čtyřmotorový letoun sestavil ukrajinský rodák Igor Sikorskij.
Ač narozen v ruském Petrohradě, etnickým Ukrajincem byl zakladatel geochemie Volodymyr Vernadskyj. V Charkově se narodil astronom Otto Struve. Na Ukrajině se narodili i ruský nositel Nobelovy ceny za fyziologii Ilja Iljič Mečnikov nebo klíčové postavy sovětského kosmického programu Sergej Koroljov a Valentin Gluško. Také Jurij Kondraťuk silně ovlivnil kosmický výzkum, byl však doceněn až posmrtně. Theodosius Dobzhansky byl genetikem hrajícím klíčovou roli při tvorbě tzv. moderní evoluční syntézy. Naopak spíše kuriózní postavou byl biolog Trofim Lysenko. Oděsa bývala tradičním místem zrodu geniálních dětí. Patřil k nim i fyzik George Gamow, autor teorie o Velkém třesku, nebo matematik Vladimir Arnold. Ve Lvově se narodil matematik Stanisław Ulam. V Praze dožil ukrajinský rodák a fyzik Ivan Puluj, rovněž velký ukrajinský vlastenec a překladatel Nového zákona a Žalmů do ukrajinštiny. Významným matematikem byl Georgij Feodosjevič Voronoj. Mechanik Stepan Tymošenko velmi ovlivnil stavebnictví (viz Tymošenkova teorie ohybu nosníku), podobně jako Borys Paton, odborník na svařování.
Několik Ukrajinců se prosadilo i v oblasti humanitních a sociálních věd. Osvícencem a otcem ukrajinské vzdělanosti byl Hryhorij Skovoroda. Velký vliv, dokonce přímo na cara Petra I., měly osvícenské myšlenky filozofa Feofana Prokopoviče. Ukrajinský původ měl i etnograf Mykola Myklucho-Maklaj nebo orientalista Ahatanhel Krymskyj. V Kyjevě se narodili ruský filozof Nikolaj Berďajev, ve Lvově Ludwig von Mises, zakladatel proslulé rakouské ekonomické školy.

## Sport

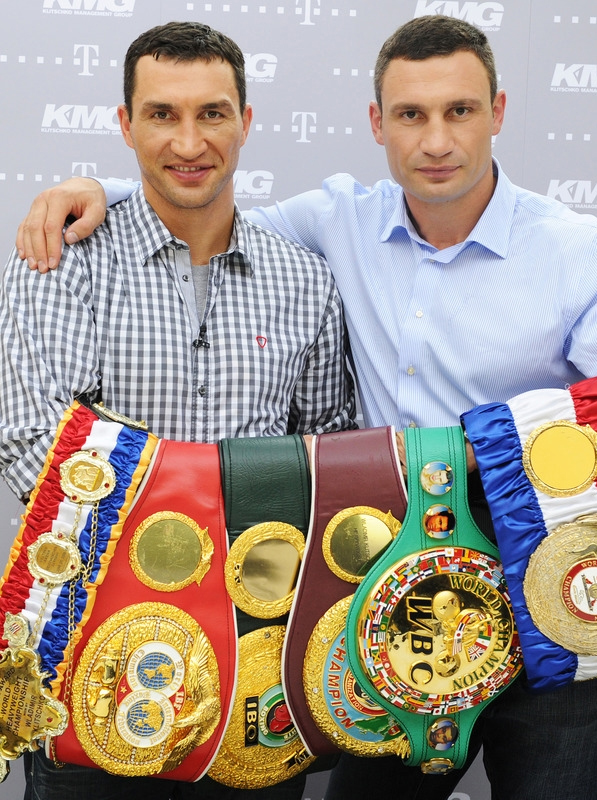
Vitalij Kličko a Vladimir Kličko

Ukrajinští boxeři patří k těm nejlepším na světě. Proslulí jsou mistři světa ve svých váhových kategoriích Vitalij Kličko a jeho bratr Vladimir Kličko; Vitalij je od roku 2014 politikem a starostou Kyjeva. Vasyl Lomačenko je olympijským vítězem na hrách 2008 v Pekingu (pérová váha) a 2012 v Londýně (lehká váha), byl nejrychlejším kdo se stal mistrem světa ve třech váhových kategoriích za pouhých dvanáct bojů, získal stříbrnou medaili na mistrovství světa 2007, zlato na mistrovství Evropy 2008 a podle ESPN byl Lomačenko (v roce 2018) nejlepším aktivním boxerem na světě ve své váze.
Značných úspěchů dosáhli ukrajinští šachisté, jako byli Vasyl Ivančuk, Anna Muzyčuková, Ruslan Ponomarjov, Jefim Bogoljubov, David Bronštejn, Sergej Karjakin.
Úspěchů dosáhly také ukrajinské fotbalové kluby, zejména Dynamo Kyjev a Šachtar Doněck. Třemi nejznámějšími hráči byli Oleh Blochin, Ihor Belanov a Andrej Ševčenko. Fotbalový život všech tří ovlivnil trenér Valerij Lobanovskyj.
Země hostila v roce 2012 i Mistrovství Evropy ve fotbale 2012, konkrétně skupinu D.
Nejslavnějším ukrajinským sportovcem všech dob je lehký atlet, skokan o tyči Serhij Bubka. Výborná je též ukrajinská gymnastická škola (Larisa Latyninová, Polina Astachovová, Lilia Podkopajevová, Viktor Čukarin, Boris Šachlin). V časech SSSR přivezli olympijské medaile také třeba sprinter Valerij Borzov, chodec Vladimir Golubničij, vytrvalostní běžec Volodymyr Kuc, koulařka a diskařka Tamara Pressová, jachtař Valentin Mankin nebo vzpěrač Leonid Žabotinskij. Pro samostatnou Ukrajinu vybojovala čtyři zlaté medaile plavkyně Jana Kločkovová, dvě zlaté přivezl kanoista Jurij Čeban, celkem čtyři medaile sesbírala kajakářka Inna Osypenková-Radomská. Zinaida Turčinová byla vyhlášena Mezinárodní házenkářskou federací nejlepší házenkářkou 20. století. Do síně slávy Mezinárodní volejbalové federace byl uveden Jurij Pojarkov.
Ze zimních sportů jsou Ukrajinci úspěšní zejména v krasobruslení, Oksana Bajulová vyhrála individuální závod na olympijských hrách v Lillehammeru a šlo o vůbec první olympijské zlato pro samostatnou Ukrajinu. Viktor Petrenko získal krasobruslařské zlato již na předchozích hrách v Albertville, ovšem ještě v barvách tzv. Sjednoceného týmu, který byl dán dohromady v momentě právě probíhajícího rozpadu Sovětského svazu. Druhé zimní olympijské zlato přivezla v roce 2014 biatlonová štafeta žen a třetí v roce 2018 akrobatický lyžař Oleksandr Abramenko.

## Státní svátky
- 1. ledna – Nový rok
- 8. března – Mezinárodní den žen
- 1. května – Svátek práce
- 8. května – Den vítězství
- 28. června – Den Ústavy Ukrajiny
- 24. srpna – Den Nezávislosti Ukrajiny
- 25. prosince – „Rizdvo“ – Vánoční svátky

## Knihy v češtině

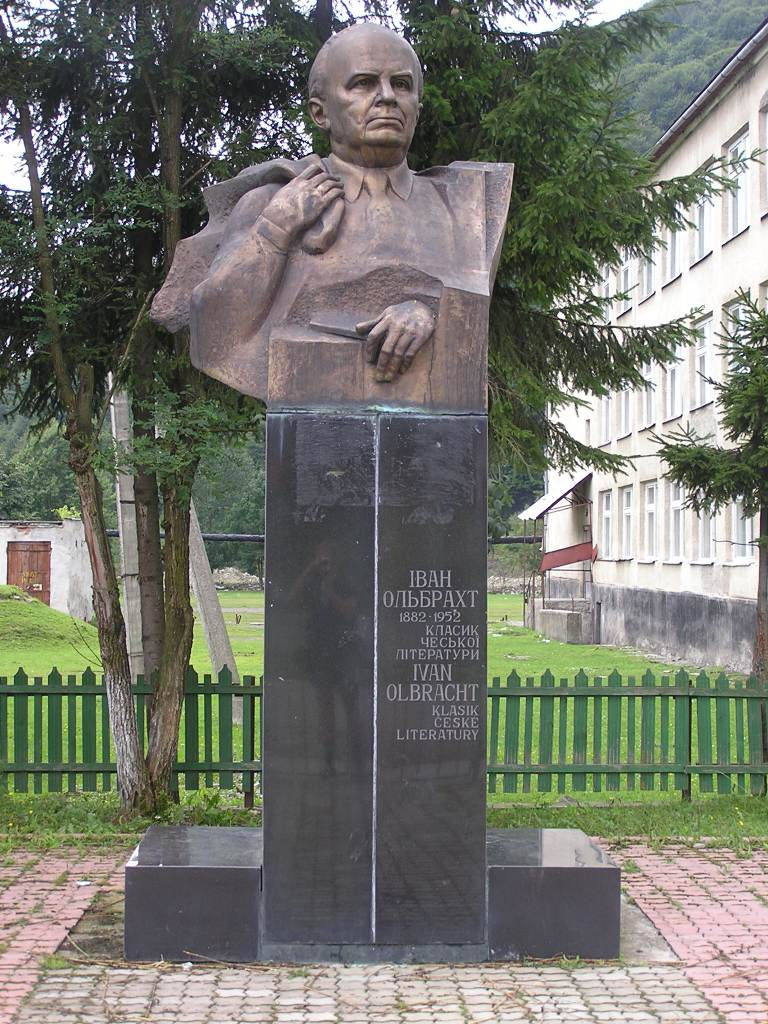
Pomník Ivana Olbrachta v Koločavě, kde sbíral materiál pro svůj román Nikola Šuhaj loupežník.

V českém prostředí panuje nedostatek kvalitních knih o Ukrajině. Je to dáno jak tendenčností literatury z období Sovětského svazu, tak malým zájmem o Ukrajinu (v porovnání s Ruskem či Polskem), a to jak české slavistiky, tak veřejnosti. Jedinou oblastí, o níž je informací dostatek, je Podkarpatská Rus; existují jak turistické průvodce, tak historické a folkloristické práce. Podkarpatské Rusi se věnovalo několik autorů české literatury v době mezi dvěma světovými válkami, zejména Ivan Olbracht.
- S. Aleksijevičová: Modlitba za Černobyl. Brno: Doplněk, 2002. 230 s. ISBN 80-7239-082-1.
- H. Boczkowski: Ukrajina a ukrajinská otázka. Praha: Svaz pro osvobození Ukrajiny, 1915.
- A. Evans: Ukrajina [turistický průvodce]. Přel. R. Beneš. Brno: Jota, 2007. 368 s. ISBN 978-80-7217-509-3.
- V. Goněc – O. Bojko: Nejnovější dějiny Ukrajiny Brno: Jota, 1997. 268 s. ISBN 80-7217-031-7.
- I. Grekov: Opětné sjednocení Ukrajiny s Ruskem roku 1654 [z pohledu oficiální sovětské historiografie]. Praha: SPNL, 1954.
- V. Hostička: Spolupráce Čechů a haličských Ukrajinců v letech 1848–1849. Praha: Československá akademie věd, 1965.
- M. Hruševskyj: Ukrajina a Rusko. Kyjiv – Praha, 1919.
- Ján Mlynárik: Osud banderovců a tragédie řeckokatolické církve. Praha: Libri, 2005. 95 s. ISBN 80-7277-204-X.
- J. Nečas: Východoevropská tragédie a Ukrajinci. Životné síly nové Ukrajiny. Kyjiv – Praha, 1919.
- M. Syruček: Banderovci – hrdinové, nebo bandité. Praha: Epocha, 2008. 168 s. ISBN 978-80-87027-85-1.
- V. Veber (ed.): Ruská a ukrajinská emigrace v ČSR v letech 1918–1945. Sborník studií. Sv. 1–4. Praha: Univerzita Karlova, 1993–1996.
- V. Veber (ed.): Ukrajina v současné historiografii – k 70. narozeninám Vladimíra Hostičky. Praha: Národní knihovna ČR – Slovanská knihovna, 2000. 168 s.
- T. Zahradníček: Jak vyhrát cizí válku. Češi, Poláci a Ukrajinci, 1914–1918. Praha: ISV, 2000. 250 s. ISBN 80-85866-65-X.
- B. Zilynskyj: Ukrajinci v Čechách a na Moravě : stručný nástin dějin. Praha: Sdružení Čechů z Volyně a jejich přátel, 2002. 76 s. ISBN 80-903164-1-7
- B. Zilynskyj: Ukrajinci v českých zemích v letech 1945–1948. Praha: Ústav pro soudobé dějiny AV ČR, 2000. 97 s.
- V. Vjatrovyč: Ukrajinské 20. století. Utajované dějiny. Praha: Academia 2020 (dotisk 2022). ISBN 978-80-200-3086-3.

### Folklór
- Pomsta Oleksy Dovbuše [Ukrajinské mýty, pohádky a pověsti]. Praha: Argo, 2004. ISBN 80-7203-619-X
- Ukrajina zpívá. Praha: Svět sovětů, 1951. 412 s.
- Kozácké dumy. Praha: Svět sovětů, 1952. 148 s.

## Fotogalerie

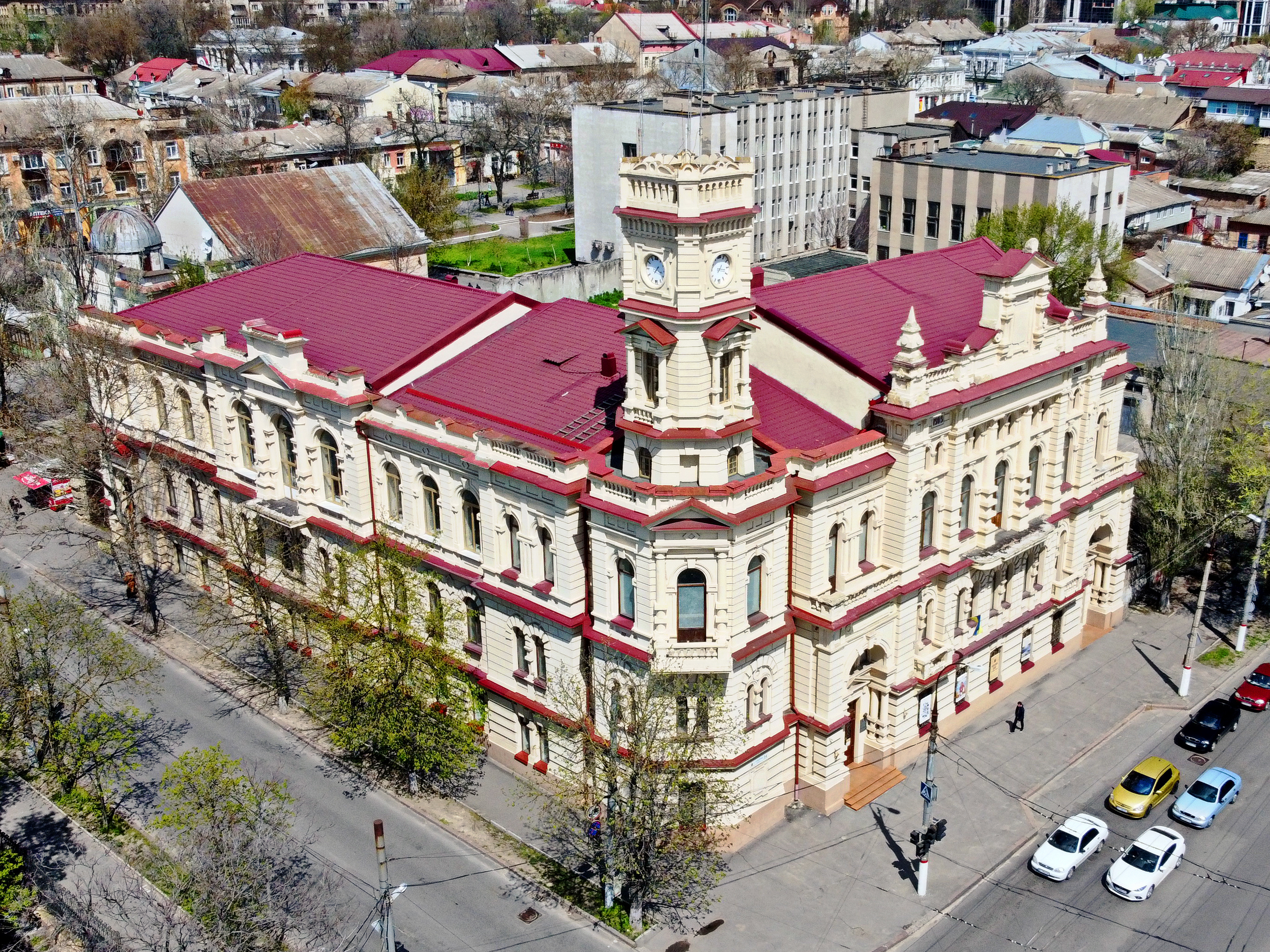
Herson
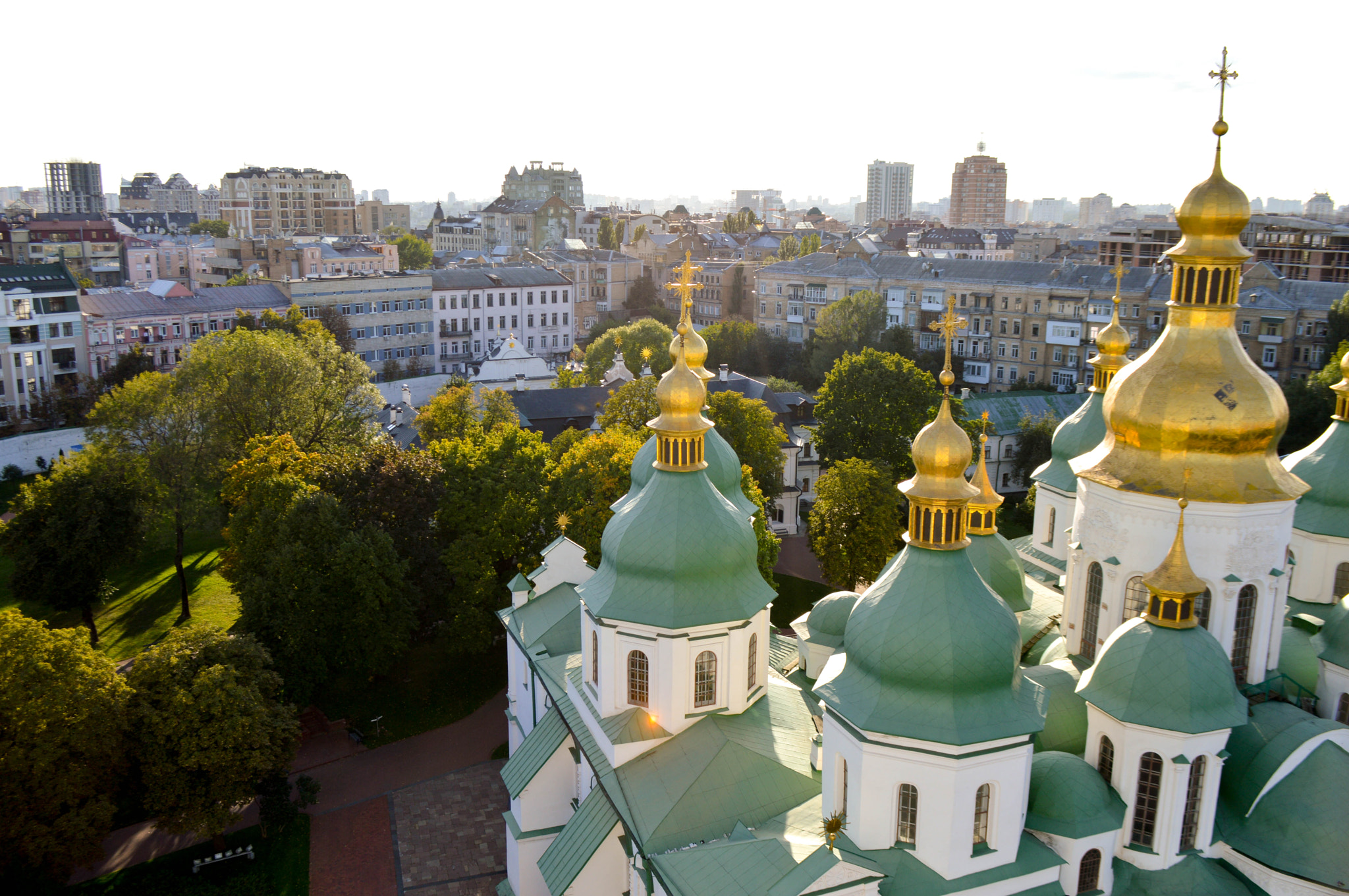
Kyjev
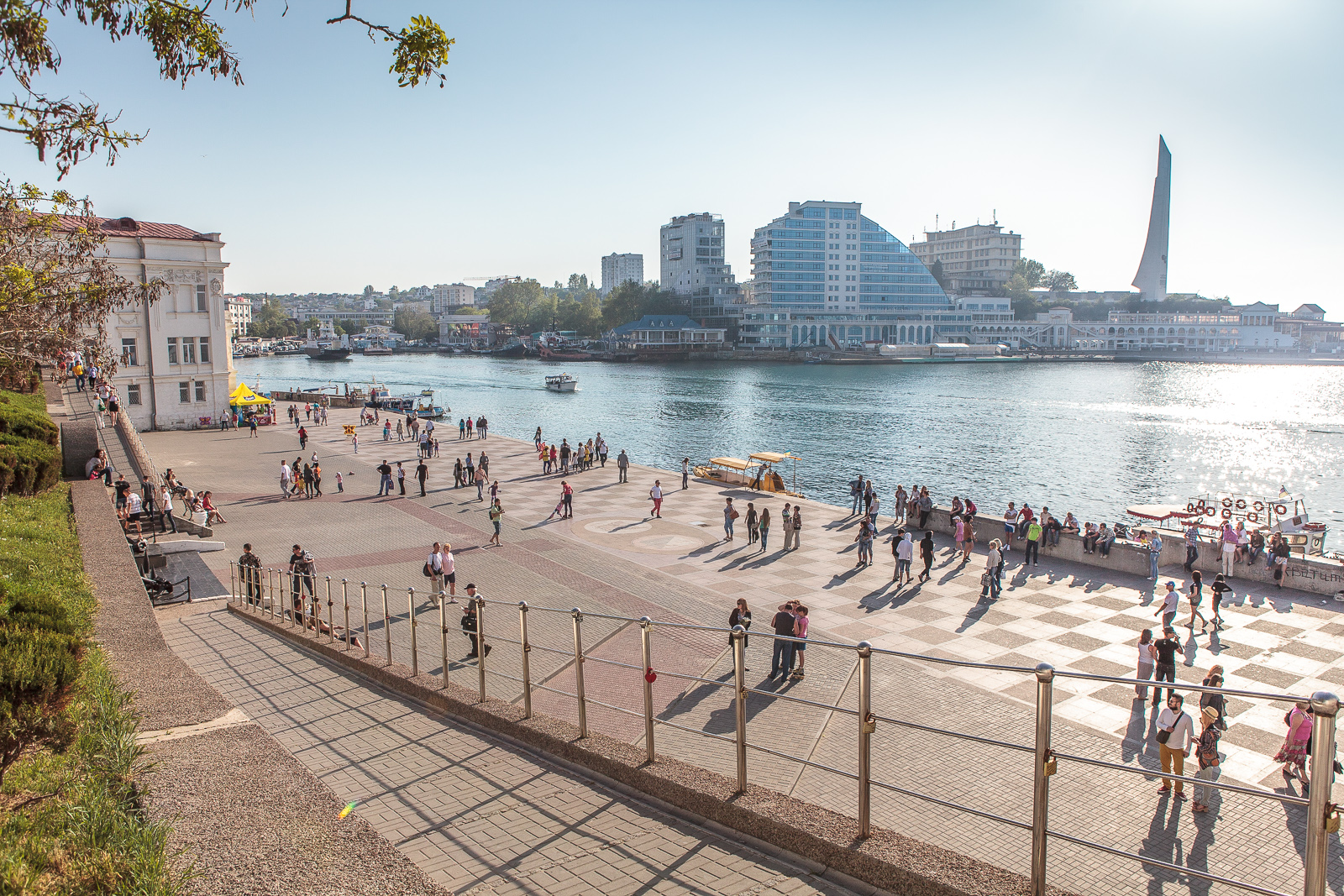
Sevastopol
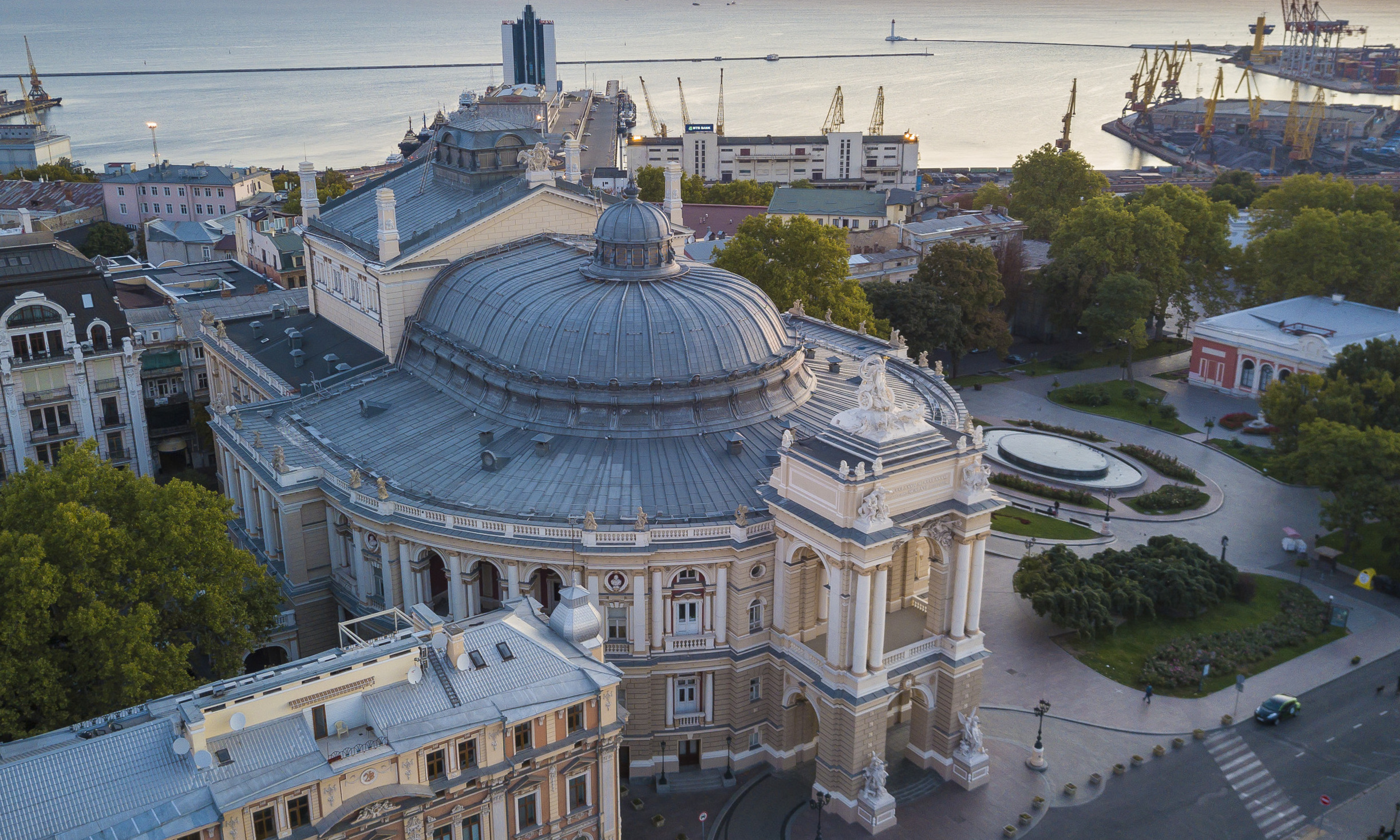
Oděsa
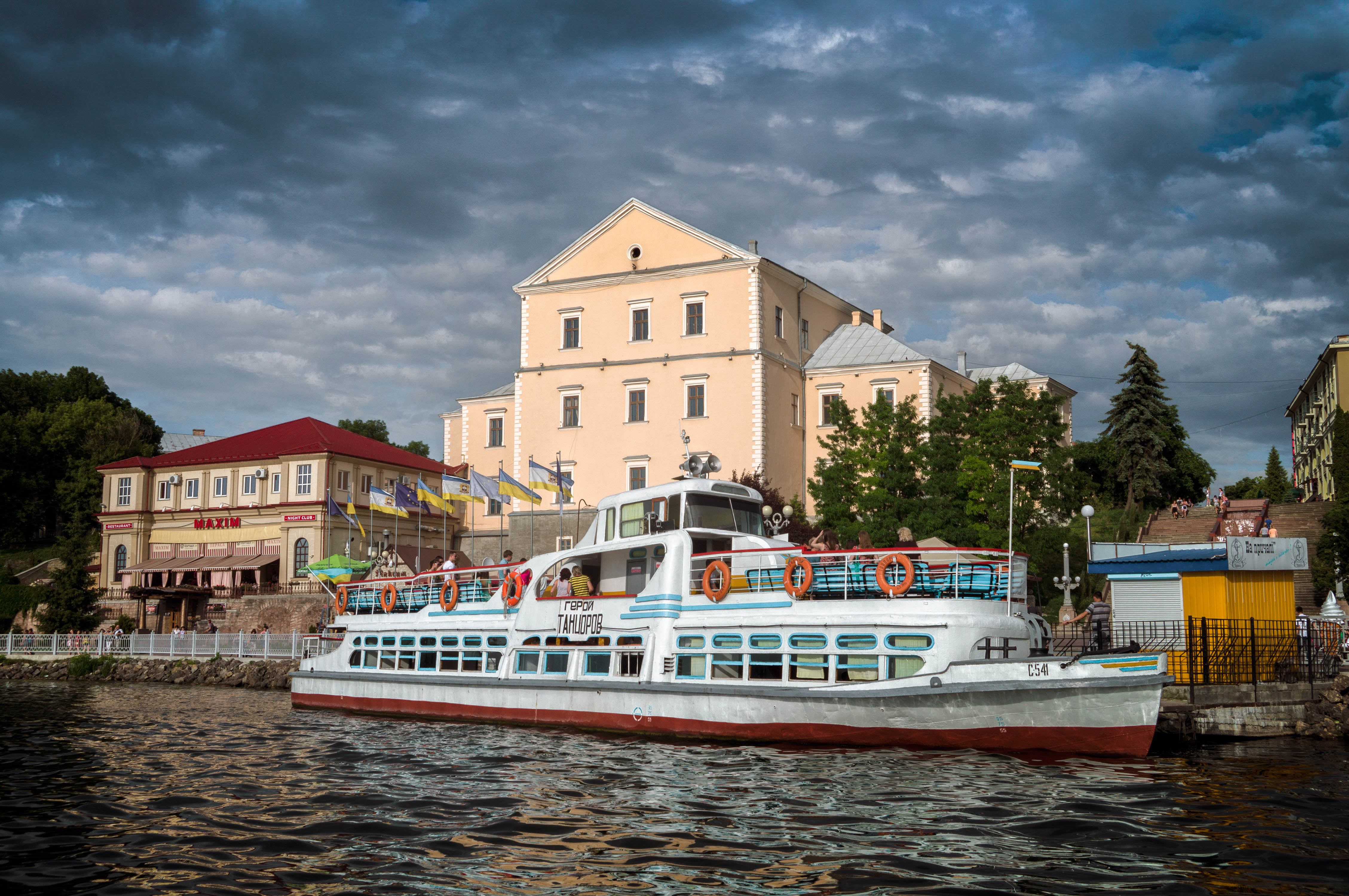
Ternopil
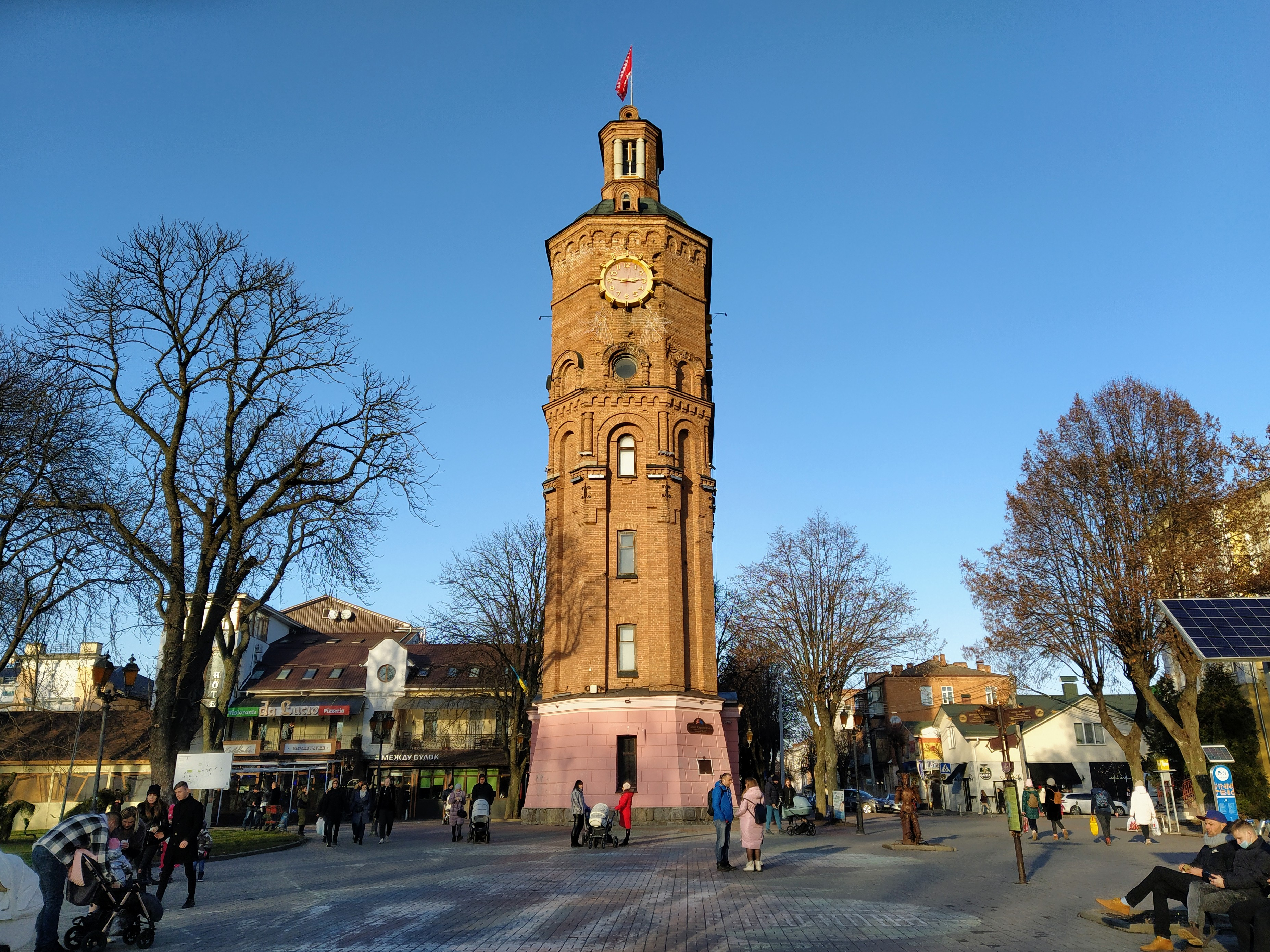
Vinnycja
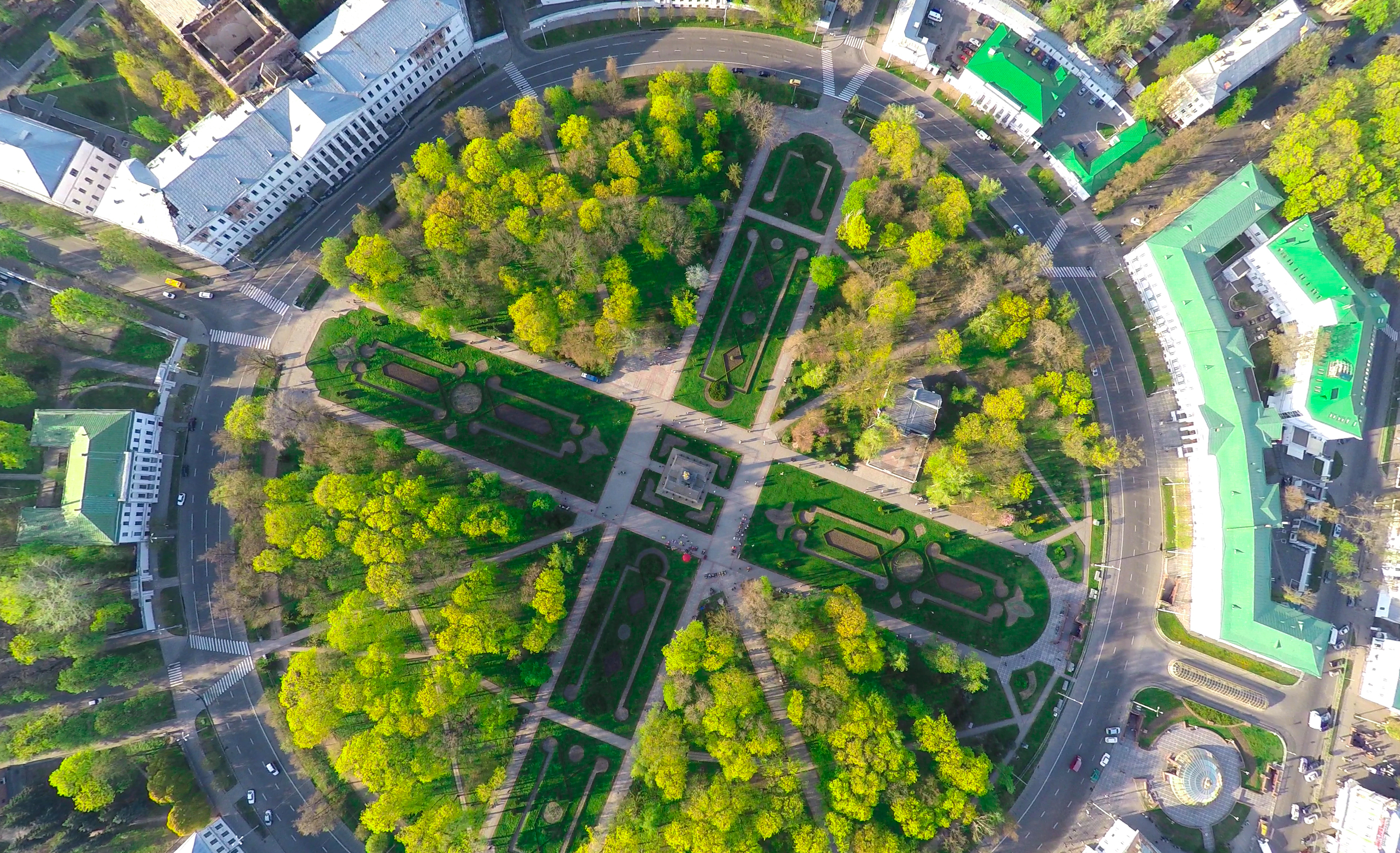
Poltava
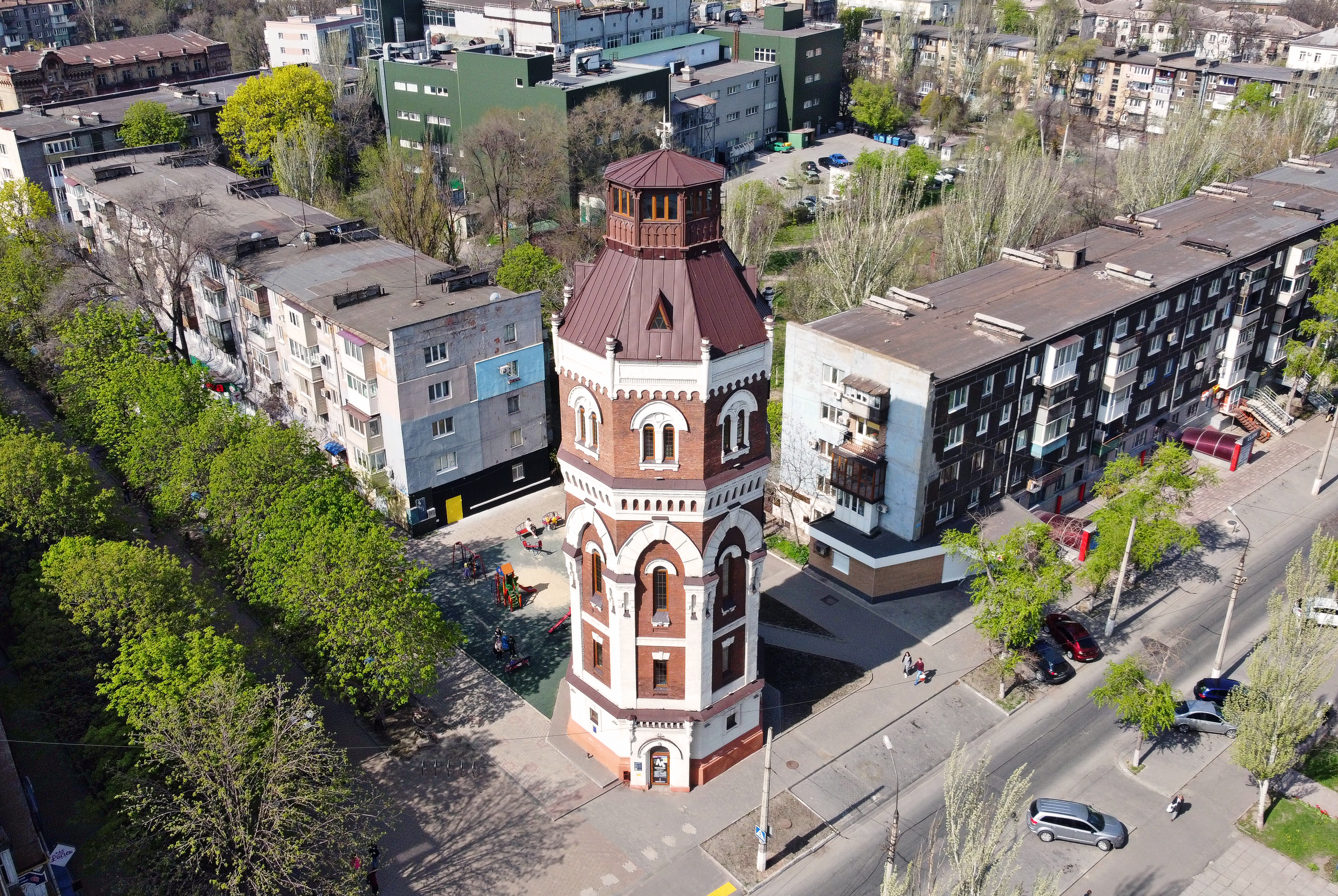
Mariupol
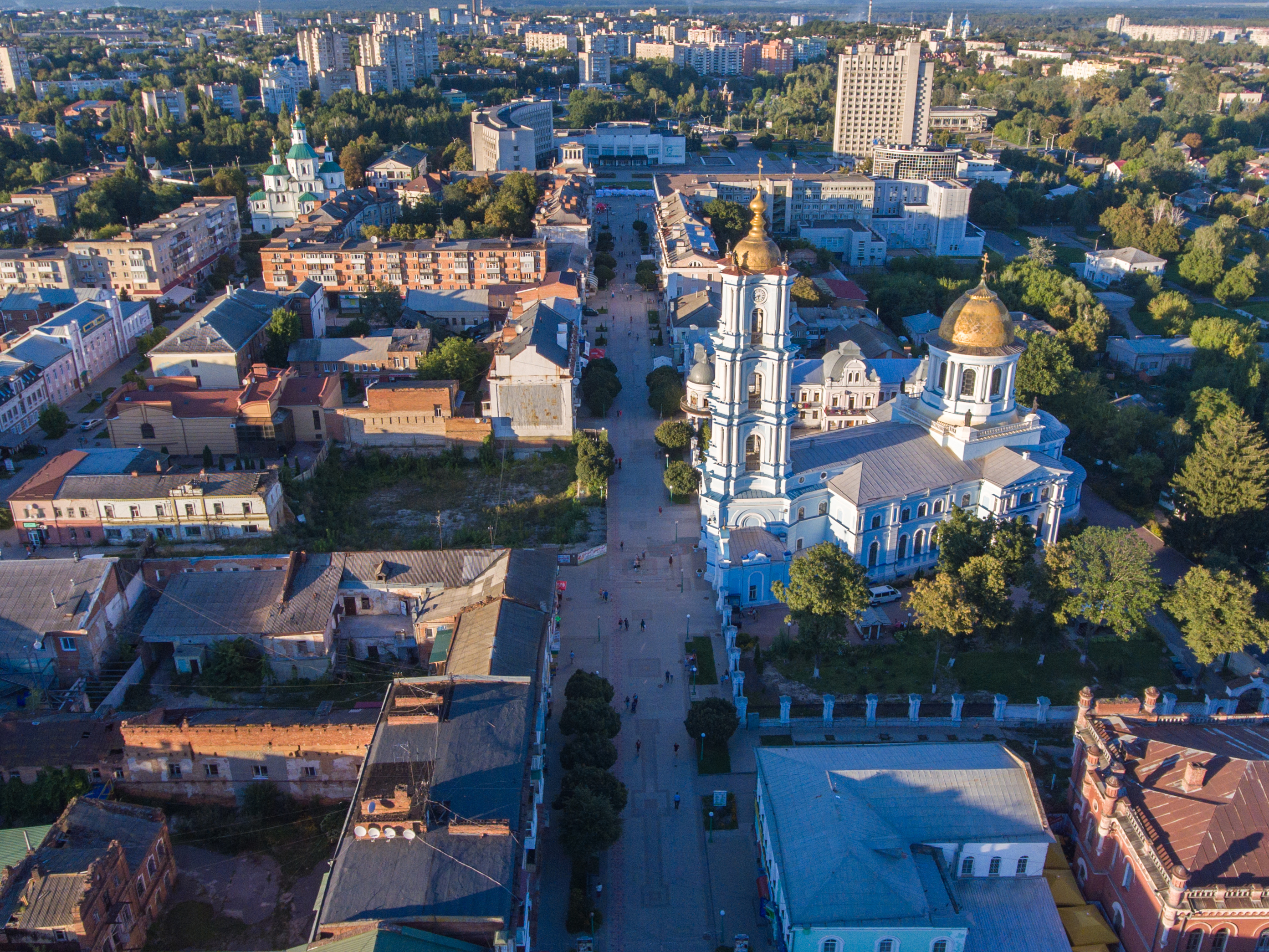
Sumy
Ivano-Frankivsk